# عمان (مدينة)
عَمَّان هي عاصمة المملكة الأردنية الهاشمية ومركز محافظة العاصمة. تُعد أكبر مدن المملكة وواحدة من أكبر المدن العربية بالنسبة لعدد السكان، إذ بلغ عدد سكانها في عام 2023 حوالي 4.8 مليون نسمة، مما يجعلها أيضًا واحدة من أسرع المدن نموًا بالسكان بالعالم. تقع المدينة في وسط المملكة على دائرة عرض 31 شمالاً وخط طول 35 شرقًا في منطقة تكثر فيها الجبال، فنشأت في الوديان بين الجبال أولاً فضاقت على سكانها، فارتقوا سفوحها واستمروا في الاتساع عبر قممها حتى انتشرت المدينة بأطرافها فوق 20 جبلا.
تُعتبر عمّان المركز التجاري والإداري للأردن وقلبه الاقتصادي والتعليمي، حيث أصبحت عمّان نقطة استقطاب للكثير من الجاليات العربية لموقعها المتميز ولعمارتها المعاصرة، كما تستقطب عمّان الكثير من السياح سنويًا من أوروبا الغربية وأمريكا الشمالية واليابان وإستراليا ومن الدول العربية المجاورة والقريبة، وكثيرًا من عائلات دول الخليج العربي تحديدًا، إذ تكثر بها المعالم السياحية عمومًا والعلاجية الطبية خصوصاً. كان من نتيجة وقوع عمّان في مثل هذا الموقع الاستراتيجي في بلاد الشام والشرق الأوسط، أن أصبح موقعها يتحكم بالاقتصاد الوطني ويُحرّك 90% من الاستثمار على المستوى الوطني.
يرجع تاريخ مدينة عمّان إلى الألف السابع قبل الميلاد، وبهذا تُعتبر من ضمن أقدم مدن العالم المأهولة بالسكان إلى يومنا هذا. وعمّان مدينة قديمة أقيمت على أنقاض مدينة عرفت باسم «ربّة عمّون» ثم «فيلادلفيا» ثم «عمّان» اشتقاقاً من «ربة عمّون»، واتخذها العمّونيون عاصمة لهم. وقد أُنشئت المدينة على تلال سبعة، وكانت مركزًا للمنطقة على ما يبدو في ذلك الوقت، وهي إحدى عواصم بلاد الشام الأربع، وهي أيضًا إحدى المدن الشامية القديمة التي أصبحت عاصمةً لإمارة شرق الأردن ومن ثم المملكة الأردنية الهاشمية بعد استقلالها في العام 1946 عن بريطانيا.
يسكن عمّان الحديثة مجموعة متنوعة من السكان من أصول مختلفة أتوا من مختلف المناطق، منهم من أتى من مدن أردنية قريبة، ومنهم من أتى من فلسطين، ومنهم من القوقاز وسوريا والعراق.
شهدت أمانة عمان الكبرى مؤخرًا تطورًا كبيرًا، حيث توسعت عمان بشكل لم تشهده المدينة من قبل. ونالت خطة مدينة عمّان الشمولية جوائز عالمية منها جائزة القيادة العالمية في تخطيط المدن وجائزة المدينة عن قارة آسيا لعام 2007. يبلغ عدد المناطق الإدارية في أمانة عمان 22 منطقة مُوزعة جغرافيا تحوي كل منطقة طاقمًا متكاملا من الموظفين، أما من الناحية الإدارية فهناك مجلس أمانة عمان الكبرى الذي يضم 68 عضوا برئاسة أمين العاصمة، والمجلس مقسم بدوره إلى 14 لجنة مختلفة.
يُشار بالذكر إلى أنه تم اعتماد يوم 2 آذار/ مارس من كل عام يومًا لمدينة عمّان بعد إقرار مجلس الوزراء الأردني قرارًا بذلك في بداية عام 2021، وذلك في إطار الاحتفاء بمرور 100 عام على تأسيس الدولة الأردنيّة.

## التسمية والتاريخ
العصور القديمة
يعود تاريخ عمّان إلى أكثر من 7000 سنة قبل الميلاد. وقد مرّت عليها حضارات عديدة دلّت عليها الآثار المنتشرة في أرجاء المدينة. وخلال هذه الفترة الطويلة، شهدت المدينة الكثير من الحضارات، كان أهمها العمونيون. يُعد المدرج الروماني أحد أكبر الآثار المتبقية في المدينة. كما يدل جبل القلعة بآثاره المختلفة يدل على الحضارات العمونية والإغريقية والرومانية والبيزنطية والأموية، بالإضافة إلى رجم الملفوف الواقع في جبل عمان والمطل على وادي صقرة وهو ما تبقى من حضارات فترة ما قبل التاريخ لعبّاد الطبيعة وعناصرها كالشمس والقمر والنجوم.

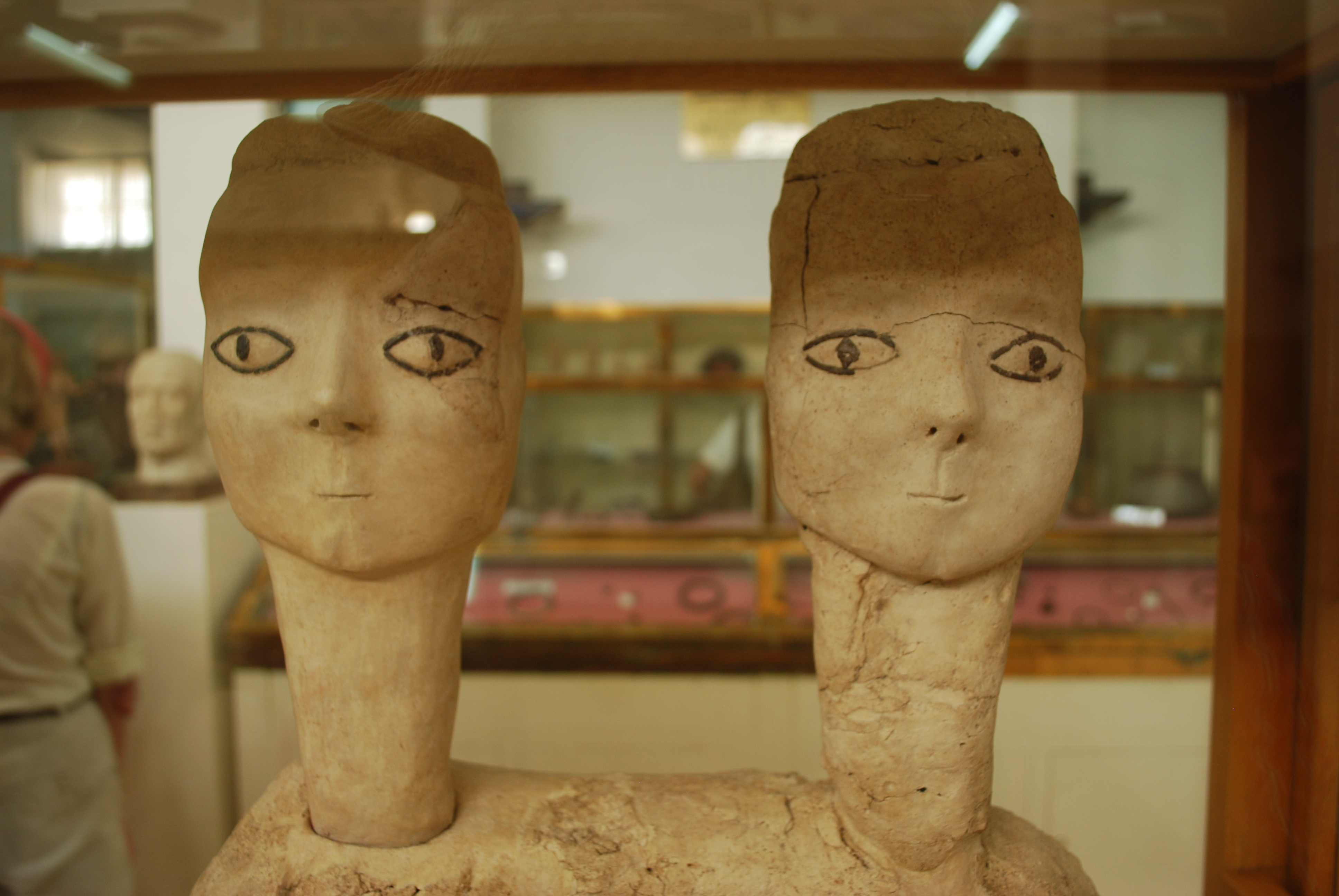
تماثيل آثار عين غزال في عمّان، من أقدم التماثيل البشرية بالعالم.

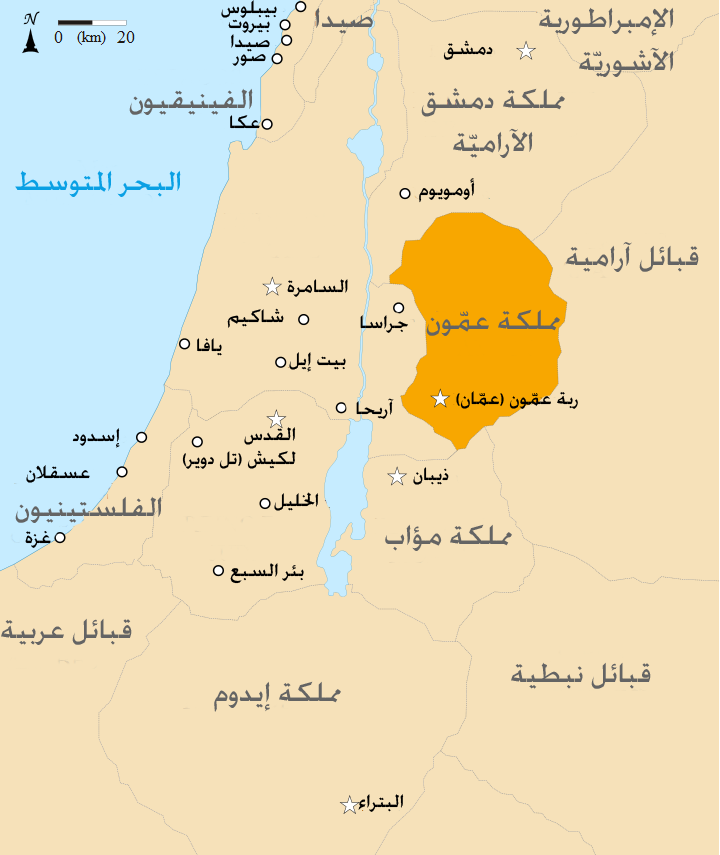
مملكة عمّون في 830 ق.م.

يعود أول تواجد بشري في مدينة عمّان في آثار عين غزال شرق العاصمة إلى 9 آلاف عام من الآن. لقد كشفت التنقيبات على أن هذه المنطقة هي من أغنى مواقع العصر الحجري الحديث ما قبل الفخاري، كما أن القرية قد سُكنت دون انقطاع. كانت عين غزال مستوطنة زراعية ورعوية بُنيت من الحجارة غير المشذبة، وكانت المباني مستطيلة الشكل وبجدران مستقيمة، وقد رُصفت الأرضيات ثم قصرت بالجبس المدكوك حد اللمعان، وبعد ذلك تم طلائه باللون الأحمر. إن أهم ما يميز موقع عين غزال التماثيل البشرية المُكتشفة، والتي تم العثور عليها في المنطقة الوسطى للموقع على مجموعتين من التماثيل البشرية، والتي تُعد من التماثيل النادرة في العالم.
لقد قدم إلى عمّان الحيثيون والهكسوس، ثم قبائل العماليق الأقدمين، تلتهم قبائل بني عمون، أو العمونيين، الذين أعطوا المدينة اسمهم فأطلقوا عليها في البداية اسم ربة عمّون، والربة تعني العاصمة أو دار الملك ثم سقطت مع مرور الزمن كلمة ربة وبقيت عمون حتى أطلق عليها الأمويون اسم عمّان. اتخذه العمونيون جبل القلعة مقرًا لحكمهم في المدينة، وهو مشرف على وسط عمّان حاليًا.
قام الآشورويون بالتمدد غربًا نحو منطقة العمونيين، حيث لم يستطيعوا الوقوف بوجههم في بداية الأمر، وانضم العمونييون إلى حلف آرامي لمقاومة النفوذ الآشوري في بداية القرن التاسع قبل الميلاد، ولكن الآشوريين استطاعوا احتلال مملكة العمونيين، وقرر الملك الآشوري سنحاريب منح عمون الاستقلال الذاتي. كان للسيطرة الآشورية أثر في استتباب الأمن، مما مكّن العمونييون من السيطرة على جزء ٍ كبيرٍ من طرق القوافل التجارية. قاوم العمونيون البابليين - الذين استمروا في هجومهم على الأجزاء الجنوبية من الإمبراطورية الآشوريّة، ما أثّر سلبيًا على الوضع الاقتصادي. وفي عهد الملك نبوخذ نصر، استطاع البابليّون السيطرة عليها.

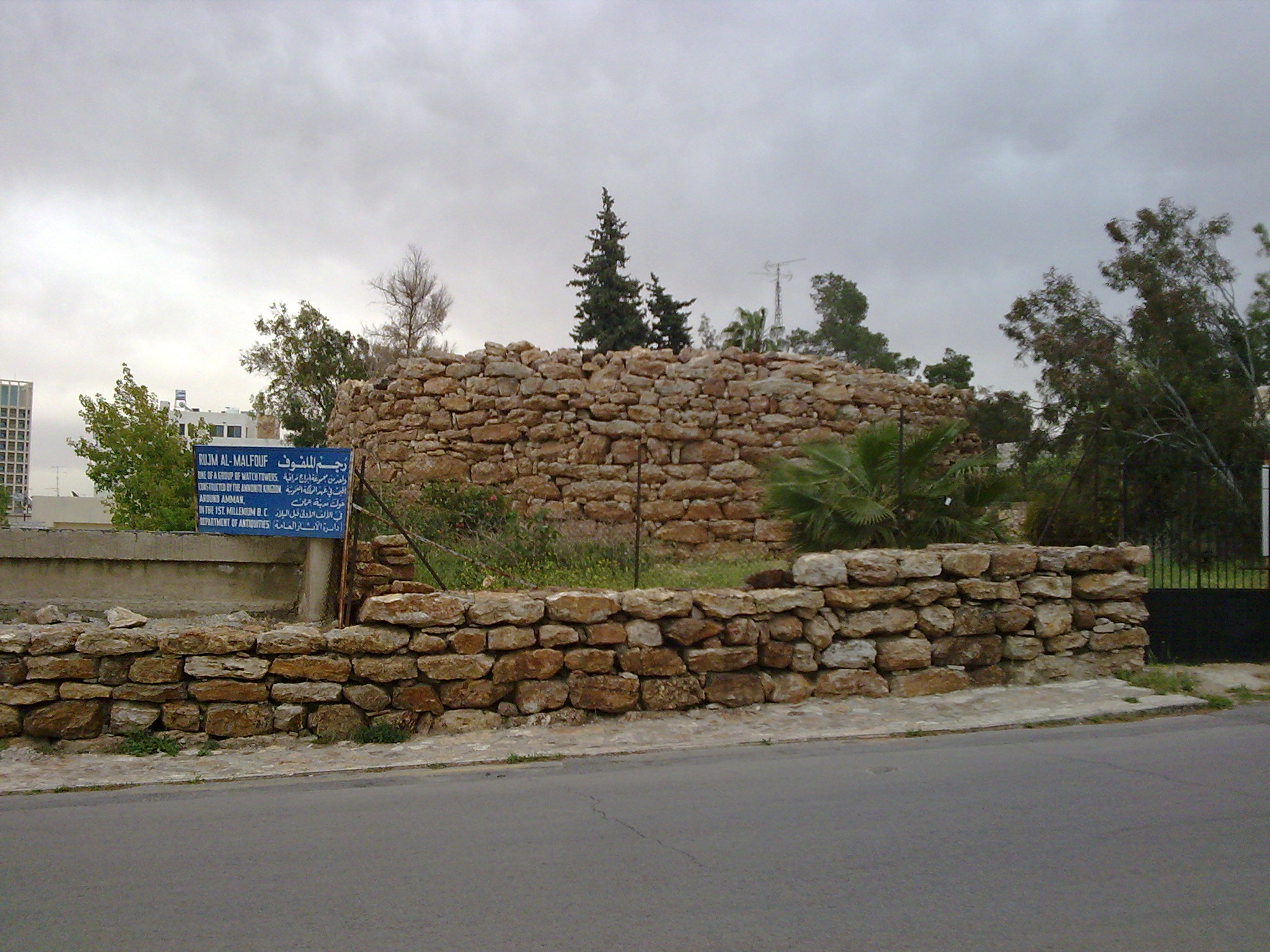
رجم الملفوف، من الأبراج التي إستخدمها العمونيون في تحصين المدينة.

ورث البابليون أملاك الآشوريين في آسيا في عام 612 ق. م. وقد قام ملك مصر بغزو بلاد الشام في عام 590 ق. م، وهي فلسطين وشرقي الأردن. ثم قام نبوخذ نصر ملك البابليين آنذاك في عام 586 ق. م بسبي أهالي القدس وأعاد البلاد إلى سلطانه.
في عام 539 ق.م استطاع قورش الفارسي القضاء على الإمبراطورية البابلية وإقامة الإمبراطورية الفارسية، ثم استولى الفرس على فلسطين والأردن، ودخلوا عمّان، وأصبحت في تلك الفترة تحت حكم الإمبراطورية الفارسية. ولقد منح الفرس عمّان حكمًا ذاتيًا في الفترة ما بين 540 ـ 332 ق. م، إلا أن الإغريق قَضوا على دولة الفرس عام 332 ق.م، وبدأت فترة الإمبراطورية اليونانية.
سيطر الإغريق البطالسة على المنطقة بما فيها ربة عمون، التي أبدل اسمها بطليموس الثاني عام 285 ق.م إلى اسم «فيلادلفيا»- ويعني مدينة الحب الأخوي؛
نسبة للقائد «فيلادلفيوس» وجعل من جبل القلعة موقعا للمعابد كجبل الأكروبولس في أثينا. انتعشت في هذا العهد منطقة عراق الأمير، نسبة لقصر الملك طوبيا المعروف بعراق الأمير، أو قصر العبد.
انقسمت عمان لتصبح جزءاً من الدولتين النبطية والسلوقية إلى أن استولى عليها الملك الروماني «هيرودس» في العام 30 ق.م. وبهذا تدخل المدينة العهد الروماني ومن ثم البيزنطي حتى منصف القرن السابع.
العصر الروماني والبيزنطي

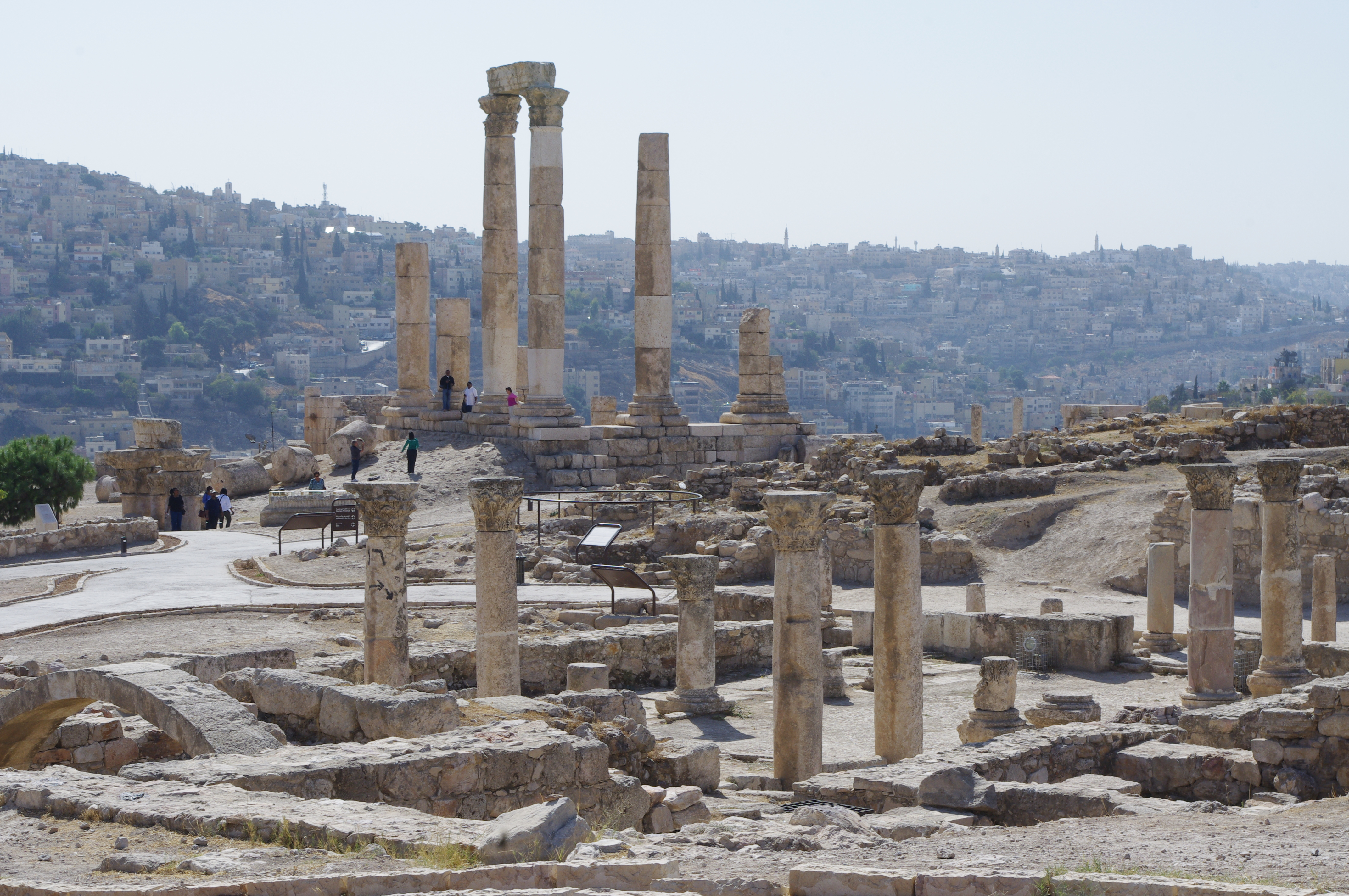
كنيسة بيزنطية، ومعبد هرقل الروماني في عمّان.

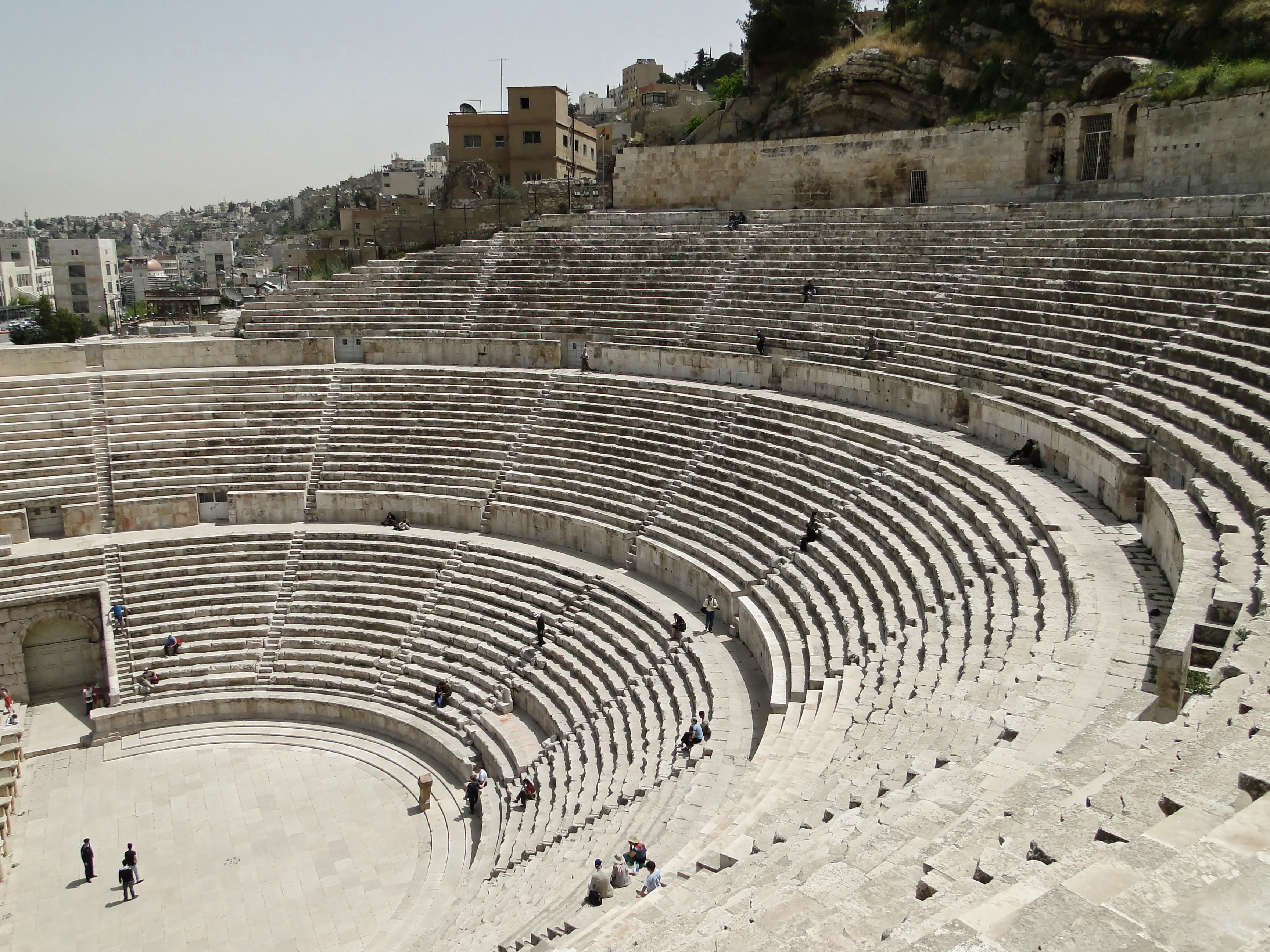
المدرج الروماني وسط المدينة.

امتد العهد الروماني ثم البيزنطي من 63 - 636. وأصبحت المدينة جزءًا من حلف الديكابولس، وهو تحالف كان يضم عشرة مدن تقع اليوم في الأردن وسوريا وفلسطين. لقد أُعيد بناء فيلادلفيا أيام الحكم الروماني لتشمل مدرج وشوارع مرصوفة وأعمدة على الطراز الروماني. أيام الحكم البيزنطي كانت مقر الكرسي المسيحي وبُنيَت الكثير من الكنائس ولكن المدينة لم تعد مزدهرة كما كانت. وقد وصلها الفرس في عام 614م وأعادوا احتلالها، لكن حكمهم كان قصيرا وانتهى قبيل وصول جيوش المسلمين اليها بعد عدة سنوات.
يوجد في المدينة آثار رومانية ما زالت قائمة ليومنا هذا، أهمها ساحة الفورم والمدرج الروماني. يقع الفورم بين جبل القلعة وجبل الجوفة أمام المدرج الروماني بوسط عمان. تبلغ مساحة الفورم والمسرح ما مجموعه 7600 متر مربع ويعود تاريخ بنائهما على الأرجح إلى القرن الثاني الميلادي وتحديدًا بين عامي 138م و 161م إبان عهد القيصر أنطونيوس بيوس. اليوم بني إلى جانب الفورم حديقة ذات نوافير عدة، تستعمل كمأوى للهروب من أزمة المرور وزحمة التسوق في وسط مدينة عمان. كانت الساحة محاطة من ثلاث جهات بشوراع أعمدة، التي يشاهد المرء منها اليوم فقط الأعمدة الواقعة في الجزء الجنوبي من الساحة، المتاخمة للمدرج. بنى الرومان، نظام تصريف للمياه تحت الساحة.
أما البيزنطيون فيتركون كنائس عدة، حيث كشفت حفريات دائرة الآثار العامة في عمّان، عن كنائس تعود إلى فترة القرن الرابع الميلادي وحتى الثامن، أثناء حكم البيزنطيين للمنطقة في ضواحي المدينة في كل من: الصويفية، خلدا، الرابية، الجبيهة، ياجوز، البصة، القويسمة، رجم الكرسي، اللويبدة في دارة الفنون، حسبان التي تبعد عن عمان 20 كيلو مترا، والجبل الأخضر.
العصر الإسلامي
بدأ هذا العصر بعد الفتح الإسلامي للشام في 635، واستطاع جيش يزيد بن أبي سفيان أن يفتح عمّان، وتنتهي بذلك دولة الغساسنة التابعة للبيزنطيين، والمتحكمة بمنطقة البلقاء التي كانت عمان جزءا منها، وعادت المدينة لتُعرف باسمها السامي القديم ثانية: عمّان أو عمّون.

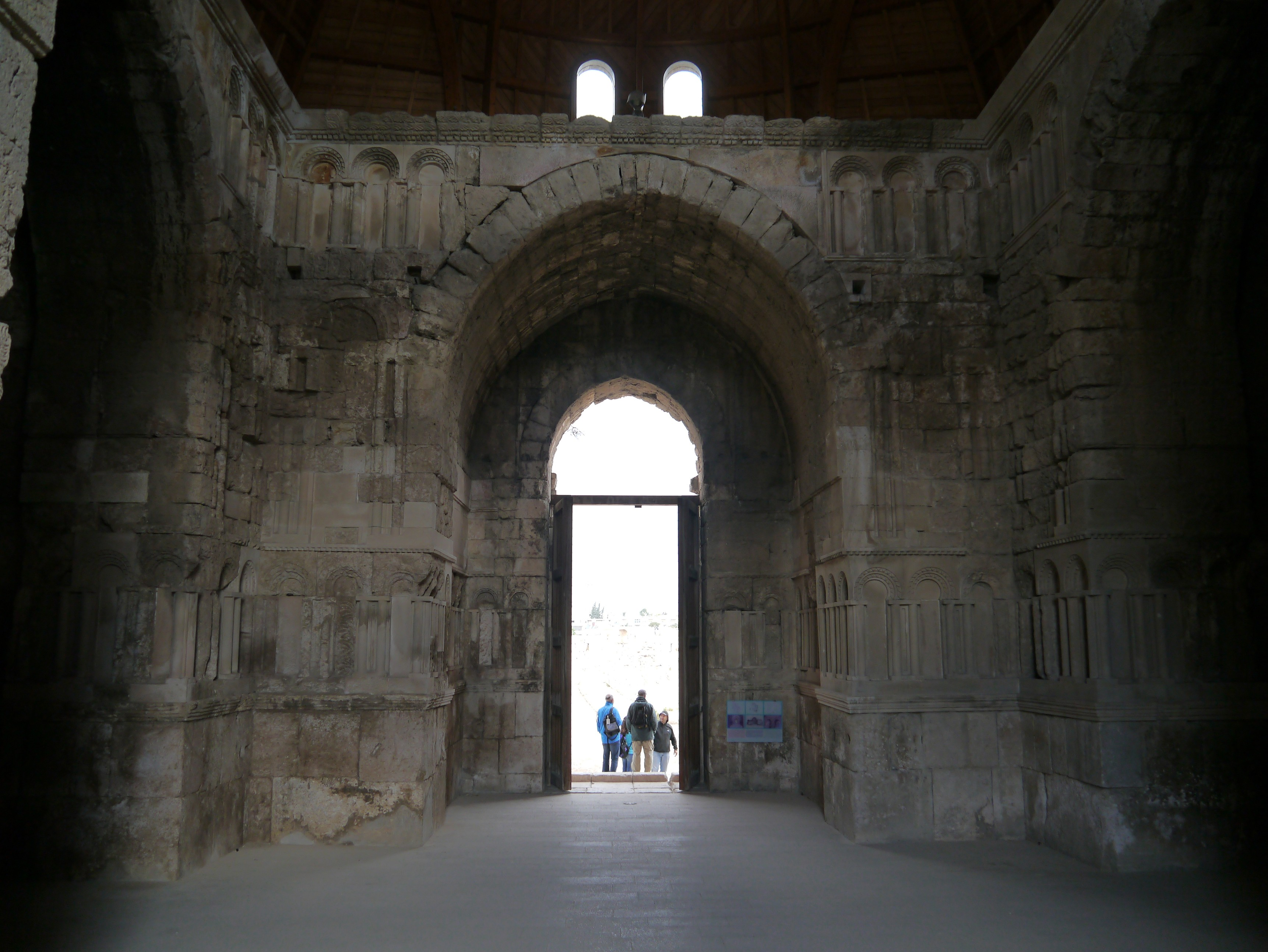
القصر الأموي على جبل القلعة، أحد أقدم الآثار الإسلامية بعمّان.

في العصر الأموي، بنى الأمويون قصرًا كبيرًا على جبل القلعة، وغدت عمّان مركزًا إداريًا، يقيم فيها الأمير، وتضرب فيها النقود، وتقوم حاميتها بمراقبة طريق القوافل التجارية، وحراسة طريق الحج، وبرك الماء كبركة زيزاء والقسطل. وعندما آلت الأمور إلى الدولة العباسية، جرت على أرض كورة عمان (مركز اداري) معارك دُمّرت فيها الأسوار والحصون في مواجهة عسكرية داخلية. ويشير المؤرخون إلى أن العباسيين تحصنوا في عمّان عندما ثار بعض الأمويين مطالبين بالخلافة في عهد الخليفة المأمون بن الرشيد.

البركة الأموية وهي خزان أرضي بناه الأمويون لضمان وصول المياه في عمّان.

كانت عمّان في عهد الفاطميين مركزًا لتجميع القوات، ولكن في أواخر حكمهم في القرن الحادي عشر الميلادي بدأت الضغوط الخارجية بقدوم الصليبيين. وفي سنة 1184 مر صلاح الدين الأيوبي بعمّان في طريقه إلى الكرك، وأصبحت في تلك الفترة جزءًا من دولة الايوبيين. أمّا في عهد المماليك، فقد شهدت عمان إستقرارًا، وازدهرت أسواقها في مواسم الحج. لقد حظيت عمّان باهتمام الظاهر بيبرس ورعايته عندما اعتلى عرش دولة المماليك في مصر والشام. وفي عهد السلطان قلاوون عام 1279، انتقلت الولاية من السلط إلى عمّان، وفي عام 1355 بنى المماليك مدرسة في عمان لتدريس المذهب الحنفي.
في عام 1516 توالى على حكم الإمبراطورية العثمانية عدد من السلاطين، واستطاع الأتراك العثمانيون دخول عمّان، إلا أنها بعد ذلك دخلت دفتر النسيان والإهمال حتى نهاية القرن التاسع عشر، نتيجة لعدة زلازل ضربتها وانتشار الأوبئة مثل الطاعون، حيث بدأت منذ 1878، تشهد تزايدًا في أعداد السكان، إذ قامت السلطات العثمانية بالسماح لعدد من العائلات الشركسية (المهاجرة من اضطهاد القيصر الروسي) بالسكن في عمّان. وتجدر الإشارة إلى أن متحف الآثار الأردني به نماذج من أثار هذه الحضارات كلها عبر عصورها المتتالية.
قال عنها المقدسي في كتابه: «أحسن التقاسيم في معرفة الأقاليم»، أن مدينة عمّان هي واحدة من ضمن ثلاث مدن تشبه مكة، حيث يقول: «رأيت لها ثلاث نظائر: عمّان بالشام، وإصطخر بفارس، وقرية الحمراء بخراسان». وقد جاء ذكر عمّان في كتب أدب الرحلات العربية، فقد أورد عنها في كتاب معجم البلدان لياقوت الحموي ثلاث أبيات شعر قال فيها الأحوص بن محمد الأنصاري:

### عمّان الحديثة

بيوت عمّان الأولى، حيث أستخدم الطين فيها في بادئ الأمر.

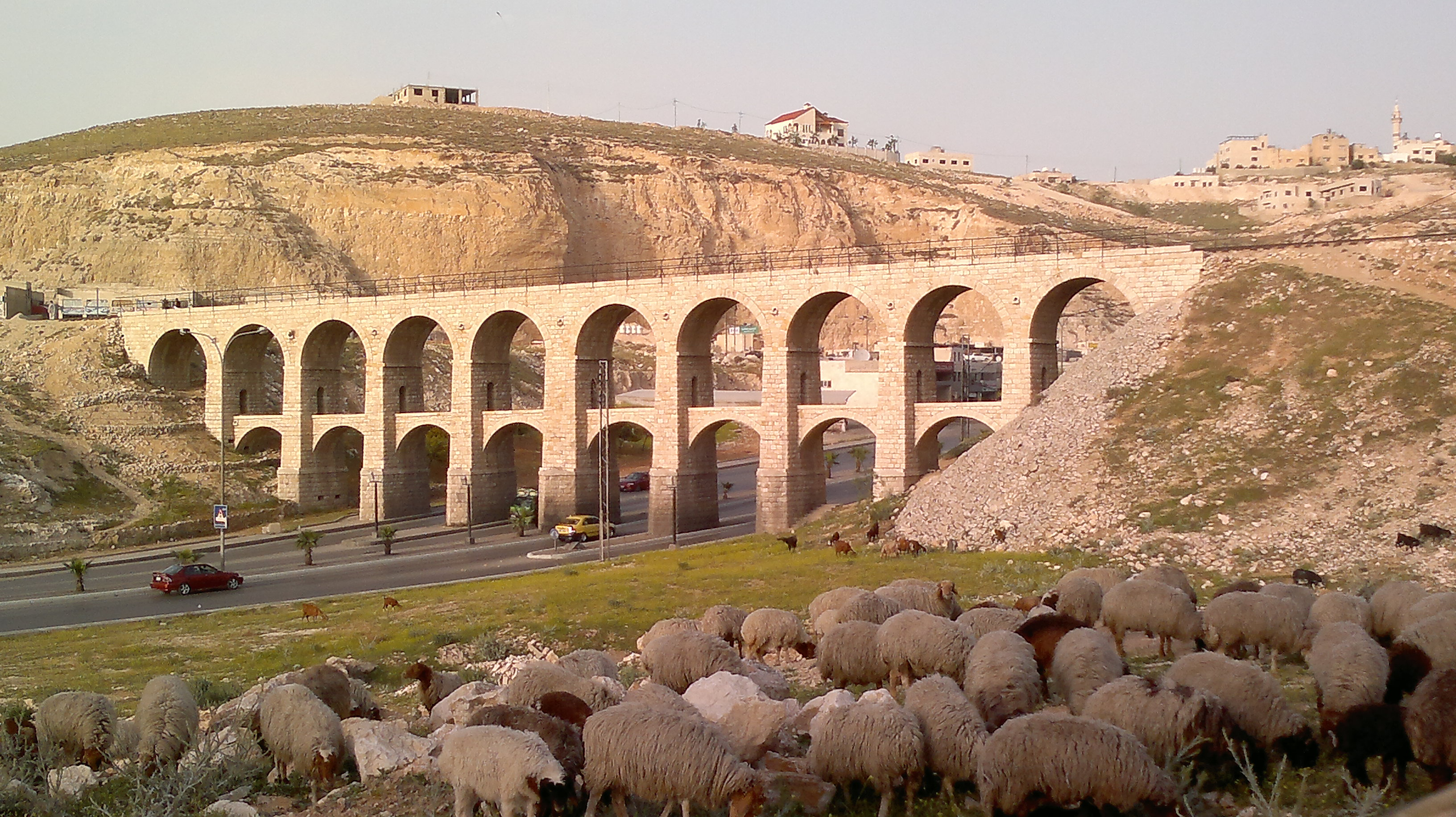
الجسور العشرة من أقدم المباني العثمانية في المدينة.

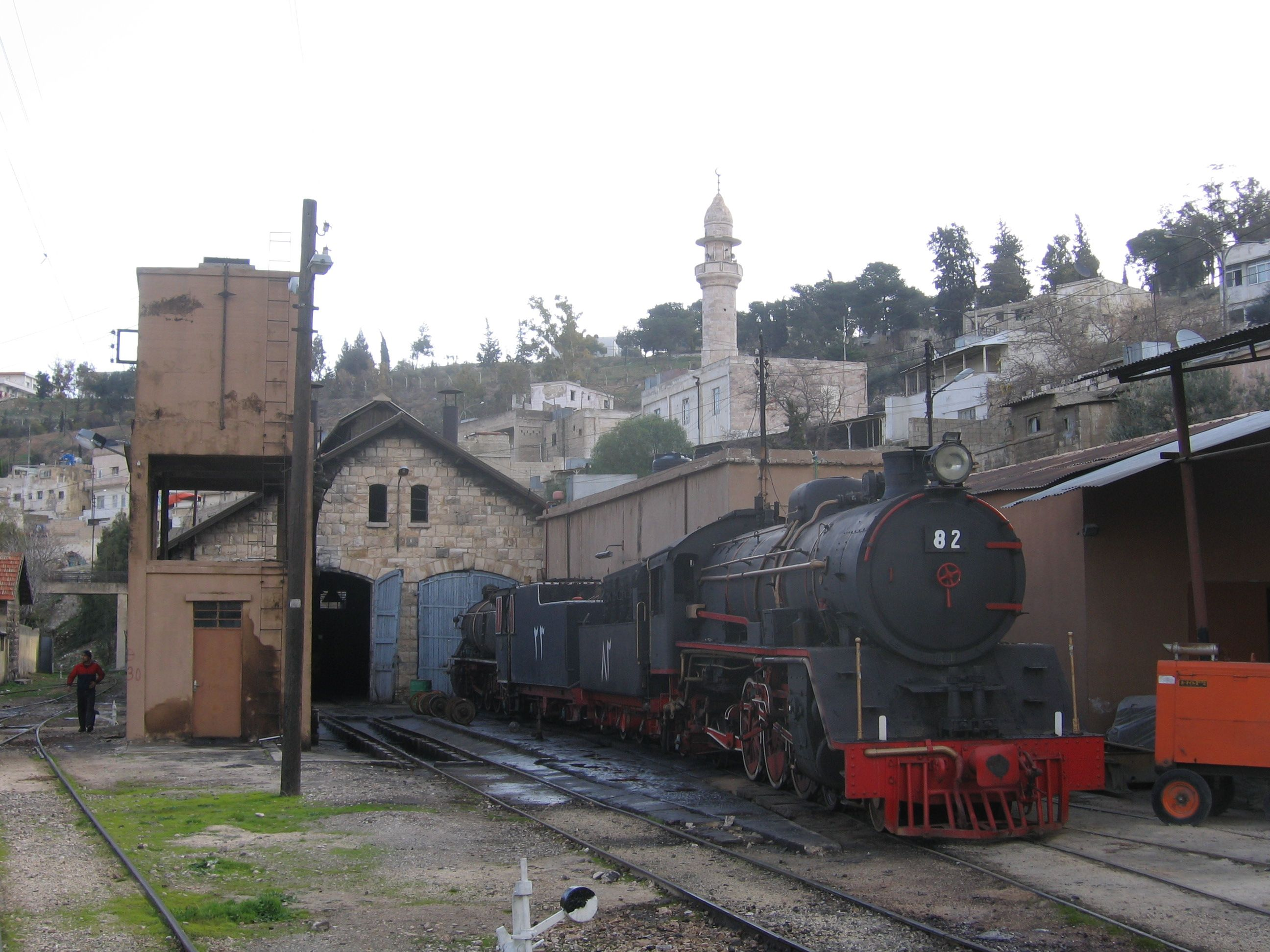
محطة عمان - سكة حديد الحجاز، احتفلت بالذكرى المئوية لتأسيسها.

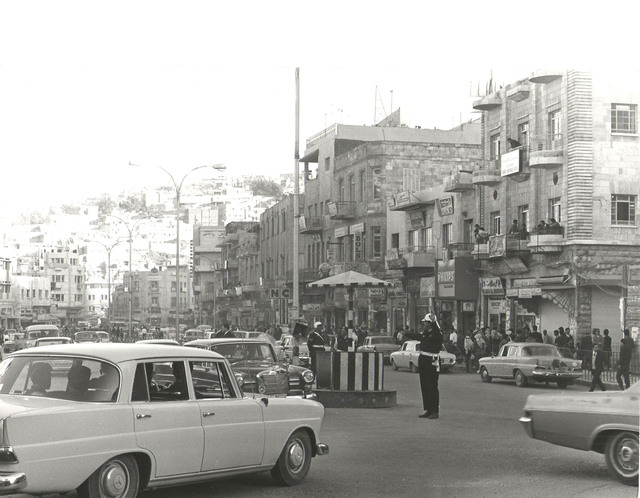
شارع الملك فيصل قديمًا.

تأسست عمّان الحديثة في نهاية القرن التاسع عشر مع وصول طلائع المهاجرين الشركس من قبائل الشابسوغ ليستقروا قرب سيل عمان والمدرج الروماني عام 1878، نتيجة تهجيرهم القسري بالقوة المسلحة من قبل القوات الروسية القيصرية التي استطاعت إكمال احتلال وطنهم الأم شمال القوقاز عام 1864 بعد قتال شركسي ضد هذه القوات التي كانت تعتبر من أقوى الجيوش الأوروبية طيلة ما يزيد عن مئة عام. ثم عملت على تفريغ وطنهم القومي التاريخي بتهجيرهم إلى الدولة العثمانية المجاورة، لإحلال مستوطنين من الشعوب الموالية للروس كالقوزاق والجورجيين والأوكرانيين الروس أنفسهم. كانت شرق الأردن إحدى المناطق العثمانية في ذلك الوقت والتي أنزلت فيها الدولة العثمانية الشراكسة المهجّرين، وكانت عمّان المدينة الأثرية أولى مناطق الأردن التي نزل فيها الشراكسة منذ عام 1878. كان هؤلاء المهاجرون الشراكسة من الفلاحين الذين عملوا على زراعة الأرض وتربية الماشية وبناء بيوتهم ومساجدهم، حيث وزعت عليهم السلطات العثمانية الأراضي الصالحة للزراعة، مما أنعش القرية وأعاد إليها الحياة. بعد ذلك أصبحت عمان عامل جذب لقدوم المزيد من السكان إليها من مختلف الجهات. وكانت عمّان ضمن المناطق التي سُكنت لوجود المياه فيها بوفرة، وفي عام 1933، بلغ عدد الشركس فيها 1,700 نسمة.
لقد توالت على عمان مجموعات أخرى من المهاجرين الشراكسة القادمين من شمال القوقاز بعد احتلال بلادهم من قبل الجيوش الروسية القيصرية عام 1864، فسكنوا في أحياء ما زالت تحمل أسماءها حتى اليوم مثل حي المهاجرين وحي الشابسوغ وحي القبرطاي ومحلّة الأبزاخ. تتابع قدوم الناس إلى عمّان والاستقرار فيها عبر السنين التالية، فقدمت جماعات من الأرمن والأكراد والشيشان والشوام والمقدسيين والحجازيين وغيرهم مما أضفى على المجتمع الأردني تنوعا عرقياً شكل جزءا هاما من نسيجه.
لقد عزمت الدولة العثمانية في نهاية القرن التاسع على إنشاء ولاية في المنطقة يكون مركزها عمان. وقد جاء في مشروع الولاية المقترح: «فالبلد السوري، يتكون حالياً من ولاية دمشق، وولاية بيروت، ومتصرفية القدس الشريف. غير أن هذه المنطقة شاسعة، تكاد تبلغ مساحتها نصف مساحة الأناضول. وهي مناطق عامرة، فيمكن تشكيل ولاية فيها، على أن تكون عاصمتها عمان، وأن يطلق على الولاية اسم ولاية عمّان أو معمورة الحميدية، ويُتخذ في معان والشوبك وحسبان والسلط وعين الزرقاء وباقي الأماكن قائم مقاميات». وكان السبب في اقتراح فكرة الولاية الحميدية أن تشكيل ولاية عمّان سيعمل على ضمان الأمن على الطريق التي تخترقها ابتداء من دمشق حتى المدينة المنورة. إذ ترافق ذلك مع تفكير الدولة العثمانية بإنشاء سكة حديد، تبدأ من دمشق وتصل إلى اليمن، على طول الساحل الشرقي للبحر الأحمر. غير أن كمال باشا، صاحب فكرة المشروع المقترح، أبدى تخوفه من أن تتعرض هذه الطريق لهجوم قوى أجنبية، كالإنجليز، الذين يحاولون احتلال مصر، مما يعرقل حركة القوات العثمانية الذاهبة إلى الحجاز واليمن.
على الرغم من أن مشروع الولاية الجديدة ظل فكرة، ولم يُطبّق، إلا أنه بقي حاضرًا في أذهان السياسيين والعسكريين العثمانيين أثناء إدارتهم لهواجس ومخاطر الأمن الداخلي والخارجي. فقاموا بدءًا من العام 1878، بتشجيع استقرار الشركس والشيشان، على طول خط استراتيجي، يمتد من منبج وحمص والجولان فعمّان، حيث كانت الاضطرابات والعصيان على الدولة أمرًا مألوفًا. ولم يدرك الشركس أبعاد هذا الدور، ووجدوا أنفسهم حين وصلوا إلى البلقاء في العراء. وواجهوا المصاعب بالصبر والجهد والتحدي، معتمدين على أنفسهم. وقد بدؤوا باستصلاح الأراضي وزارعتها، وشرعوا ببناء قرى جديدة هنا وهناك، فكانت عمّان وناعور ووادي السير وصويلح وغيرها. جاء الشركس في بداية وصولهم إلى عمّان، قادمين من نابلس ومنطقة خربة الشركس التابعة للواء عكا. وكان أغلب الفوج الأول من المهاجرين الشركس، في العام 1878، يتكون من قبيلة الشابسوغ، حيث سكنوا بين الأبنية الأثرية للمدينة، وفي دهاليز المدرج الروماني والكهوف المحيطة به.
أسهم الخط الحديدي الحجازي في زيادة ملحوظة بعدد سكان المدينة، لا سيما عندما رُبطت به المدينة عبر محطة عمان التي تبعد عن مركز المدينة خمسة كيلومترات، وذلك عام 1903. لذلك أخذت أوضاع عمّان السكانية والاقتصادية تشهد تطورًا تدريجيًا بطيئًا، فأُنشئ أول مجلس بلدي في المدينة عام 1909، وغدت مركزاً لمديرية الناحية عام 1914، وقد كانت عمان قبل تأسيس الأردن الحديث سنة 1921، مركزًا مهمًا رغم قلة عدد سكانها مقارنة ببعض المدن المجاورة كالسلط ونابلس والقدس، حيث كانت أشبه بقرية كبيرة طيلة تلك الفترة. وقُدّر عدد سكانها بعد انتهاء الحرب العالمية الأولى بما بين 1500 و 2000 نسمة أو أكثر بقليل، معظمهم من الشراكسة المهاجرين، الذين تمركزوا في وسط البلد في أحياء المهاجرين والشابسوغ والقبرطاي ومحلة الأبزاخ والأشرفية وجبل التاج وأجزاء من جبل عمان.
مئوية أمانة عمّان الكبرى

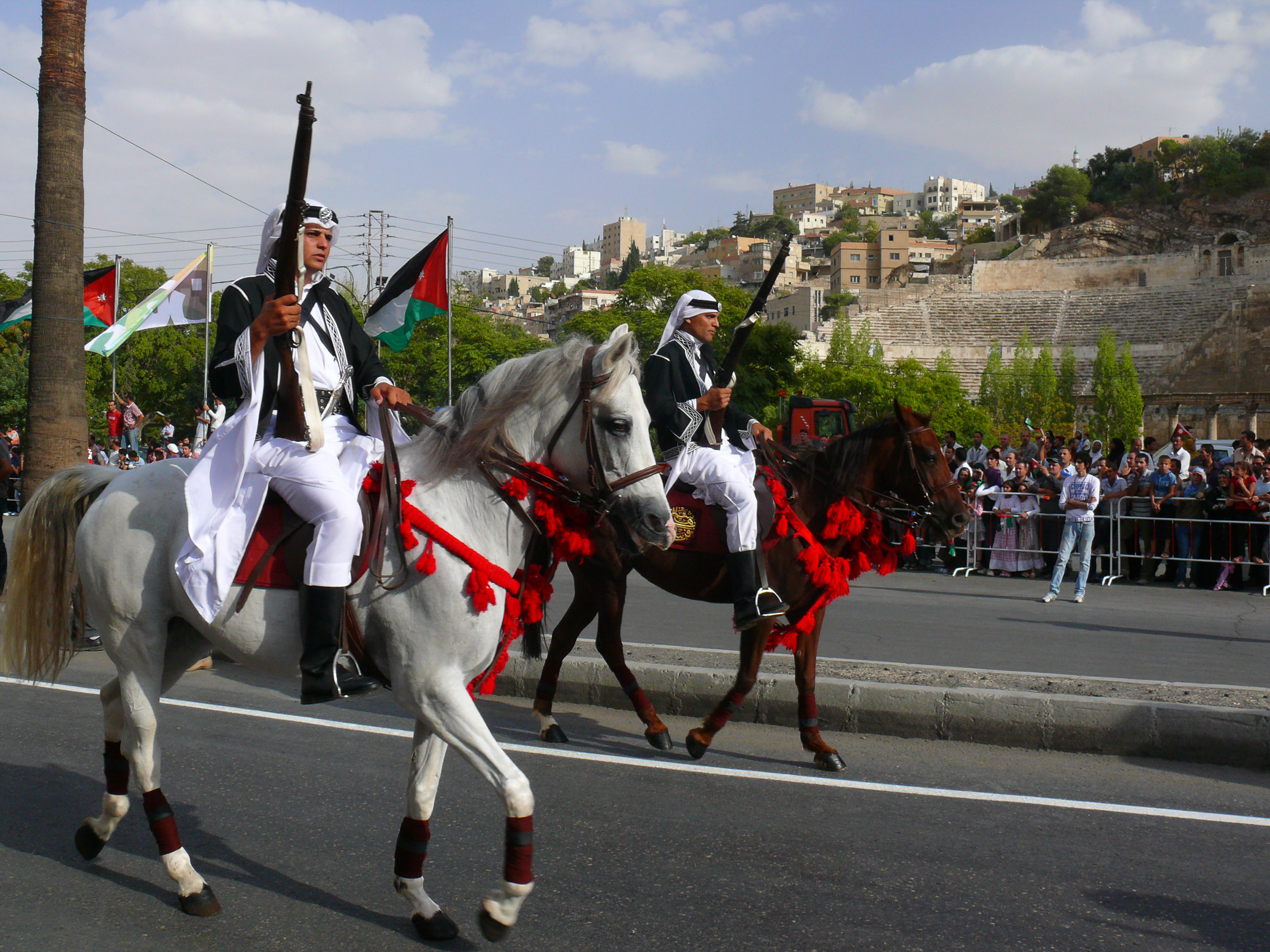
احتفال شعبي بمئوية المدينة.

احتفلت أمانة عمان الكبرى عام 2009 بالذكرى المئوية لتأسيسها، إذ تأسس أول مجلس بلدي عام 1909 كون مسيرة المائة عام الماضية من عمر عمّان شهدت تطورًا كبيرًا في شتى الميادين، وتدرجت من قرية صغيرة إلى عاصمة حديثة ومن مجلس بلدي إلى أمانة عمان الكبرى، وتخطت العديد من الصعاب والتحديات، فضلا عن تطور مفهوم ومستوى ونوعية الخدمات التي تقدم للعمانيين.
لقد تعاقب على رئاسة المدينة، خلال مئة عام، منذ تأسيس مجلسها البلدي الأول عام 1909 وحتى العام 2009، ثمانية عشر رئيسا للبلدية (1909-1950)، وأربعة عشر أمينًا للعاصمة (1950-1987)، وتسعة أمناء لعمّان الكبرى (1987-2015).

## جغرافيا
تقع عمّان على عدة جبال، وترتفع عن سطح البحر قرابة 750 مترًا، ومتوسط ارتفاع جبالها السبع الأولى التي أُنشئت عليها 918 متر. تقع مدينة العقبة على بعد 360 كيلومترًا جنوبها، ومدينة إربد على مسافة تقارب من 80 كيلومترًا شمالها. بينما يقع نهر الأردن على مسافة 45 كيلومترًا إلى الغرب منها. أما عن مدن الجوار فتبعد القدس عنها بمسافة 80 كيلومترًا إلى الغرب، ودمشق مسافة 180 كيلومترًا إلى الشمال، وبغداد مسافة 800 كيلومترًا إلى الشرق، أما مكة المكرمة فتقع على مسافة 1225 كيلومترًا إلى الجنوب.

### التضاريس

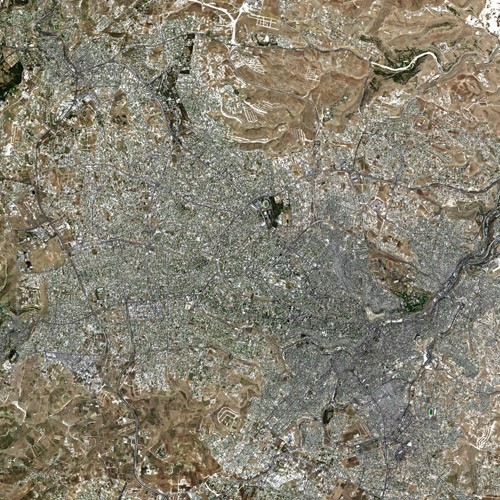
صورة فضائية لعمّان، تُظهر المناطق المأهولة داخل حدودها ذات اللون الرمادي، الغابات باللون الأخضر، والجبال الصخرية باللون البني.

تمتد عمّان بشكل رئيسي فوق عشرين جبلاً تقريبًا على طول المدينة وعرضها ومن أهم جبالها السبعة الأوائل وهي جبل القصور، جبل الجوفة، جبل التاج، جبل النزهة، جبل النصر، جبل الأشرفية، جبل النظيف، والجبل الأخضر. بالإضافة إلى جبل عمان وجبل اللويبدة وجبل الحسين وجبل القلعة. معظمها موجود الآن ضمن عمان الشرقية، وتتنوع في المدينة التضاريس كالتالي:
- المنطقة الشمالية، وتتكون من عدة جبال متموّجة نوعًا ما، كما في الجبيهة وشفا بدران وأبو نصير.
- المنطقة الوسطى، تتميز بأنها ملتقى الأودية مع سيل عمان، وهي أودية شديدة الانحدار تتخللها النتوءات الصخرية البارزة وطبقات صخرية متموّجة على سفوح الجبال التي تمر من خلالها، مثل وادي عبدون ووادي صقرة ووادي الحدادة.
- المنطقة الغربية، تمتد على جانب غور الأردن، ويتجاوز ارتفاعها 1000 متر كما في تلاع العلي والشميساني وصويلح.
- المنطقة الشرقية والجنوبية الشرقية، وتتميز بسطحها المتموج، وتعد من الأراضي الصحراوية القاحلة الممتدة إلى الصحراء الأردنية، كما في ماركا الجنوبية والقويسمة.

### تنظيم المدينة
تنقسم عمان إلى جزئين رئيسيين وهما:
- عمان الشرقية وهي الجزء الأقدم من المدينة.
- عمان الغربية وهي الجزء الأحدث من المدينة.

كانت عمان مقتصرة على الشركس في نهايات القرن التاسع عشر وحتى بداية القرن العشرين، ولكن بعد إعلانها عاصمة لإمارة شرق الأردن ومن بعدها المملكة الأردنية الهاشمية ازداد التوسع العمراني ووفِدَ إليها الناس من مختلف المناطق، وبدأت مدينة عمان الحديثة بالتوسع في عقد الخمسينات والستينات من القرن الماضي حيث أخذت أحياء جديدة في الظهور في عمان الغربية.
في بداية عام 2007 قررت أمانة عمان الكبرى، ضم أراض قريبة من مطار الملكة علياء الدولي جنوب العاصمة، لتصبح جزءا من مناطق المدينة، مثل الجيزة ومرج الحمام وسحاب، مما ضاعف مساحة عمان لتصبح 1,680 كم². وضمن الخطة للسنوات المقبلة، تتجه الأمانة إلى التوسع العمراني نحو المناطق الشرقية والجنوبية حيث سهولة استغلال الأراضي المنبسطة. وضمن المخططات لتوفير الخدمات لهذه المناطق الجديدة تستعد الأمانة لإقامة مشروع خط قطارات خفيفة بين المناطق الجنوبية لعمّان وصولا إلى الزرقاء شرقا على امتداد 26 كيلومتر.
كما شهدت عمّان الغربية نموا سريعا في العقدين الأخيرين حيث ظهرت أحياء بأكملها. وتحاول أمانة عمّان إقامة مشاريع تنموية طموحة في شرق عمّان خلال الفترة الحالية.
 مناطق عمان
القائمة التالية بأسماء مناطق عمان الكبرى الاثنان والعشرين والتي تقع ضمن عمان الغربية وعمان الشرقية:
| مناطق عمان         | مناطق عمان                  | مناطق عمان | مناطق عمان                   | مناطق عمان | مناطق عمان  | مناطق عمان | مناطق عمان | مناطق عمان | مناطق عمان | مناطق عمان | مناطق عمان | مناطق عمان | مناطق عمان |
| رقم                | المنطقة                     | رقم        | المنطقة                      | رقم        | المنطقة     |            |            |            |            |            |            |            |            |
| ------------------ | --------------------------- | ---------- | ---------------------------- | ---------- | ----------- | ---------- | ---------- | ---------- | ---------- | ---------- | ---------- | ---------- | ---------- |
| 1                  | صويلح                       | 2          | ماركا                        | 3          | طارق        |            |            |            |            |            |            |            |            |
| 4                  | شفا بدران                   | 5          | وادي السير                   | 6          | احد         |            |            |            |            |            |            |            |            |
| 7                  | أبو نصير                    | 8          | تلاع العلي وأم السماق وخلدا  | 9          | راس العين   |            |            |            |            |            |            |            |            |
| 10                 | المدينة                     | 11         | اليرموك                      | 12         | الجبيهة     |            |            |            |            |            |            |            |            |
| 13                 | بسمان                       | 14         | ام قصير والمقابلين والبنيّات  | 15         | بدر الجديدة |            |            |            |            |            |            |            |            |
| 16                 | العبدلي                     | 17         | القويسمة وابو علندا والجويدة | 18         | النصر       |            |            |            |            |            |            |            |            |
| 19                 | خريبة السوق وجاوا واليادودة | 20         | زهران                        | 21         | مرج الحمام  |            |            |            |            |            |            |            |            |
| 22                 | بدر                         |            |                              |            |             |            |            |            |            |            |            |            |            |
| مصدر (13/ 9 /2008) |                             |            |                              |            |             |            |            |            |            |            |            |            |            |

الغطاء الأخضر

تشكل الغابات في المدينة الرياضية منذ الستينات، أحد أكثف الأماكن بالغطاء النباتي في المدينة.

تتنوع التضاريس في مناطق عمّان الريفية بين السهول والجبال العالية والوديان، وتحيط الأماكن السياحية بجميع أنحاء العاصمة حيث منتزه عمّان القومي وحدائق البحرين والمدينة المائية جنوبا، مرورا بالطبيعة الجميلة في وادي السير وأم الأسود والحمر وماحص غربا، وانتهاء بقرى زي ودبين شمالا.
يكاد يخلو وسط مدينة عمّان من الغابات فيما عدا بعض الأماكن مثل المدينة الرياضية والجامعة الأردنية وحدائق الحسين، وحدائق الملك عبد الله بالمقابلين، وغابات أخرى على طريق المطار.
يُشار إلى أن زراعة الغابات قد بدأت في الأردن منذ أكثر من 60 عاماً مضت. وتجري معظم أنشطة التشجير حول العاصمة والمدن السكنية بالإضافة إلى زراعات جوانب الطرق، ومصدّات الرياح والزراعات في مجاري الوديان. تُزرع الأشجار أيضاً كجزء متكامل من نظم مندمجات الزراعة والغابات.
في عام 1995 تضمنت الزراعات حوالي 1000 كيلومتر من الأشجار على طول الطرق، 7000 كيلومتر من مصدات الرياح وأحزمة الوقاية و 500 كيلومتر من الأشجار على طول جوانب المجاري المائية.

### المناخ

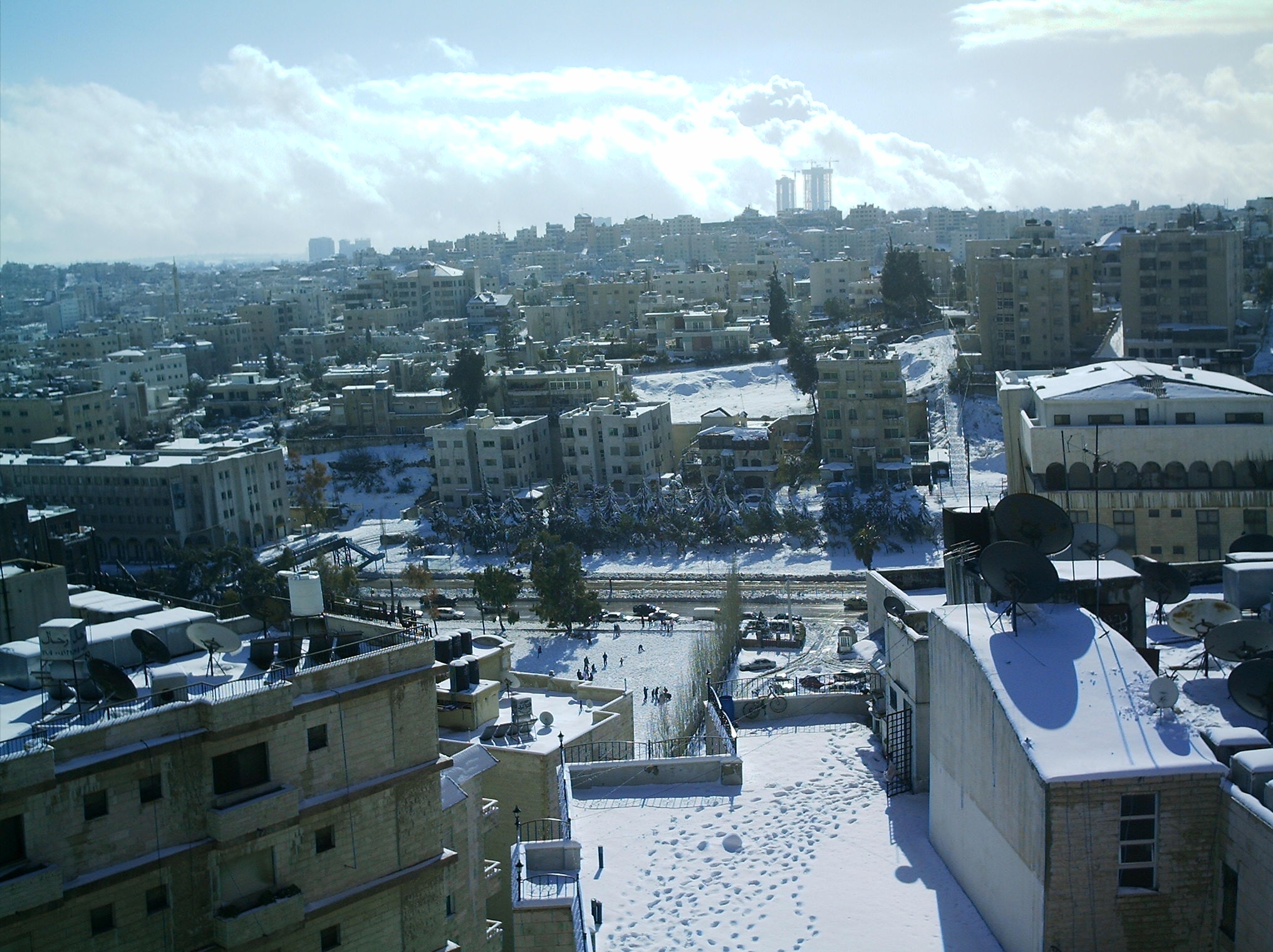
الثلج في عمان شتاء.

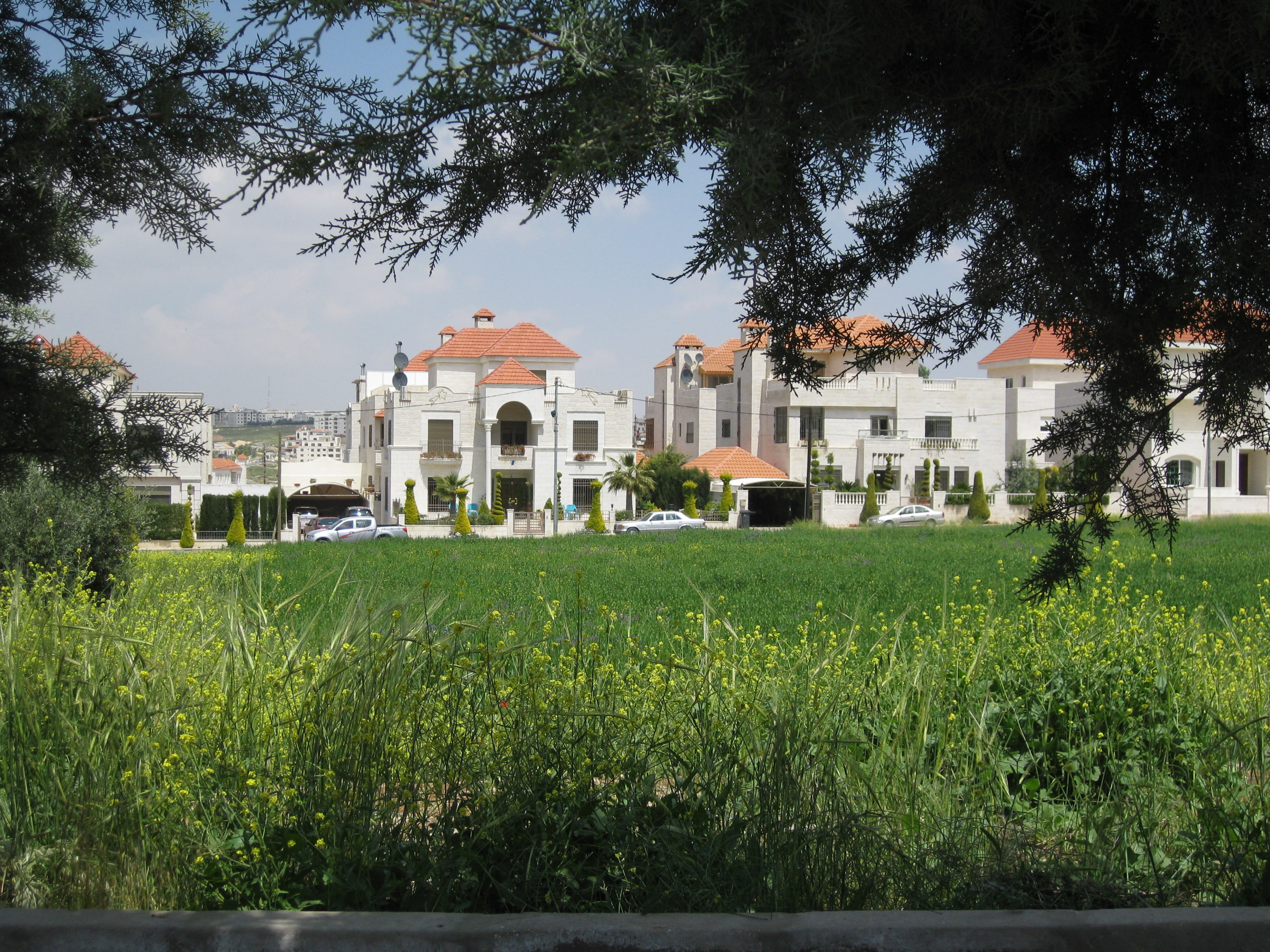
الربيع في عمان.

الطقس في عمّان معتدل بشكل عام، إذ يسود مناخ متوسطي معظم مناطق العاصمة، خصوصًا في المرتفعات. بينما يسود بعض مناطقها المناخ شبه الصحراوي وخاصة في المناطق الشرقية منها. ترتفع درجات الحرارة صيفًا، وتصل أعلى مستوياتها في منتصف آب/ أغسطس، حيث تصل في بعض الأحيان إلى منتصف الثلاثينات مئوية. وتنخفض الحرارة شتاء لتصل في كانون الثاني/ يناير أحيانًا إلى الصفر أو ما دونه، حيث يتسبب ذلك بتساقط الثلوج على المرتفعات. ويعتدل المناخ في فصلي الربيع والخريف.
أما بالنسبة لمعدلات الأمطار فتكون معدومة في بعض الأشهر مثل حزيران وتموز وآب. بينما تكون في أعلى معدلاتها في شهري كانون الثاني وشباط، حيث يمكن أن يصل مستواها إلى أكثر من 170 ميليمترًا.
| البيانات المناخية لـعمّان     | البيانات المناخية لـعمّان | البيانات المناخية لـعمّان | البيانات المناخية لـعمّان | البيانات المناخية لـعمّان | البيانات المناخية لـعمّان | البيانات المناخية لـعمّان | البيانات المناخية لـعمّان | البيانات المناخية لـعمّان | البيانات المناخية لـعمّان | البيانات المناخية لـعمّان | البيانات المناخية لـعمّان | البيانات المناخية لـعمّان | البيانات المناخية لـعمّان |
| الشهر                        | يناير                    | فبراير                   | مارس                     | أبريل                    | مايو                     | يونيو                    | يوليو                    | أغسطس                    | سبتمبر                   | أكتوبر                   | نوفمبر                   | ديسمبر                   | المعدل السنوي            |
| ---------------------------- | ------------------------ | ------------------------ | ------------------------ | ------------------------ | ------------------------ | ------------------------ | ------------------------ | ------------------------ | ------------------------ | ------------------------ | ------------------------ | ------------------------ | ------------------------ |
| متوسط درجة الحرارة الكبرى °ف | 37.8                     | 43.7                     | 53.6                     | 65.7                     | 74.5                     | 77.9                     | 80.8                     | 84.4                     | 77.9                     | 68.9                     | 56.7                     | 48.6                     | 64.2                     |
| متوسط درجة الحرارة الصغرى °ف | 25.0                     | 29.3                     | 38.5                     | 41.4                     | 48.6                     | 58.1                     | 67.5                     | 65.1                     | 56.5                     | 47.3                     | 41.5                     | 34.7                     | 46.1                     |
| الهطول إنش                   | 2.36                     | 2.30                     | 1.73                     | 0.33                     | 0.11                     | 0.00                     | 0.0                      | 0.0                      | 0.00                     | 0.33                     | 1.03                     | 1.97                     | 10.16                    |
| متوسط درجة الحرارة الكبرى °م | 3.2                      | 6.5                      | 12.0                     | 18.7                     | 23.6                     | 25.5                     | 27.1                     | 29.1                     | 25.5                     | 20.5                     | 13.7                     | 9.2                      | 17.9                     |
| متوسط درجة الحرارة الصغرى °م | −3.9                     | −1.5                     | 3.6                      | 5.2                      | 9.2                      | 14.5                     | 19.7                     | 18.4                     | 13.6                     | 8.5                      | 5.3                      | 1.5                      | 7.8                      |
| الهطول مم                    | 60.0                     | 58.5                     | 44.0                     | 8.3                      | 2.8                      | 0.1                      | 0.0                      | 0.0                      | 0.1                      | 8.3                      | 26.2                     | 50.0                     | 258.3                    |
| المصدر:                      |                          |                          |                          |                          |                          |                          |                          |                          |                          |                          |                          |                          |                          |

| البيانات المناخية لـشرق عمان، مطار عمان المدني، الارتفاع: 779 م أو 2555 قدم 1989-2018 | البيانات المناخية لـشرق عمان، مطار عمان المدني، الارتفاع: 779 م أو 2555 قدم 1989-2018 | البيانات المناخية لـشرق عمان، مطار عمان المدني، الارتفاع: 779 م أو 2555 قدم 1989-2018 | البيانات المناخية لـشرق عمان، مطار عمان المدني، الارتفاع: 779 م أو 2555 قدم 1989-2018 | البيانات المناخية لـشرق عمان، مطار عمان المدني، الارتفاع: 779 م أو 2555 قدم 1989-2018 | البيانات المناخية لـشرق عمان، مطار عمان المدني، الارتفاع: 779 م أو 2555 قدم 1989-2018 | البيانات المناخية لـشرق عمان، مطار عمان المدني، الارتفاع: 779 م أو 2555 قدم 1989-2018 | البيانات المناخية لـشرق عمان، مطار عمان المدني، الارتفاع: 779 م أو 2555 قدم 1989-2018 | البيانات المناخية لـشرق عمان، مطار عمان المدني، الارتفاع: 779 م أو 2555 قدم 1989-2018 | البيانات المناخية لـشرق عمان، مطار عمان المدني، الارتفاع: 779 م أو 2555 قدم 1989-2018 | البيانات المناخية لـشرق عمان، مطار عمان المدني، الارتفاع: 779 م أو 2555 قدم 1989-2018 | البيانات المناخية لـشرق عمان، مطار عمان المدني، الارتفاع: 779 م أو 2555 قدم 1989-2018 | البيانات المناخية لـشرق عمان، مطار عمان المدني، الارتفاع: 779 م أو 2555 قدم 1989-2018 | البيانات المناخية لـشرق عمان، مطار عمان المدني، الارتفاع: 779 م أو 2555 قدم 1989-2018 |
| الشهر                                                                                 | يناير                                                                                 | فبراير                                                                                | مارس                                                                                  | أبريل                                                                                 | مايو                                                                                  | يونيو                                                                                 | يوليو                                                                                 | أغسطس                                                                                 | سبتمبر                                                                                | أكتوبر                                                                                | نوفمبر                                                                                | ديسمبر                                                                                | المعدل السنوي                                                                         |
| ------------------------------------------------------------------------------------- | ------------------------------------------------------------------------------------- | ------------------------------------------------------------------------------------- | ------------------------------------------------------------------------------------- | ------------------------------------------------------------------------------------- | ------------------------------------------------------------------------------------- | ------------------------------------------------------------------------------------- | ------------------------------------------------------------------------------------- | ------------------------------------------------------------------------------------- | ------------------------------------------------------------------------------------- | ------------------------------------------------------------------------------------- | ------------------------------------------------------------------------------------- | ------------------------------------------------------------------------------------- | ------------------------------------------------------------------------------------- |
| الدرجة القصوى °م (°ف)                                                                 | 23.0 (73.4)                                                                           | 27.3 (81.1)                                                                           | 32.6 (90.7)                                                                           | 37.0 (98.6)                                                                           | 38.7 (101.7)                                                                          | 40.8 (105.4)                                                                          | 43.5 (110.3)                                                                          | 43.7 (110.7)                                                                          | 40.0 (104.0)                                                                          | 37.6 (99.7)                                                                           | 31.0 (87.8)                                                                           | 27.5 (81.5)                                                                           | 43.7 (110.7)                                                                          |
| متوسط درجة الحرارة الكبرى °م (°ف)                                                     | 12.6 (54.7)                                                                           | 14.2 (57.6)                                                                           | 18.1 (64.6)                                                                           | 23.6 (74.5)                                                                           | 28.1 (82.6)                                                                           | 31.1 (88.0)                                                                           | 32.7 (90.9)                                                                           | 32.8 (91.0)                                                                           | 30.9 (87.6)                                                                           | 27.2 (81.0)                                                                           | 20.3 (68.5)                                                                           | 14.8 (58.6)                                                                           | 23.9 (74.66)                                                                          |
| المتوسط اليومي °م (°ف)                                                                | 8.5 (47.3)                                                                            | 9.4 (48.9)                                                                            | 12.4 (54.3)                                                                           | 17.1 (62.8)                                                                           | 21.4 (70.5)                                                                           | 24.6 (76.3)                                                                           | 26.5 (79.7)                                                                           | 26.6 (79.9)                                                                           | 24.6 (76.3)                                                                           | 21.0 (69.8)                                                                           | 15.0 (59.0)                                                                           | 10.2 (50.4)                                                                           | 18.1 (64.6)                                                                           |
| متوسط درجة الحرارة الصغرى °م (°ف)                                                     | 4.2 (39.6)                                                                            | 5.0 (41.0)                                                                            | 7.6 (45.7)                                                                            | 11.2 (52.2)                                                                           | 15.1 (59.2)                                                                           | 18.5 (65.3)                                                                           | 20.8 (69.4)                                                                           | 20.6 (69.1)                                                                           | 18.5 (65.3)                                                                           | 15.4 (59.7)                                                                           | 10.1 (50.2)                                                                           | 5.9 (42.6)                                                                            | 12.7 (54.5)                                                                           |
| أدنى درجة حرارة °م (°ف)                                                               | −4.5 (23.9)                                                                           | −4.4 (24.1)                                                                           | −3.0 (26.6)                                                                           | −3.0 (26.6)                                                                           | 3.9 (39.0)                                                                            | 8.9 (48.0)                                                                            | 11.0 (51.8)                                                                           | 11.0 (51.8)                                                                           | 10.0 (50.0)                                                                           | 5.0 (41.0)                                                                            | 0.0 (32.0)                                                                            | −2.6 (27.3)                                                                           | −4.5 (23.9)                                                                           |
| الهطول مم (إنش)                                                                       | 60.6 (2.39)                                                                           | 57.9 (2.28)                                                                           | 30.5 (1.20)                                                                           | 8.2 (0.32)                                                                            | 3.0 (0.12)                                                                            | 0.1 (0.00)                                                                            | 0.0 (0.0)                                                                             | 0.0 (0.0)                                                                             | 0.1 (0.00)                                                                            | 5.4 (0.21)                                                                            | 20.7 (0.81)                                                                           | 46.7 (1.84)                                                                           | 238.5 (9.39)                                                                          |
| متوسط أيام هطول الأمطار                                                               | 11.0                                                                                  | 10.9                                                                                  | 8.0                                                                                   | 4.0                                                                                   | 1.6                                                                                   | 0.1                                                                                   | 0.0                                                                                   | 0.0                                                                                   | 0.1                                                                                   | 2.3                                                                                   | 5.3                                                                                   | 8.4                                                                                   | 51.7                                                                                  |
| ساعات سطوع الشمس الشهرية                                                              | 179.8                                                                                 | 182.0                                                                                 | 226.3                                                                                 | 266.6                                                                                 | 328.6                                                                                 | 369.0                                                                                 | 387.5                                                                                 | 365.8                                                                                 | 312.0                                                                                 | 275.9                                                                                 | 225.0                                                                                 | 179.8                                                                                 | 3٬289٫7                                                                               |
| المصدر #1: دائرة الأرصاد الجوية الأردنية                                              |                                                                                       |                                                                                       |                                                                                       |                                                                                       |                                                                                       |                                                                                       |                                                                                       |                                                                                       |                                                                                       |                                                                                       |                                                                                       |                                                                                       |                                                                                       |
| المصدر #2: NOAA (sun 1961–1990), Pogoda.ru.net (records)                              |                                                                                       |                                                                                       |                                                                                       |                                                                                       |                                                                                       |                                                                                       |                                                                                       |                                                                                       |                                                                                       |                                                                                       |                                                                                       |                                                                                       |                                                                                       |

## السكان

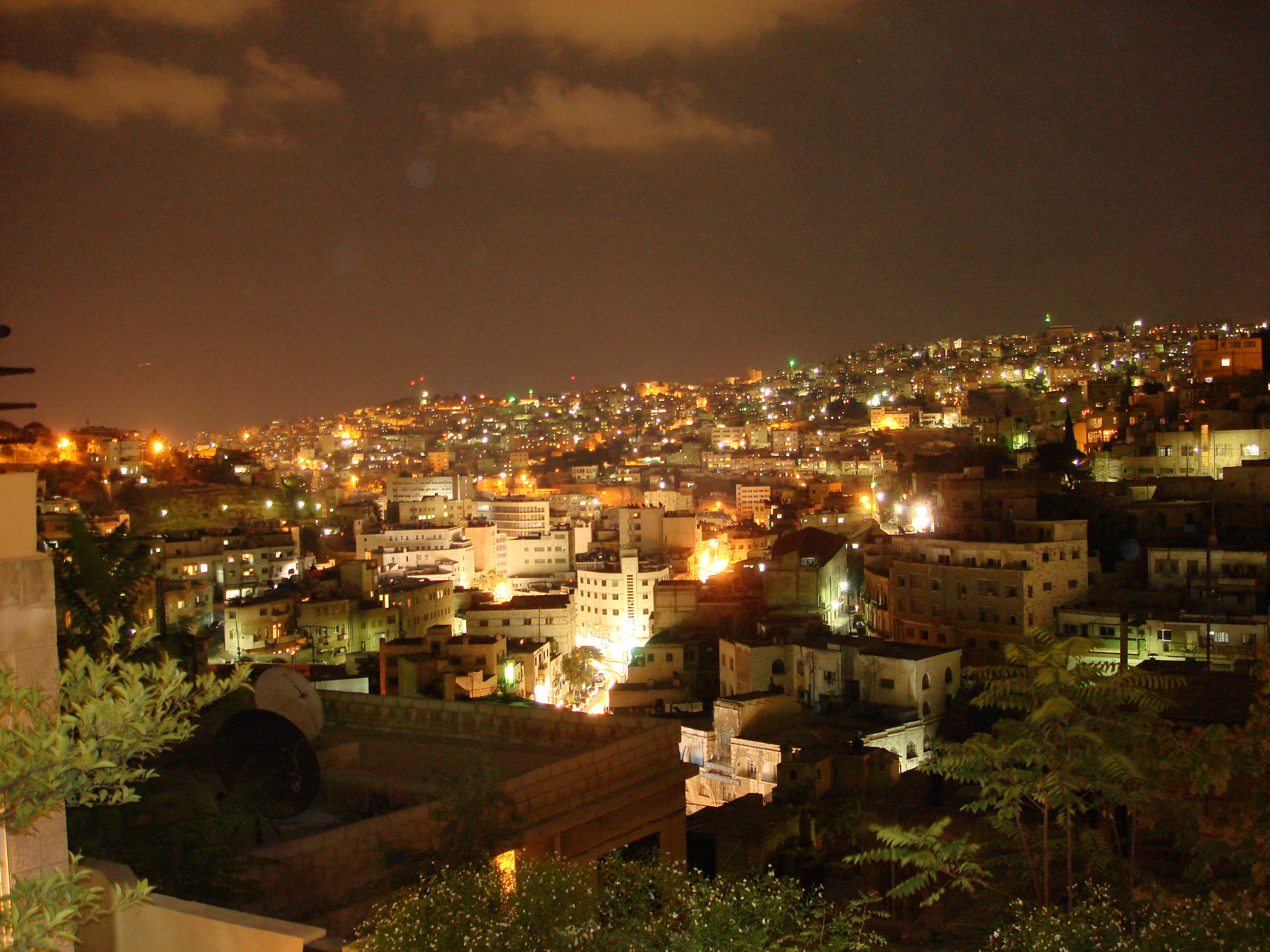
وسط المدينة، تعد من أكثر مناطق عمّان كثافة بالسكان.

يعود أول تواجد بشري في مدينة عمّان إلى 9 الآف عام، حيث تشير آثار عين غزال شرق العاصمة إلى هذا. وخلال هذه الفترة الطويلة، شهدت المدينة الكثير من الحضارات كان أهمها العمونيون، وبعد ذلك احتل المدينة كل من اليونان والفرس والرومان والبيزنطيون. وبعد الفتح الإسلامي لبلاد الشام استمر التواجد البشري فيها حتى دخلت دفتر النسيان في نهاية العصر المملوكي أي في القرن السادس عشر، إلى أن تم إعادة اكتشافها في نهاية القرن التاسع عشر، وهجرة شعوب مختلفة من القوقاز، الذين تعرض كل منهم لاضطهاد في بلاده، فقامت الدولة العثمانية بتوزيعهم على أراضيها، وكانت عمان من هذه الأراضي. وبهذا، يبدأ تاريخ التواجد البشري في عمان الحديثة، حيث بدأت الحياة تدب في عمّان المعاصرة شيئا فشيئا بعد هجرة الشركس في بادئ الأمر من القوقاز عام 1880 أو قبله بقليل، وخاصة إلى محلتي الشابسوغ والمهاجرين ، ومن ثم هجرة كل من الأرمن والشيشان. ثم مالبثت أن استقبلت المدينة الكثير من العرب من مختلف المناطق، وبالأخص ذوي الأصول الأردنية (الذين سكن بعضهم تجمعات محددة، مثل حي الطفايلة الذي يعد أكبر تجمعي لأبناء المحافظات في العاصمة ويقع في جبل الجوفة)، مع المواطنين ذوي الأصول الفلسطينية الذين هاجروا من مختلف مناطق فلسطين، والذين تزايدوا بشكل كبير، حتى أصبح العرب هم الغالبية المطلقة.

### التركيبة السكانية
| السنة | عدد السكان |
| ----- | ---------- |
| 1909  | 3,000      |
| 1946  | 65,000     |
| 1950  | 103,304    |
| 1961  | 216,500    |
| 1974  | 598,000    |
| 1984  | 777,500    |
| 1994  | 963,500    |
| 2001  | 1,500,000  |
| 2007  | 2,216,000  |
| 2010  | 2,367,000  |
| 2014  | 2,584,600  |
| 2016  | 4,119,500  |
| 2020  | 3,908,123  |
| 2022  | 4,080,442  |
| 2023  | 4,164,854  |

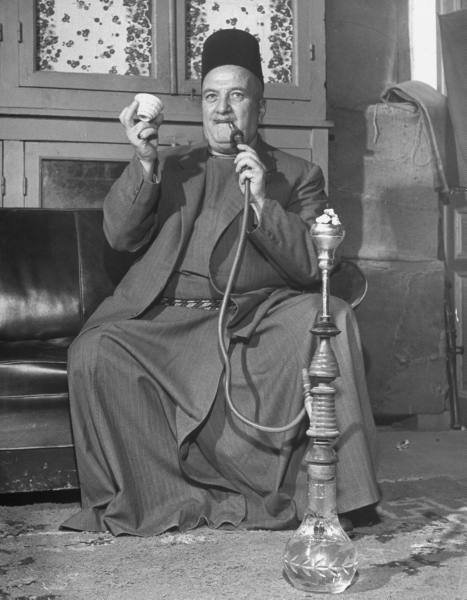
أحد تجار عمّان خلال الخمسينات، يدخن الأرجيلة ويشرب قهوة عربية.

تعتبر عمّان من أكثر المدن تسارعا بالنمو في منطقة الشرق الأوسط، ويقطنها مايزيد عن ثلث سكان المملكة. ويبلغ عدد سكان عمّان الكبرى بضواحيها اليوم حوالي 4 ملايين نسمة، يدين الغالبية الساحقة منهم بالإسلام. كما يُعتبر المسيحيون من العرب والأرمن وغيرهم، المكون الديني الثاني بعد المسلمين، ويشكلون ما نسبته 6% من السكان من مختلف الطوائف. كما يكفل الدستور الأردني للجميع حرية ممارسة الأديان. يُشار إلى أن عدد سكان المدينة قد ازداد بشكل ملحوظ بعد عدة منعطفات مهمة شهدتها المنطقة كان أولها حرب 1948 وحرب 1967، حيث لجأ ونزح مئات الآلاف من فلسطين. كما كان لأحداث حرب الخليج الثانية دور كبير بازدياد العدد، حيث عاد مئات الآلاف من الأردنيين من الكويت وباقي دول الخليج بين عاميّ 1991 و 1992. هذا بالإضافة إلى تضاعف مساحة المدينة بعد ضم ضواحي كبيرة إليها في عام 2007 (شكلت عمّان الكبرى). كما يشكل اليوم المقيمون العرب من الدول المجاورة، وخاصة من سوريا والعراق، جزءًا لا بأس به من سكان المدينة، والذين ازدادت أعدادهم بشكل كبير بعد كل من الغزو الأمريكي للعراق والأزمة السورية. بالإضافة إلى وجود مئات الآلاف من العمّال والعاملات المقيمين من الدول الآسيوية ومصر. كما تتواجد جاليات غربية عديدة، يوجد لمعظمها معاهد ثقافية ومدارس أكاديمية. قدّرت أمانة عمان الكبرى أن عدد سكان المدينة، دون القرى التابعة لها، سيصل سنة 2025 إلى حوالي 6.4 مليون نسمة، أي ثلاثة أضعاف الرقم لعام 2007.
إن المجتمع العمّاني حاليًا هو خليط من عائلات ذات أصول مختلفة؛ شرق أردنية، وفلسطينية، وحجازية، وسورية، وأقلية من الشركس والشيشان والأرمن والتركمان والأكراد. ولقد ظهر من هذا المكون الكثير من المشاهير الذين ساهموا بنهضة المدينة والبلد بشكل عام على جميع الأصعدة والمجالات، كالأدب والفنون والهندسة والطب والرياضة والإعلام والاقتصاد والتكنلوجيا والتعليم والسياسة والجيش.
باستثناء بعض من عشائر البلقاء (كاللوزي وأبو قورة والعبداللات والعدوان)، فلا يوجد فعليا مِن سكّان عمّان مَن هم ذو أصول عمّانية، ولكن هناك أجيال نشأت منذ ما يزيد عن قرن بعد هجرة مئات الآلاف من هذه المناطق المجاورة، ومن ضمنها المدن الأردنية القريبة كالسلط وإربد والطفيلة والكرك ومعان. يأتي هذا بعد خلو المدينة تقريبا من سكانها لعدة قرون - منذ القرن السادس عشر، نتيجة للزلازل وانتشار الأوبئة كالطاعون، بالإضافة إلى إهمال العثمانيين لها في معظم فترة حكمهم لـبلاد الشام.

### اللاجئون
كانت عمّان تستقبل المزيد من السكان عبر العقود الستة الماضية من دول ابتلي أهلها بالحروب والثورات. وقد استقبلت المدينة كغيرها من مدن الأردن العديد من اللاجئين من دول الجوار خلال أزمات القرن الماضي وبالأخص من فلسطين ولبنان والعراق وسوريا. يطيب للبعض البقاء والاستقرار في عمّان ويختار البعض الآخر العودة إلى بلاده عند استقرار الأمور فيها أو متابعة الهجرة إلى دول أخرى. ينصهر الكثيرون في المجتمع العمّاني ولكن تبقى فئة في تجمعات سكانية تحمل هويتهم الأصلية كمخيمات اللاجئين الفلسطينيين. فبالرغم من الانصهار الكبير الذي حدث ببينهم وبين معظم فئات المجتمع إلا أنه لا زال عدد منهم يعيش في المخيمات. وبحسب إحصاءات وكالة الغوث التابعة للأمم المتحدة، يقطن هذه المخيمات قرابة 20% من فلسطينيي الأردن. تقوم وكالة الغوث، أو الأونروا، بالإشراف على جميع المخيمات العشرة في المملكة والتي تشمل مخيمات عمان الأربعة منذ النكبة، وهي مخيم البقعة ومخيم الوحدات ومخيم ماركا (شنلر) ومخيم الحسين.
يُشار بالذكر إلى أن المدينة تستضيف مئات اللاجئين من دول بعيدة نسبيًا، كالصومال والسودان وجنوب السودان، حيث يتواجد على أرض الأردن بشكل عام 44 جنسية لاجئة حسب تقرير نشرته المفوضية السامية للأمم المتحدة لشؤون اللاجئين عام 2014.

## المواصلات والاتصالات

### النقل والطرق
شكّل التخطيط المدني القديم لعمّان تحديا لمواكبة تطورات العصر واحتياجات المدينة، وعمّان ليست بالمدينة الثرية، ولكنها تمكنت من تخطي الصعاب وما زالت تُنشئ طرقا جديدة تحل أزمات المدينة السابقة. إذ توجد الآن في عمّان عدة طرق سريعة، تربط أجزاء المدينة بعضها ببعض كما تربطها بمدن المملكة الأخرى، فهناك شارع الأردن وشارع الاستقلال وشارع الشهيد والحزام الدائري وطريق ياجوز وشارع المدينة الطبية وشارع الجامعة وأوتوستراد الزرقاء وشارع المطار، والطريق الصحراوي. ويعتبر جسر عبدون المعلق ونفق وادي الحدادة وطريق عمان التنموي وغيرها من منشآت الطرق الجديدة من أهم مشاريع أمانة عمان الكبرى للتخفيف من وطأة الزحام في الشوارع.
بدأت أمانة عمّان الكبرى مشروع الباص السريع (BRT) في عام 2010. تعتبر شبكة الحافلات السريعة من أهم مشاريع النقل التي تشهدها عمّان حتى يومنا هذا، إذ يهدف هذا المشروع - والذي انتهى تنفيذ مرحلته الأولى في عام 2012 إلا أن حكومة رئيس الوزراء معروف البخيت أوقفت المرحلة الثانية منه لوجود شبهة فساد - إلى إحداث نقلة نوعيّة في واقع الحركة والتنقّل في المدينة – نقلة تمهّد الطريق للوصول إلى مدينة عصرية مستدامة قابلة للحياة. إن فكرة خط الباصات السريعة تعتمد على تخصيص مسارب لحركة باصات النقل العام، ويحظر على المركبات الأخرى استخدام هذه المسارب. وبذلك يمكن نقل أعداد كبيرة من الناس من خلال هذه المسارب بسرعة وسهولة. ويمكن أن تصل سعة النقل لكل مسرب حوالي 40,000 راكب في الساعة في كل اتجاه، بينما لا تتجاوز سعة النقل في المسارب التقليدية التي تستخدمها السيارات والحافلات والمركبات الأخرى الـ 3,250 راكباً. وبالإضافة إلى ذلك، فإن تكلفة بناء خطوط الباصات السريعة مقبولة جداً، وقد لا تتجاوز 5% من تكلفة بناء نظام نقل يعتمد على السكك الحديدية مثلاً. كذلك استهلاكها للطاقة وكمية الانبعاثات الكلية الناجمة عن النقل بالباصات أقل من تلك الناتجة عن النقل بالسيارات العادية. إلاّ أن المشروع قد أثار جدلا كبيرا في الفترة الحالية بعد توقفه، مما سبّب باتهامات شعبية كثيرة للقائمين عليه.

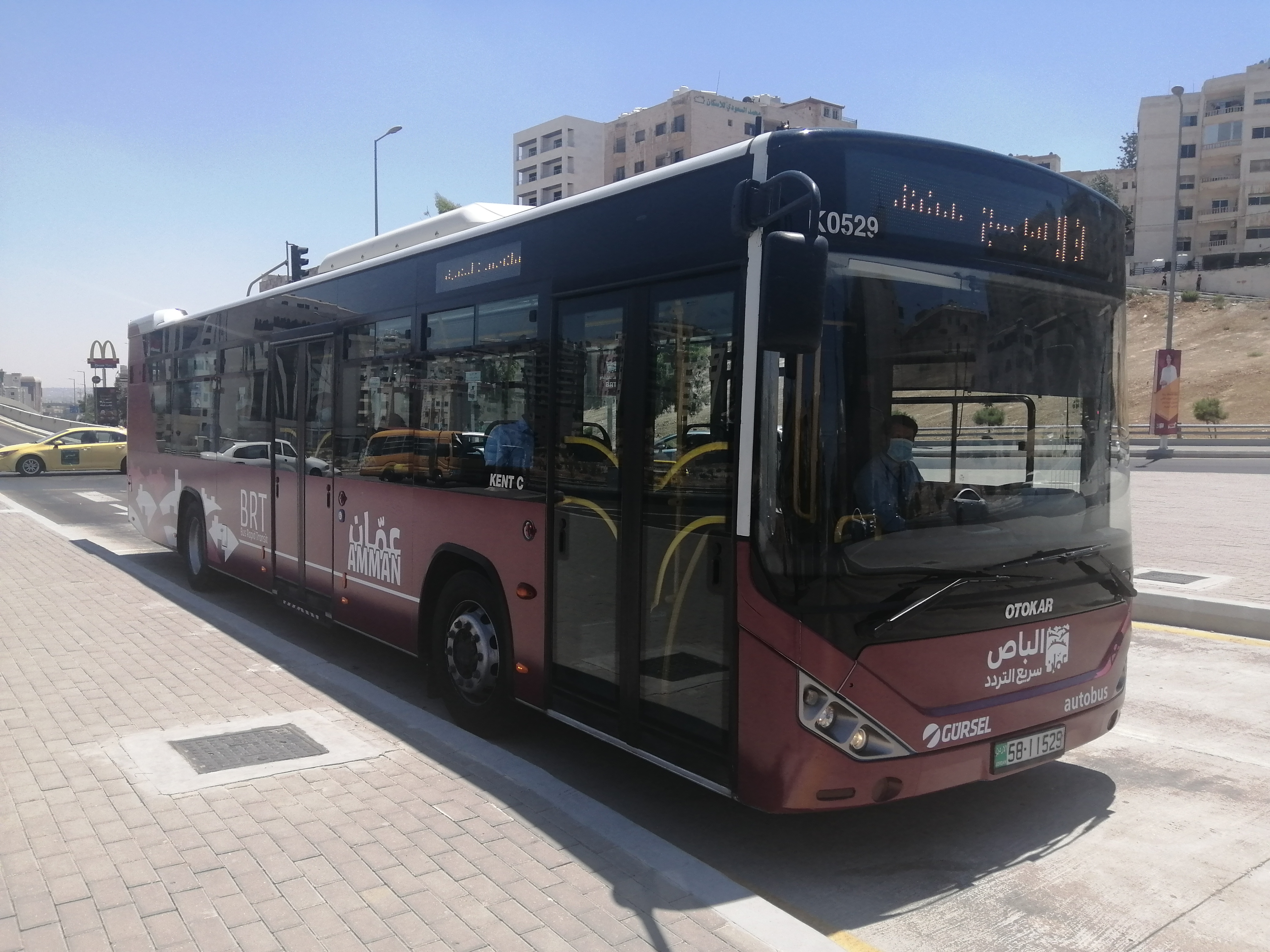
حافلة سريعة التردد
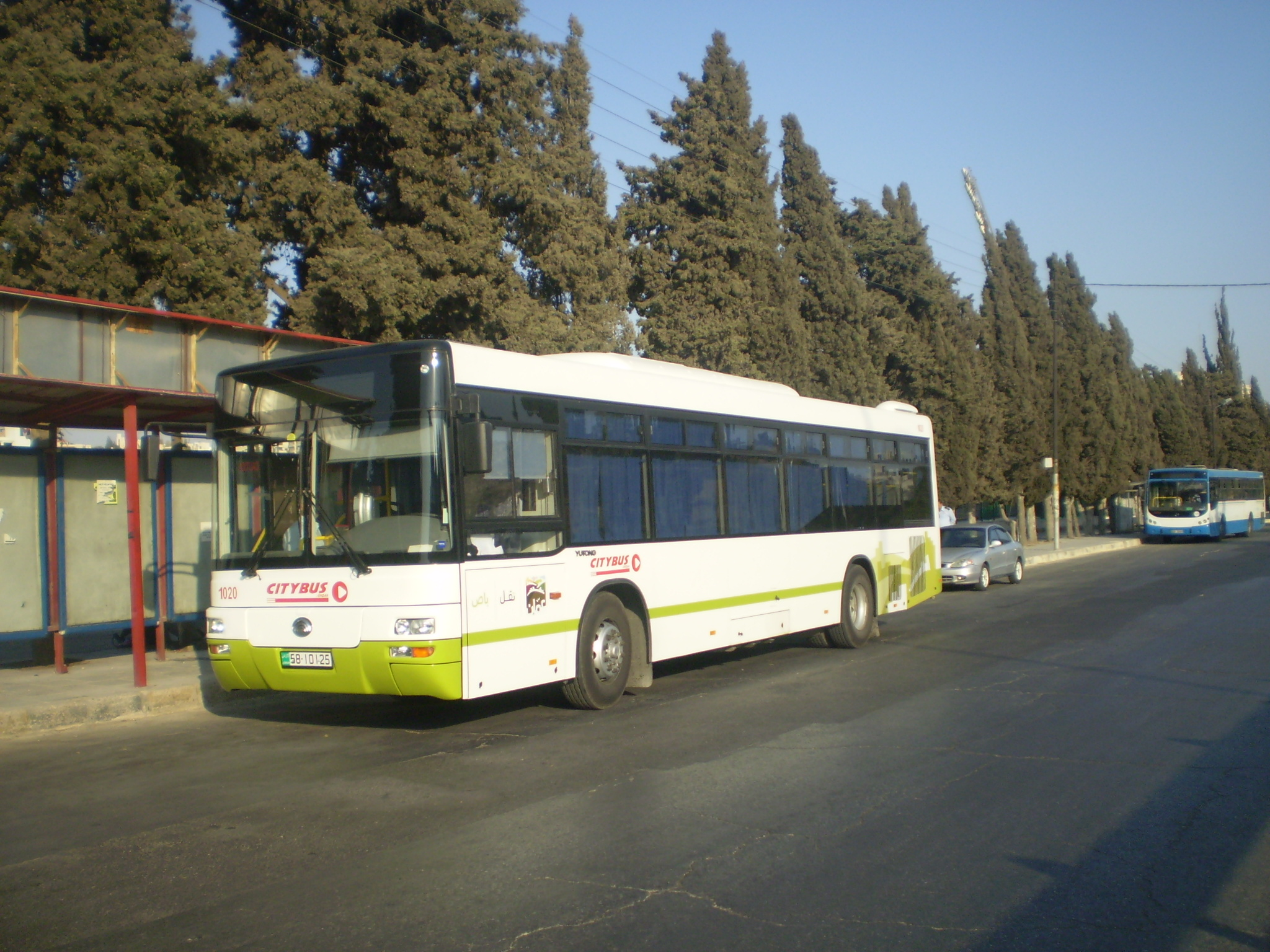
حافلات النقل العام في شارع الجامعة
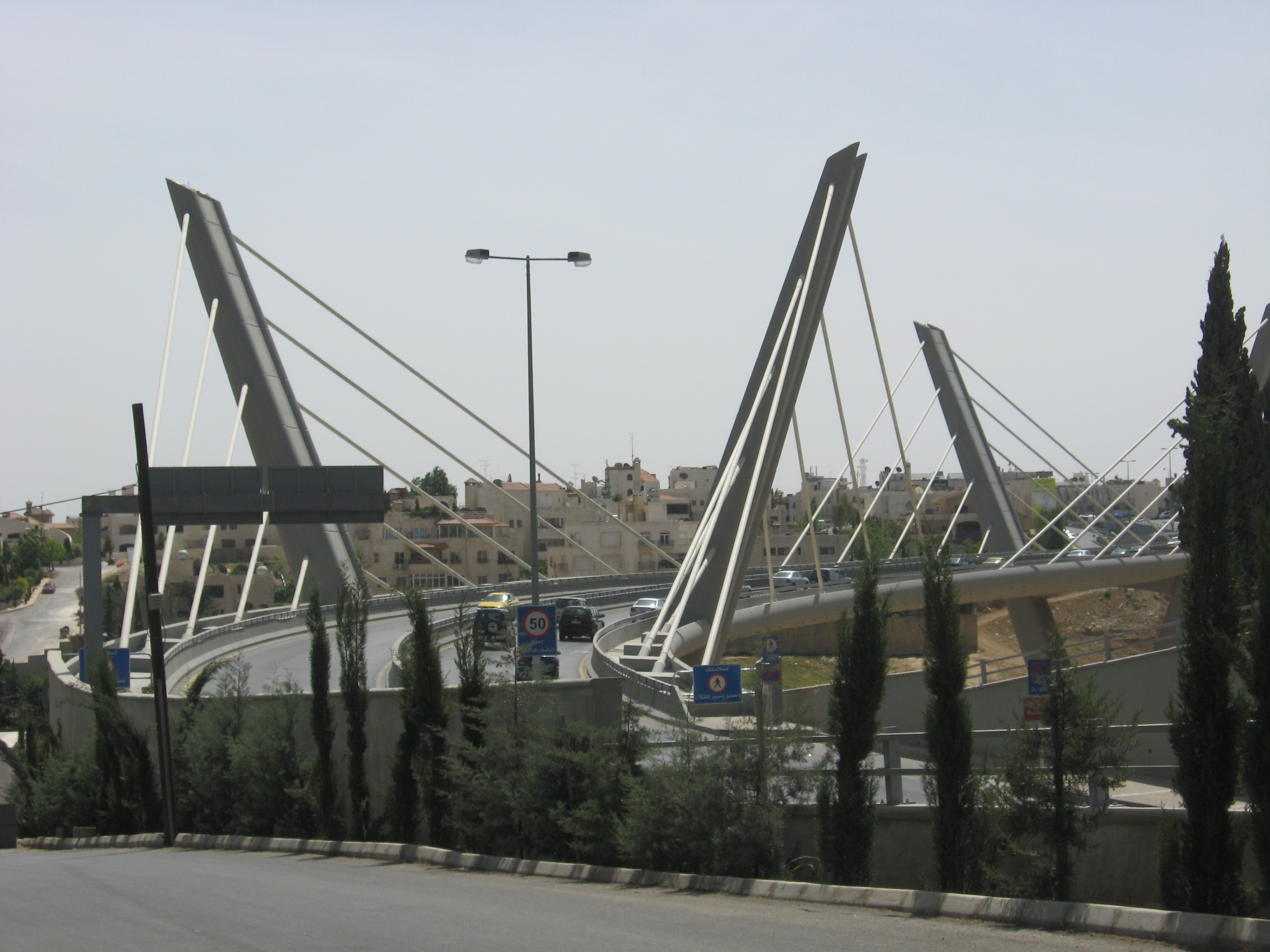
جسر عبدون المعلق
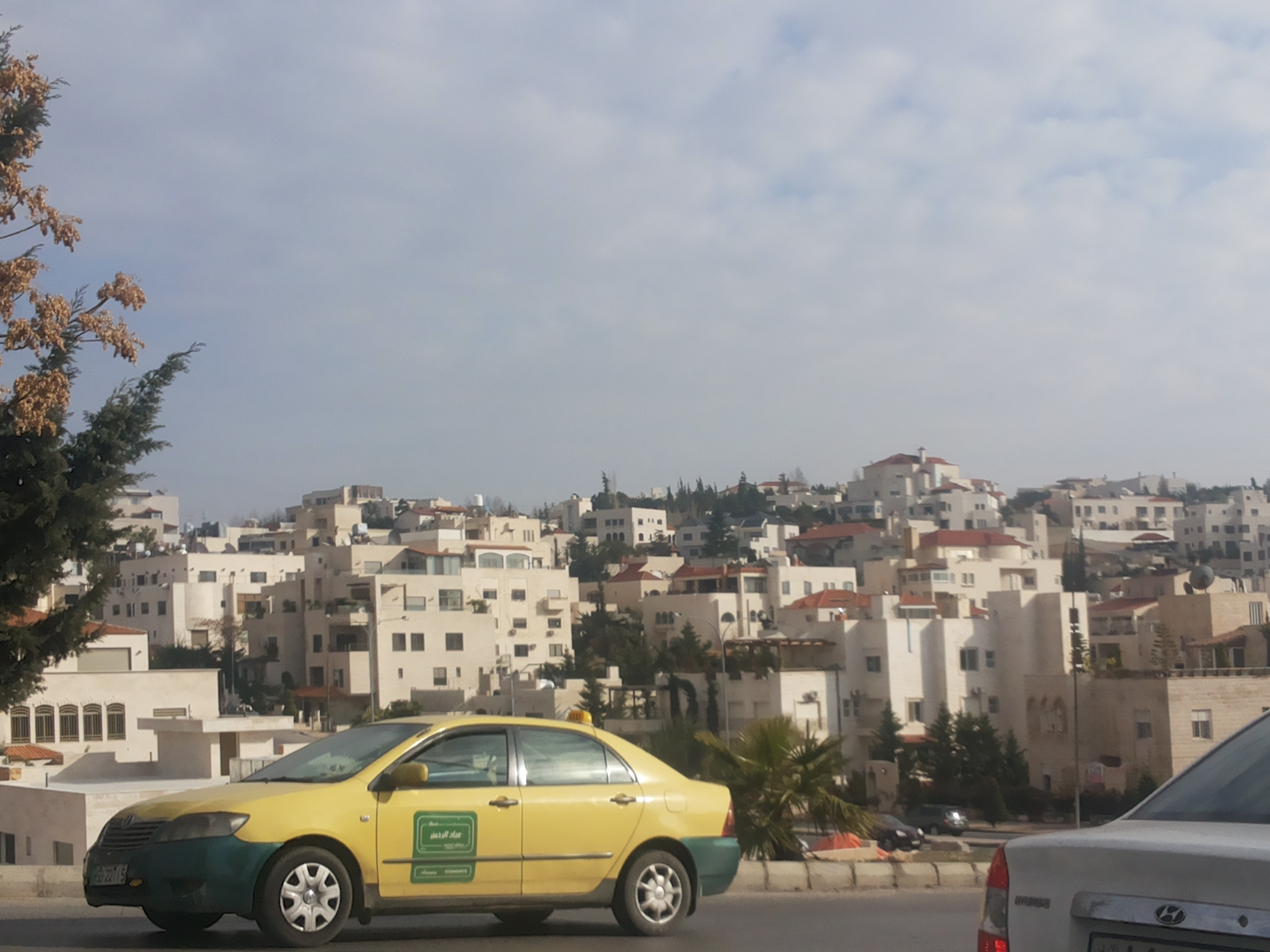
تتميز سيارات الأجرة بعمّان باللوحة الجانبية الخضراء
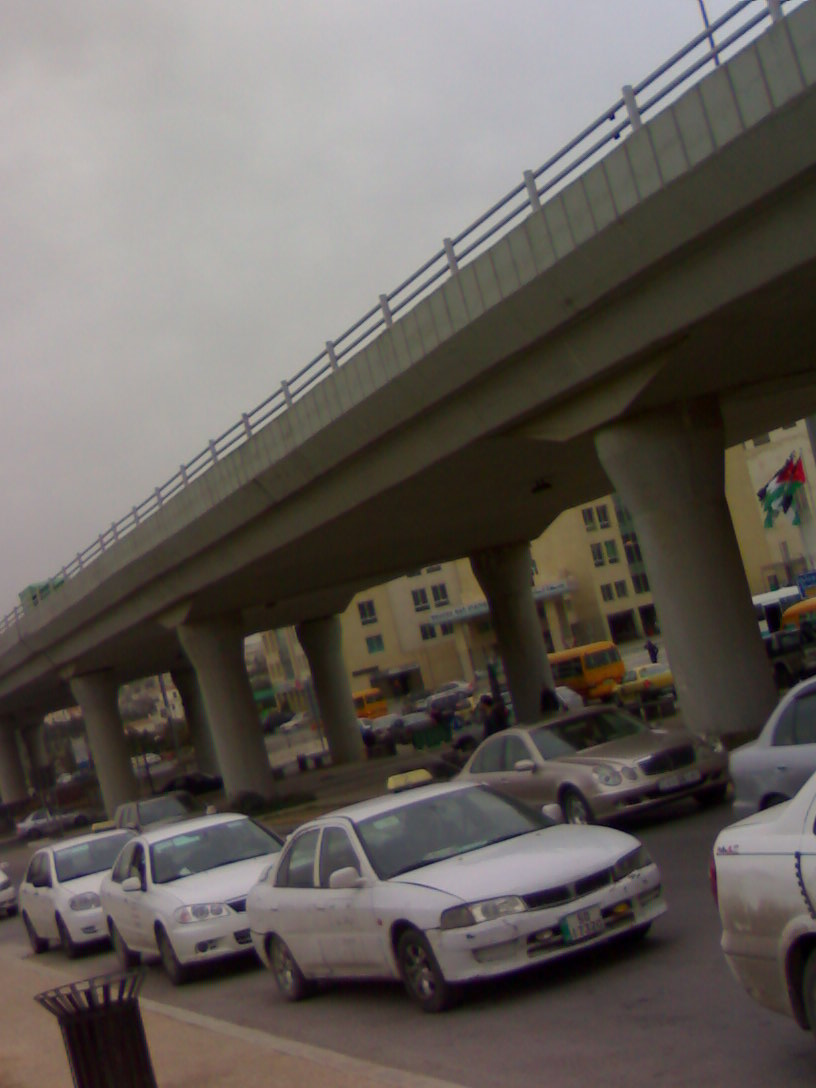
طابور سيارات السرفيس في خلدا

أما خدمات النقل التقليدية في عمان فهي موزعة بين الحافلات والسيارات، وهناك شبكة من السيارات للنقل العام تدعى «سرفيس» أي أنها تسير في خطوط محددة ويتشارك الركاب باستخدامها ودفع أجرتها. كما يوجد شبكة من سيارات الأجرة التي تلبي الطلبات الخاصة موزعة في جميع أنحاء المدينة. ذلك عدا عن السيارات السياحية التي تُؤجر ليقودها السائح بنفسه. هذا بالإضافة إلى خدمة التاكسي المميز، وخدمة النقل باستخدام التطبيقات الذكية (مثل تطبيقات كريم وأوبر). كما أن شبكات الحافلات ضمن خدمات النقل العام تؤدي الغرض نفسه. ويوجد في المدينة مجمعان كبيران للحافلات هي مجمع باصات الشمال، والمجمع الجنوبي.

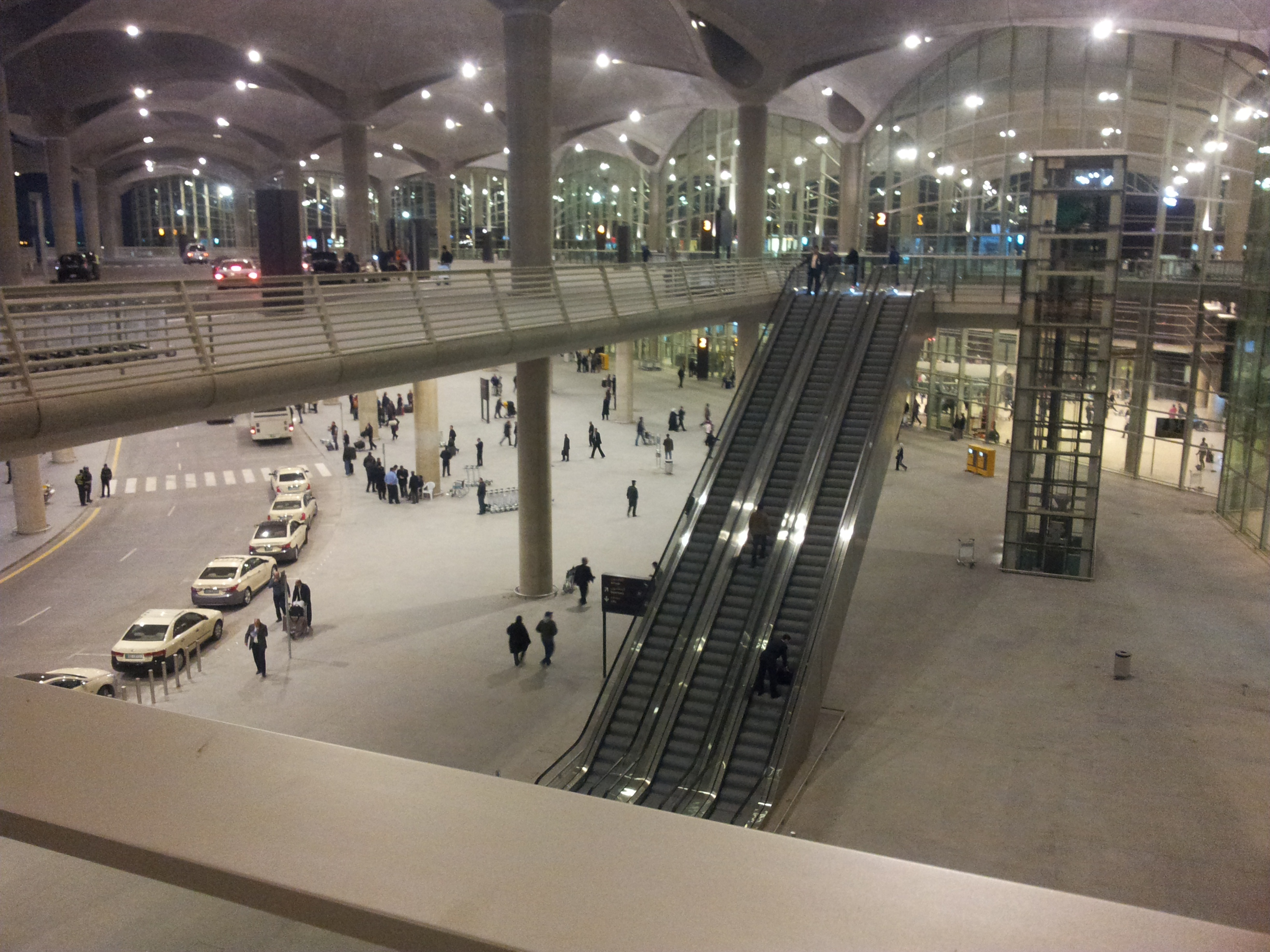
مبنى المسافرين الجديد لمطار الملكة علياء الدولي، من تصميم المعماري العالمي نورمان فوستر.

### الاتصالات
نهجت الأردن في مجال الاتصالات بصورة مقبولة فمن شبكة كادت أن تكون غير مجدية في الثمانينات إلى خصخصة الاتصالات، واليوم هناك عدة شركات خاصة تقدم خدمة الإنترنت وثلاث شركات لتقديم خدمة الهاتف المحمول وشبكة اتصالات أرضية متميزة ووفرة في أرقام الهاتف.

### الطيران

مشروع القطار الخفيف بين عمّان والزرقاء.

لعمّان مطاران: مطار الملكة علياء الدولي الذي أُنجز عام 1983 ومطار عمان المدني الذي يُستخدم للطيران المدني الإقليمي وللطيران العسكري. وهذان المطاران تنطلق منهما عدة خطوط طيران، وشركة طيران الملكية الأردنية تستخدم مطار الملكة علياء كما تستخدمه جميع شركات الطيران الدولي الأخرى. أما شركة طيران الأردنية فتستخدم مطار عمان وكذلك شركات الطيران التي تطير ضمن الإقليم فقط. يشار بالذكر إلى أنه تم رفع القدرة الاستيعابية لمطار الملكة علياء من 3.2 مليون مسافر /السنة إلى 9 ملايين عند اكتمال أعمال الإنشاءات عام 2012 ليصبح واحدا من أهم الوجهات العالمية في المنطقة.

### سكة الحديد
يمر بالمدينة خط سكة حديد الحجاز حيث توجد محطة عمان على الخط بين بلاد الشام ومكة المكرمة انطلاقاً من دمشق والذي توقف العمل به منذ بدايات القرن العشرين، ويُعتبر المبنى الأثري للمحطة من معالم عمّان التاريخية. وتقع المحطة في منطقة عمان الشرقية غرب منطقة ماركا وشرق المدرج الروماني بالقرب من مطار ماركا الدولي. يُستخدم هذا الخط الآن لنقل الركاب والبضائع بين عمّان ودمشق فقط. ويعمل الأردن على الاستفادة من بعض أملاك هذا الخط في بناء مشروع آخر يعود جزء من أرباحه على الخط الحجازي، حيث سيمتد مشروع خط قطارات خفيفة بين المناطق الجنوبية لعمّان وصولاً إلى الزرقاء شرقاً والذي سيمتد لمسافة 26 كيلومتر.

## العمارة والتخطيط الحضري

### التخطيط العمراني

ساحة راس العين وسط عمان.

مخطط عمّان (بين 1878 - 1918)، أي عندما كانت قرية صغيرة.

اتبعت المدينة في نموها العشوائي في بادئ الأمر، نظرية النمو حول نواة واحدة، حيث كانت هذه النواة هي المسجد الحسيني والمنطقة التجارية الممتدة من راس العين إلى موقع المكتبة الوطنية (مقر أمانة عمّان القديم) وعلى جانبي وادي سيل عمّان. إلا أن عملية النمو لم تكن حلقية أو دائرية حول النواة، بل تميزت بإضافة قطاعات متفاوتة المساحة في المرحلة الواحدة ومختلفة في اتجاهات نموها خلال المراحل المختلفة. حيث كان نمو المدينة يأتي على شكل تشنجات مفاجئة نتجت عن عوامل سياسية مرت بها المنطقة، أدت إلى انفجارات سكانية غير متوقعة. حيث أثرت بدورها على الطابع المعماري للمدينة والذي تكوّن بشكل تراكمي طيلة القرن الفائت. إن التوسع الذي شهدته عمّان في هذه المرحلة كان باتجاهين: الأول على الطريق الواصل بين وسط البلد ووادي السير، والثانية بين وسط البلد والسلط عن طريق صويلح، حيث رُبطت هاتان المنطقتان بعمّان. وعلى طول مسار هذين الطريقين انتشرت دواوير عمّان وميادينها، التي هي شاهد على مراحل تطور المدينة.
في عام 1956، وُضِّع أول مخطط هيكلي لعمّان بمعناه الصحيح، يحدد شكل المدينة ووظائفها والاستعمالات المختلفة وخطوط النقل والمواصلات وغيرها من الخصائص العامة. وفي عام 1964 باشرت أمانة العاصمة بوضع الأنظمة التفصيلية التي ساهمت فيما بعد بتطبيق محتويات المخططات التنظيمية التي أشرف على وضعها قسم التخطيط في الأمانة بالتعاون مع بعض الخبراء بالأمم المتحدة.

مشربية في أبراج زارا في عمّان.

إلا أن الزيادة غير المتوقعة في عدد السكان بالمدينة نتيجة الحروب المتلاحقة في المنطقة، أدى إلى عدم تبني المخطط الشمولي القديم، وإن كان هناك عدة محاولات أخرى، إلا أنها كانت تصطدم أيضا بنفس المشكلة. أما مؤخرا، فقد شهدت أمانة عمان الكبرى تطورا كبيرا، حيث توسعت عمان بشكل مدروس لم تشهده المدينة من قبل. ونالت خطة مدينة عمان الشمولية جوائز عالمية منها جائزة القيادة العالمية في تخطيط المدن وجائزة المدينة عن قارة آسيا لعام 2007.
إن من أهم المشكلات الاجتماعية الحضرية في عمّان حاليا، هي الطفرة الكبيرة في النمو السكاني والحضري. ومع زيادة عدد السكان، واجهت المدينة عدة مشاكل منها: ظهور مناطق عشوائية، نقص المساكن، عدم كفاية المياه، مشكلة المرور داخل المدينة.

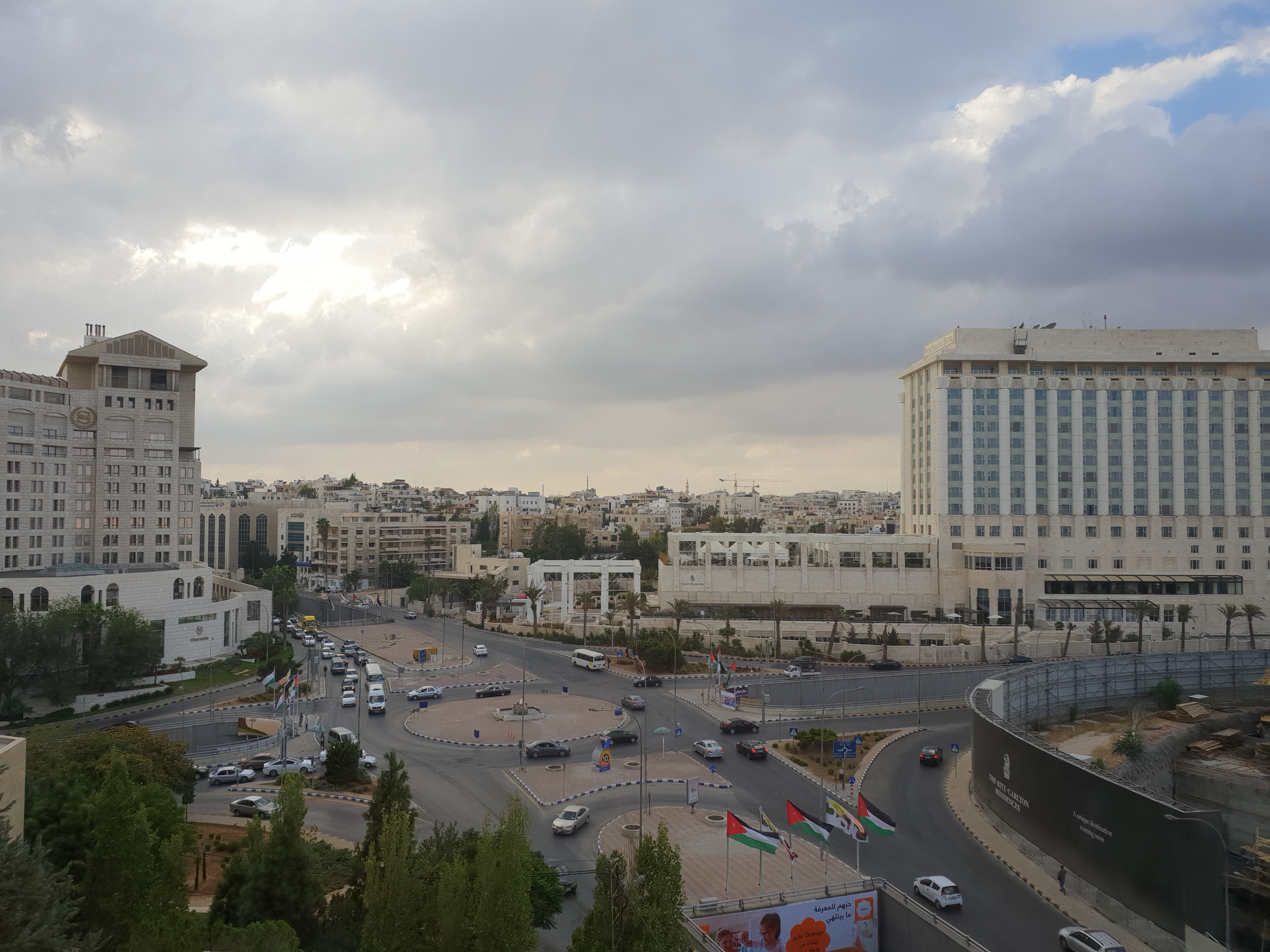
منطقة الدوار الخامس

تبلغ مساحة الأراضي المبنية في عمّان 640 كم² بنسبة 38% من إجمالي مساحة مناطق الأمانة البالغة 1668 كم²، ووالأراضي غير المبنية 1027 كم² بنسبة 62%. كما تبين أن مساحات الأراضي التجارية 20 كم² بنسبة 5%، والأراضي الصناعية 65 كم² بنسبة 15%، والمرافق العامة (مؤسسات حكومية، مدارس، الحدائق العامة...) 20 كم² بنسبة 5%، والأراضي الزراعية 21 كم² بنسبة 5%.
بالإضافة إلى شوارع عمّان التي تشكل مساحتها 191 كم² بنسبة 11% من مساحة مناطق الأمانة، تعتبر الأدراج من سمات مدينة عمان العريقة، حيث تنتشر على سفوح جبالها لتصل البيوت ببعضها البعض حين تعجز الشوارع عن أداء تلك المهمة، إذ يخيل لزائر عمان إنها مدينة تقف على قدميها باستمرار، وقد اتخذت بعض بيوتها مواقع لها، ولم يكن ممكنا وصلها مع باقي أجزاء المدينة إلا بواسطة الدرج. وبهذا تعتبر هذه الأدراج القديمة بحدّ ذاتها معلما تاريخيا. ومن هذه الأدراج: الكلحة، اللويبدة، رغدان وبسمان. ولقد تم مؤخرًا تحديد مناطق الأبراج بأربع مناطق فقط هي: المركز التجاري الجديد لمنطقة العبدلي، مركز تقاطعات الطرق الرئيسة (على امتداد ممر وادي عبدون)، بوابة عمان الشمالية (وتقع في الجبيهة بمحاذاة شارع الأردن)، بوابة عمان الجنوبية (هي المنطقة المتاخمة من الناحية الشرقية لطريق المطار ومحاط بالطريق الدائري لوادي عبدون).

### النسيج الحضري

مخطط عمّان الشمولي حتى 2025 - الذي فاز بجوائز عالمية، تظهر به الطرق الرئيسية والسكك، ومناطق الأبراج. تبلغ مساحته الإجمالية 1,680 كم² (2007).

تشغل المناطق السكنية الجانب الأكبر من مساحة عمّان، وتتوزع قطاعات السكن أ، ب، ج على الأحياء الراقية من العاصمة، وهي الواقعة في الجزء الغربي (عمان الغربية) كالشميساني والمدينة الرياضية وجبل عمّان وعبدون ودير غبار، وينتشر قطاعا السكن ج، د في المناطق الشرقية (عمان الشرقية) والجنوبية الغربية كجبل القصور والهاشمي والقلعة والجوفة وماركا والأشرفية ونزال. حيث تحدد الأمانة القطاع وفقا لعدة عوامل عمرانية وتخطيطية.
لقد تم تصنيف عمّان عام 2010، ضمن 14 مدينة عربية كمدينة عالمية (أو Global City)، وفقا لمجموعة دراسات العولمة والمدن العالمية GaWC، التي تتخذ من بريطانيا مقرا لها. حيث يأخذ التصنيف بعين الاعتبار: الخصائص الاقتصادية (كمؤشرات سوق الأسهم / القيمة السوقية، توفر الخدمات المالية، إجمالي الناتج المحلي)، والخصائص السياسية (كحجم المدينة من حيث عدد السكان أو حجم التجمعات الحضرية، معايير جودة المعيشة ومدى تطور المدينة، المشاركة والتأثير في مناسبات دولية)، والخصائص الثقافية (كمدى شهرة المدينة عالميا، تواجد المؤسسات الثقافية، المرافق الرياضية، المؤسسات التعليمية والجامعات، مواقع التراث العالمي، والمزارات الدينية)، والبنية التحتية (كنظام النقل والمطارات، ووجود قاعدة اتصالات حديثة مثل الألياف البصرية وخدمات الهاتف المحمول، والخدمات الصحية كالمستشفيات). ويتم اختيار المدن وفقا لتطبيقها لهذه المعايير، أو افتقادها لبعضها. حيث احتلت بموجبه عمّان مركزًا ضمن فئة +Gamma، من بين التصنيفات المتعددة للمدن في العالم.

### الهوية المعمارية
يتميز البناء في عمّان عمومًا باستخدام الحجر كجزء أساسي يدعم واجهات البناء من جهاته الأربعة. وهذا لا ينحصر في جزء مُعيّن بالمدينة، ولكن تتميز عمان الغربية بجمال العمارة وجودة الخدمات وانتشار الفنادق من فئة الخمسة نجوم ومعظم الوزارات المنشأة على أسس ومقاييس متميزة في العمارة والبناء. أضفت الحجارة المستخدمة في بناء مدينة عمان فناً تميزت به هذه المدينة وأضفت على طابعها المعماري لمسة جمالية دفعت المهندسين إلى ممارسة إبداعهم في تنوع كبير من أساليب العمارة باستخدام الحجر.
بحسب مجموعة من المهندسين المعماريين حملوا على أنفسهم أن ينتجوا نماذج من فن العمارة في عمّان، أكدوا تأثر العمارة في الأردن بالموروث الحضاري لمدينة عمّان المعماري الإسلامي والروماني واليوناني. إلا أن معظمهم أكد أن الفن الإسلامي هو غاية وأمنية بالنسبة لهم. ويعيب المهندسون على بعض الأبنية والتي يسمونها أبنية التجميع والتي يحمل التصميم فيها سمات عمارة الغرب المتزاوجة مع تصميمات المنطقة بدون الأخذ بعين الاعتبار الطابع المعماري الذي يميّز المنطقة وتاريخها والاعتبارات الثقافية والحضارية الأخرى. وبعضهم يصمم مبنى تحمل واجهاته أكثر من ثقافة وتراث أطلق عليه المهندسون «أسلوب الإبهار» والخالي من المضمون والموروث والفاشل هندسيا وذكروا عددا من تلك النماذج في أماكن متعددة في عمان. لم ينكر المهندسون الحاجة أحيانا إلى إدخال بعض المواد العصرية للبناء مثل الزجاج والصفائح المعدنية ضمن تصميم مدروس يراعي تطوير العمارة العربية مبينين أن هذا التداخل مطلوب ولا غبار عليه.

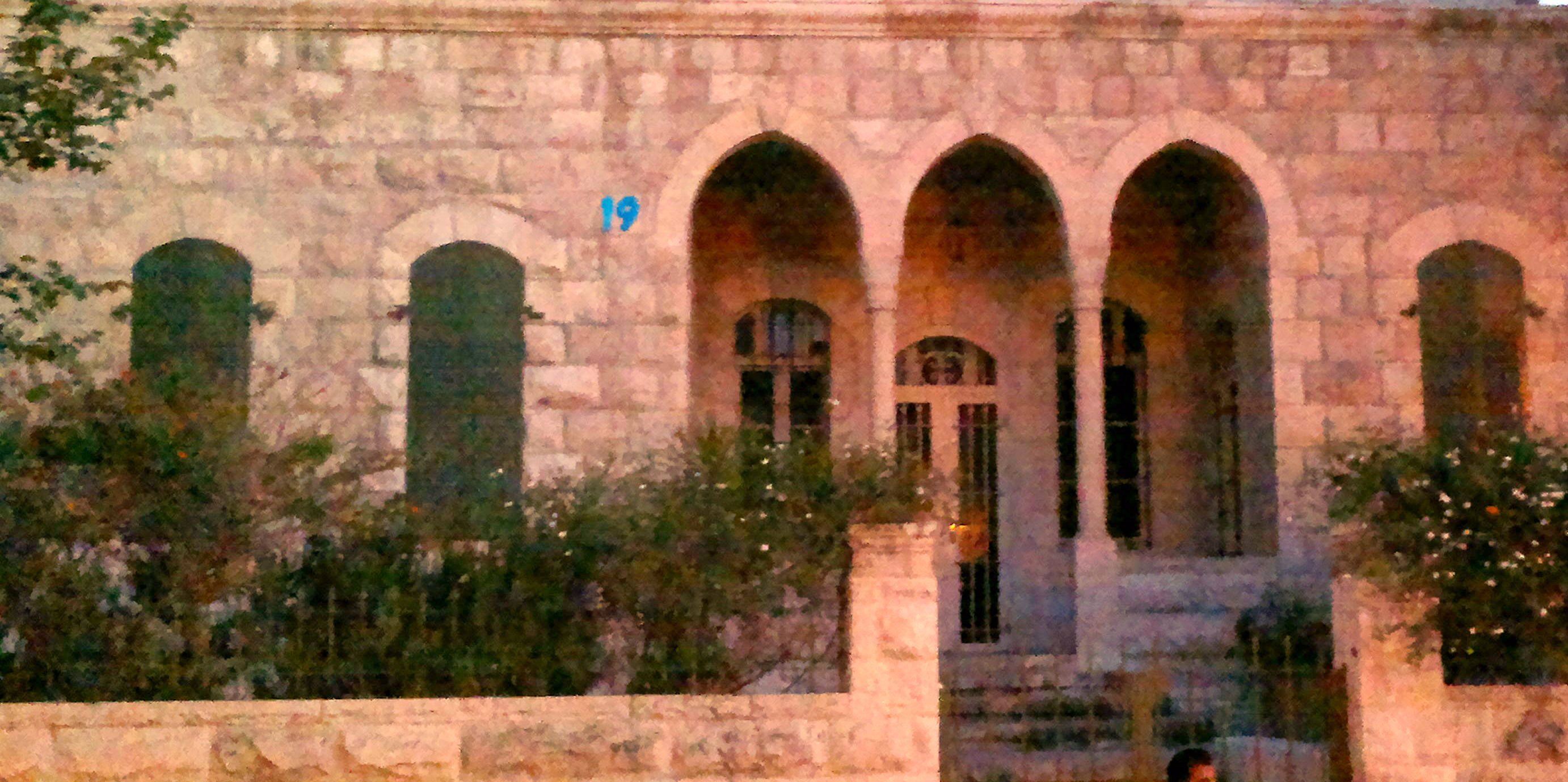
واجهة منزل عمّاني تراثي من حجر القدس الوردي، وهو مُستخدم بكثرة في أحياء المدينة القديمة.
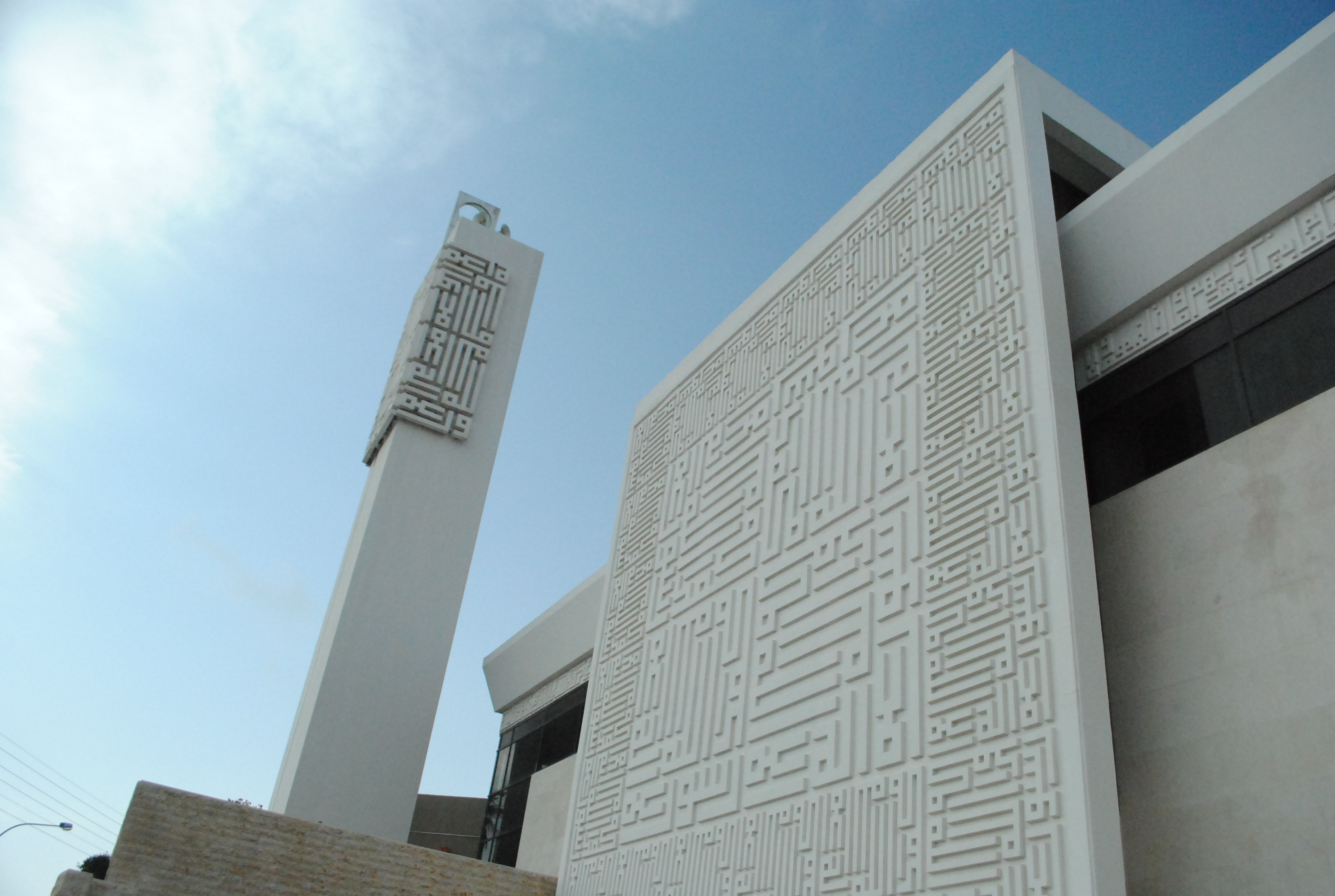
استخدام الخط الكوفي المربع في أحد الواجهات الحجرية للمساجد.
مكتبة الجامعة الأردنية، 1962، مثال على الأسلوب الدولي في عمارة الحداثة بالمدينة.

إن أساليب العمارة في عمان عديدة ولا يمكن حصرها. وقد تتعدد بتعدد الثقافات المعمارية التي حملها خريجو الهندسة الأردنيون من الشرق والغرب وعادوا بعد تخرجهم ليزرعوا ثمارها في جنبات المدينة وما حملوه من مذاهب معمارية متعددة. ويبدو أنه كان لتنتشر نتيجة لذلك التشكيل المتعدد فوضى معمارية هائلة لولا الاستعمال الموّحد للحجر الأردني في جميع هذه المباني. أدى هذا إلى استعمال واسع لحجر البناء الذي توفر بصورة لبّت الحاجة لطبيعة عمّان الجغرافية والطبوغرافية كمدينة أحيطت بعدة جبال شكلت محاجرها رافدًا أساسيًا لتزويد المدينة بالحجارة. ولكن اتساع المدينة المطرد مع الزمن دفعها للبحث عن مصدر للحجارة من أماكن أخرى في المملكة ومن محافظات جنوب الأردن وخصوصا من محافظة معان.

### وسط المدينة الجديد

وسط المدينة القديم كما يبدو من جبل القلعة

تم البدء بمشروع العبدلي أو مشروع تطوير منطقة العبدلي في عام 2005 وكان متوقعًا الانتهاء منه عام 2010. وسيصبح قلب عمّان الجديد ومركزها. يقوم المشروع على أرض مساحتها 804 كيلومترات مربعة، من مساحة مبنية تزيد على 1,7 مليون أمتار مربعة تضمّ مجمّعات سكنية ومكاتب وفنادق وشقق مخدومة ومحلات تجارية ومراكز للترفيه؛ وهو بذلك سيصبح محور الأعمال والسكن في العاصمة الأردنية عمّان.
لقد تم تطوير العبدلي ليكون مثابة مركز ذكي للمدينة حيث يجمع سوية البنية التحتية لوسائط الإعلام والاتصال، بما يكفل إيصال أكثر التقنيات تطورًا إلى كل منزل ومكتب ومتجر، بينما تتوفر فيه حلول طاقة عامة وأنظمة غاز مركزية بما يضمن بيئة سليمة وودية فضلاً عن التوفير الكبير في فاتورة الطاقة. وسيكون مركز المدينة مجهزًا كليًا بأنظمة متطورة تقنيًا لإدارة المباني وللحماية من الحرائق ولإدارة السلامة والتدابير الاحتياطية. ساهم مشروع تطوير العبدلي في إيجاد شبكات طرق وحلول مرورية ممتازة حول المشروع وداخله، بما يؤمّن الانسيابية لنحو 90,000 شخص يوميًا من السكان والعاملين والزوار عندما يعمل المشروع بكامل طاقته.

### دور العبادة
يُشكل المسلمون غالبية سكان عمان حيث يشكلون ما نسبته 94%، ويشكل المسيحيون النسبة الباقية أي ما نسبته 6% من السكان من مختلف الطوائف، ويكفل الدستور  للجميع حرية ممارسة الأديان، ولذلك تجد في عمان مجموعة متنوعة من المساجد والكنائس موزعة في مختلف أنحاء العاصمة اعتني في تصميمها وبناؤها لتتميز وتكمل نسيج المدينة المعماري. لقد تزايد عدد المساجد في الأردن بشكل لافت وملحوظ في الآونة الأخيرة وبارقام قياسية شهدت ارتفاعا كبيرا فاقت دول عربية وإسلامية مجاورة. وبلغ عدد المساجد العاملة في المملكة 6243 مسجدا - بلغت حصة عمّان منها 25%.

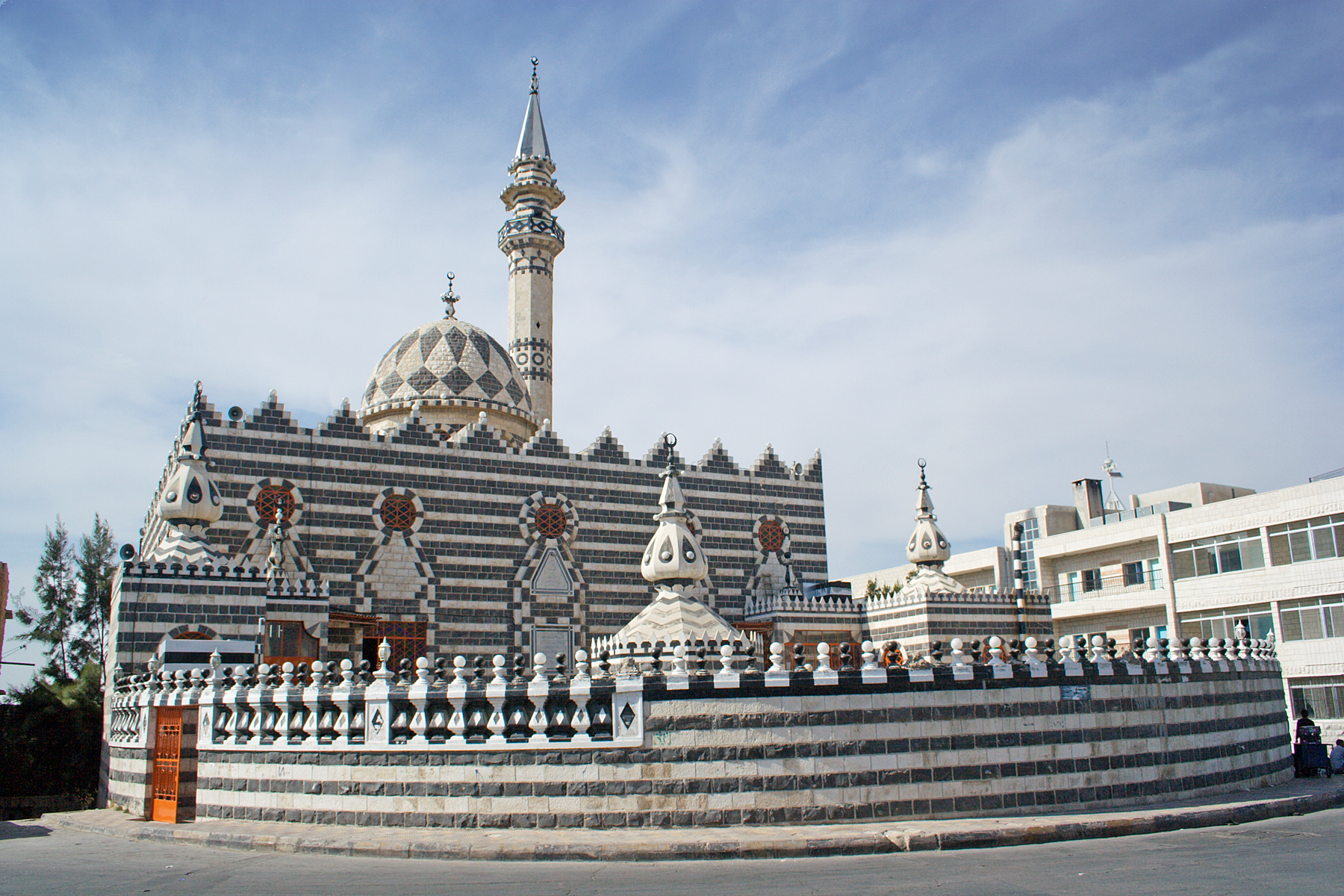
استخدام الحجر الأبلق في تصميم جامع أبو درويش بالأشرفية.

يُلاحظ بشكل واضح أن تصميم معظم مساجد المدينة قد تم على الطرازين الأموي والفاطمي، نتيجة للطبيعة الجغرافية التي حتّمت أن تكون عمّان جزءا من محيطها المعماري والحضاري الممتد من سوريا وفلسطين ولبنان حتى مصر.
يُشار بالذكر إلى أن المهاجرين المسلمين الشركس والشيشان قد ساهموا في بناء أول مساجد المدينة في العصر الحديث منذ نهاية القرن التاسع عشر. وتشهد المساجد الأثرية في مناطق تواجدهم - خاصة في وادي السير وراس العين ووسط البلد على هذا الأمر.
يُعد كل من مسجد أبو درويش، مسجد الملك عبد الله الأول، المسجد الحسيني، مسجد الملك الحسين، مسجد الشريعة، مسجد أبو قورة، مسجد الكالوتي، مسجد الروضة، ومسجد سيدو الكردي من أكبر مساجد المدينة وأشهرها. أما بالنسبة للكنائس، فتوجد في عمّان العشرات منها والتي تخدم جميع الطوائف المسيحية، ومن أهمها: كنيسة دخول السيد إلى الهيكل في الصويفية، كنيسة مطرانية الروم الكاثوليك، كنيسة قصر البشارات، كنيسة الأقباط، كنيسة البشارة في اللويبدة، كنيسة الاتحاد المسيحي الإنجيلية في جبل عمّان، كنيسة الراعي الصالح الإنجيلية اللوثرية في أم السماق، والكنائس المعمدانية في الرابية وأبو نصير والشميساني وخلدا وصويلح وغيرها.

## الثقافة والفنون

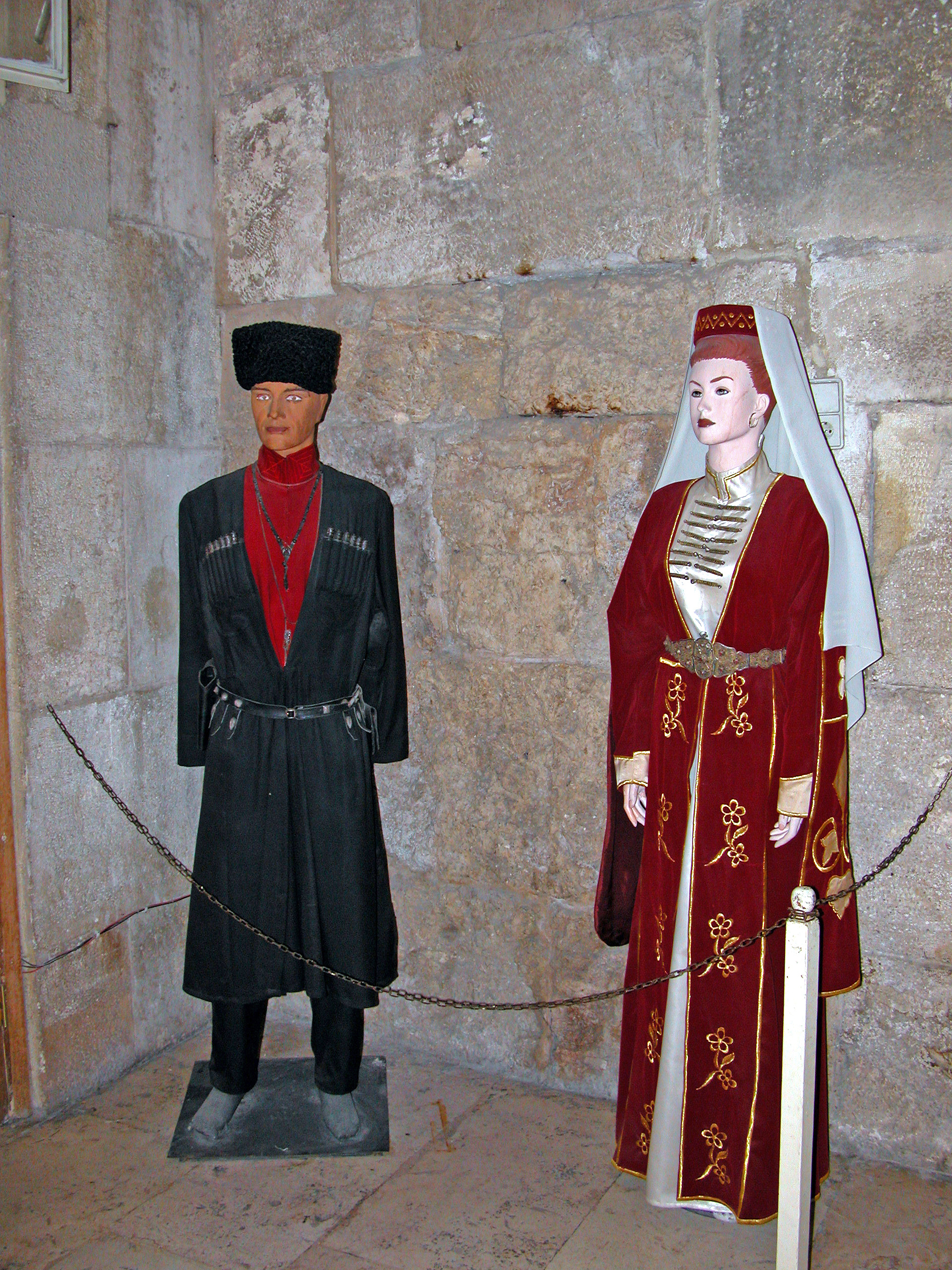
أزياء شعبية أردنية شركسية في متحف الأزياء الشعبية.

دائرة المكتبة الوطنية.

بدأت البوادر الجادة لظهور حركة تشكيلية في عمّان في أوائل الخمسينات من القرن الفائت، ففي عام 1951 أقام «المنتدى العربي» أول معرض جماعي في الأردن. وبعده بسنة، تأسس معهد الموسيقى والرسم في المدينة. وفي أواخر الخمسينيات، أرسلت الحكومة أول مبعوثين أردنيين لدراسة الفن في الخارج، وهم: رفيق اللحام، ومهنا الدرة، وأحمد نعواش، وكمال بلاطة، والتحق بعضهم بأكاديمية الفنون الجميلة في روما. وفي عقد الستينيات بدأ الموفدون بالعودة إلى عمّان، وممارسة فنهم، وتدريس مادة الرسم في المدارس الثانوية، ومع عودتهم ازداد النشاط الفني، وكذلك أخذ عدد المعارض التي كانت تقام في القدس وعمان يتضاعف، والمحاضرات الفنية كذلك، كما أخذت وزارة السياحة مبادرة المشاركة بأعمال الفنانين الأردنيين في المعارض الدولية.

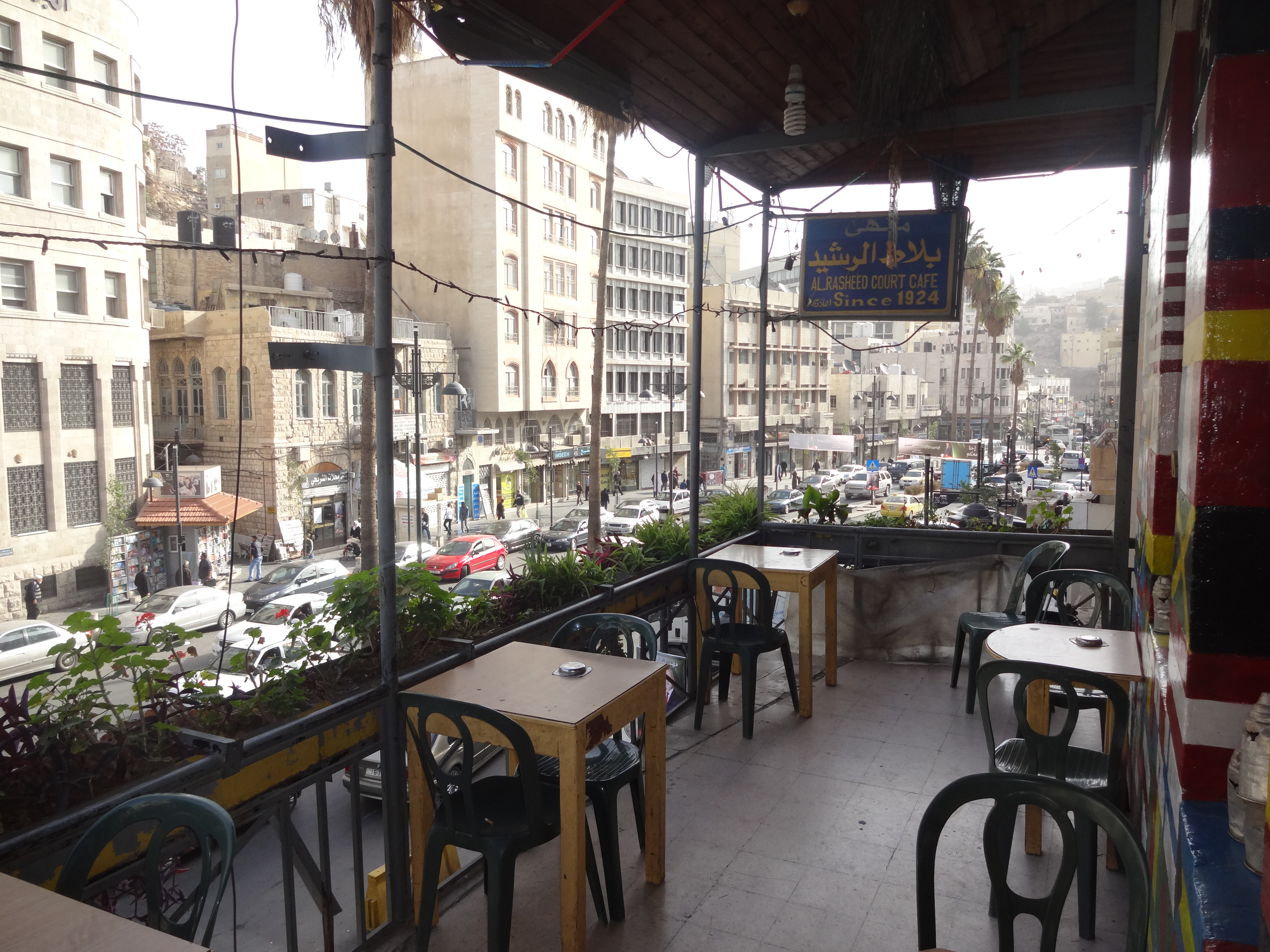

في عام 1966 تأسست دائرة الثقافة والفنون، التابعة لوزارة الإعلام، وهدفها دعم الفنون التشكيلية والمسرحية والموسيقى والأدب وتشجيعها. ومع بداية السبعينيات تضاعف النشاط الفني في المدينة، ففي عام 1972 أسست دائرة الثقافة والفنون «معهد الفنون والموسيقى»، وقد أُريد له أن يكون نواة لأكاديمية فنية، ومدة الدراسة في المعهد سنتان، تعطى فيها دروس في الفن والتصوير والنحت وفن الطباعة والخزف، وقد تخرج منه عدد من الفنانين الأردنيين استطاع بعضهم إكمال دراسته الفنية العليا في الخارج، معتمدين على التأسيس الذي حصلوا عليه في المعهد.
لا شك أن الحركة التشكيلية الأردنية تعتبر من أنشط الحركات الفنية في عمّان قياسا إلى الحركة المسرحية، أو الموسيقية مثلا، فقد شهدت فترة التسعينيات من القرن الماضي والسنوات الماضية من الألفية الجديدة، نشاطا تشكيليا ملفتا للنظر، وقد تجلى هذا النشاط بغزارة إقامة المعارض الفنية للفنانين الأردنيين والفنانين العرب والعالميين، وكان واضحا أن هناك ما يشبه الهجرة للفنانين العراقيين بوجه خاص إلى الأردن منذ بداية التسعينيات أما للإقامة الدائمة، أو المؤقتة في طريقهم للخارج، وهذا انعكس حراكا فنيا واضحا على الساحة الأردنية، وتواصلا بين الفنانين الأردنيين والعراقيين، وجد تعبيراته في ازدياد عدد المعارض الفنية، وإنشاء قاعات العرض الخاصة التي تزايدت أعدادها بشكل كبير، والتي تستقطب تجارب الفنانين الأردنيين والعرب والعالميين مما يشير إلى تنامي الوعي الفني وانتشاره بين الجمهور، كما يؤشر إلى ازدياد أعداد الفنانين الأردنيين، وإقبال العديد من الطلبة على دراسة الفن التشكيلي، مما دفع إلى فتح كلية للفنون الجميلة في الجامعة الأردنية في عمان في عام 2003 تدرس من ضمن تخصصاتها الرسم، الجرافيك والتصميم وغيرها من مفردات الفن التشكيلي وتخصصاته المختلفة إلى جانب المسرح والموسيقى.
أما بالنسبة للموسيقى، فكانت حاضرة منذ أوائل القرن العشرين، خاصة أن هناك تداخل ما بين الثقافة البدوية والحضرية في المدينة. أما بالنسبة للموسيقى الكلاسيكية، فهناك أوركسترا وطنية تتخذ من عمان مقرا لها وهي أوركسترا عمان السيمفوني، التي ولدت من رحم أوركسترا المعهد الوطني للموسيقى (مؤسسة الملك الحسين) وبدعم من أمانة عمان الكبرى. قدمت الأوركسترا باكورة حفلاتها في شهر كانون الثاني / يناير 2007. ويزخر الموسم الثقافي السنوي لأوركسترا عمان السمفوني ببرنامج منوع من الحفلات العامة، تقدم في ثالث أربعاء من كل شهر.

### عاصمة الثقافة العربية والإسلامية

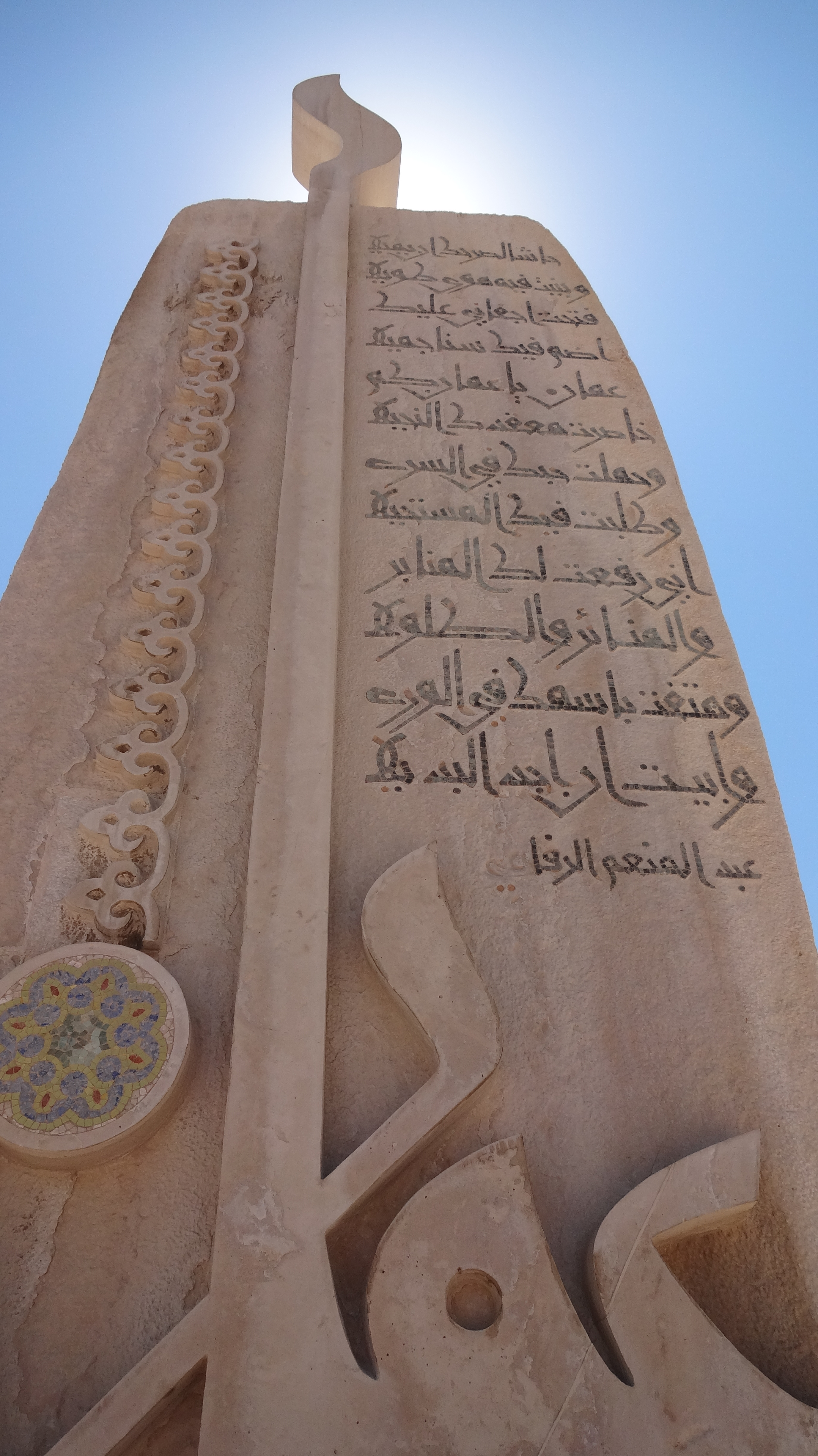
نصب الشعلة، شعر في حب عمّان.

تشهد عمّان ازديادًا بالأنشطة والمهرجانات المحلية والعربية، وذلك منذ إعلانها عاصمة للثقافة العربية عام 2002، يبرز من بينها إطلاق مشروع مسرح التراث الموسيقي الأردني، وافتتاح مشغل النحت العربي، ومهرجان عمان للأفلام الوثائقية، والمعرض الشامل للفن التشكيلي العربي، بالإضافة لافتتاح شارع الثقافة، 
من جهة أخرى، فقد تم إعلان مدينة عمّان عام 2017 عاصمةً للثقافة الإسلامية عن المنطقة العربية.
تنتشر في عمّان عدد كبير من المعارض ومراكز الفنون الجميلة وعدّة أسواق شعبية تعرض إسهامات الفنانين في وسط البلد وجبل عمان وجبل اللويبدة، حيث شهدت هذه الأماكن حراكا ثقافيا نوعيّا في العقدين الأخيرين، زمن أشهر تلك المراكز؛ دارة الفنون، دار الأندى، محترف رمال للفنون وكثير من المعارض الأخرى. ويجدر بالذكر إلى أن وزارة الثقافة في الأردن قد تبنت مؤخرا تجربة المدن الثقافية، أو مايطلق عليه عاصمة الثقافة الأردنية - كما حدث في إربد والسلط والكرك والزرقاء ومعان تباعا، مما أتاح قدر أكبر للانفتاح الثقافي والأدبي على المدن الأردنية الباقية وعدم حصرها بالعاصمة، والتي سبق لها ان نالت لقب عاصمة الثقافة العربية.

### وسط عمّان الثقافي

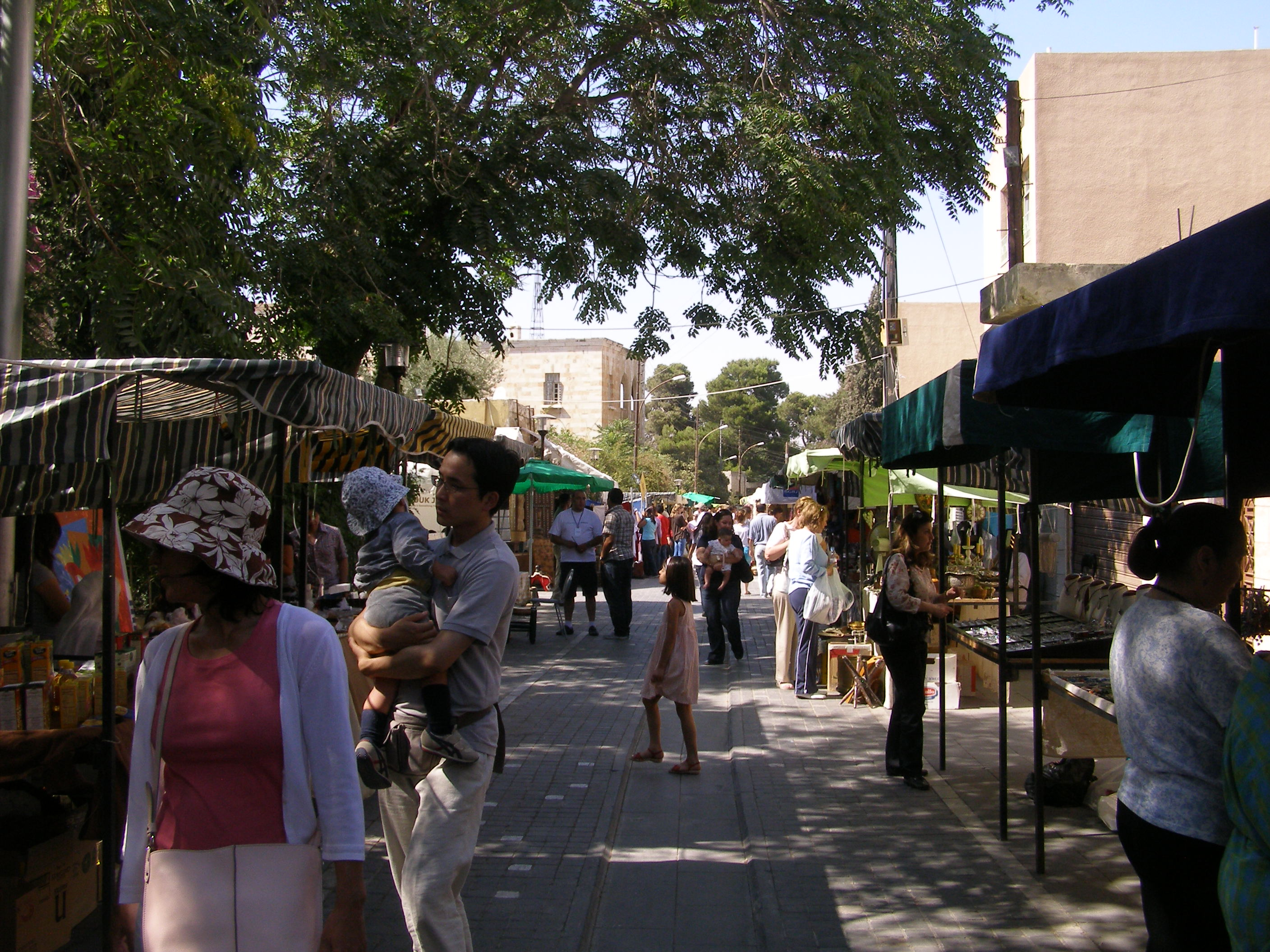
سوق جارا في جبل عمان.

تتضمن منطقة راس العين الكثير من المرافق الثقافية التي تكمل دور أمانة عمان الكبرى في إحياءها ابتداءً من مسجد النورين وساحة النوافير وساحة النخيل ومن ثم قاعة المدينة ومبنى موظفي أمانة عمان الكبرى وانتهاءً بمركز الحسين الثقافي، حيث تبلغ مساحة المشروع حوالي (20) دونماً من اصل مساحة الساحة البالغة (143) دونماً. وتتضمن هذه المساحة على مقر الأمانة، متحف الأردن، مسرح مركز الحسين الثقافي، المعهد الوطني للموسيقى، بالإضافة إلى سوق الحرف الشعبية. وكان مُقررًا أيضًا أن يُنفذ مشروع دار للأوبرا في هذه المنطقة، هي دارة الملك عبد الله الثاني للثقافة والفنون، إلا أنه توقف وتم تحويله إلى سوق شعبي في عام 2014.
تحوي عمّان على عدد لا بأس به من المتاحف، مثل المتحف الوطني للفنون الجميلة، متحف الأزياء الشعبية، متحف صرح الشهيد، متحف الحياة البرلمانية، متحف الآثار الأردني، متحف الأطفال، متحف السيارات الملكي، القرية الثقافية في حدائق الحسين، بالإضافة إلى عدد كبير من المراكز الثقافية الأجنبية.
يوجد في جبل عمان أيضًا، سوق مختص بالحرف اليدوية والثقافة الشعبية، يُدعى سوق جارا، وهو سوق موسمي يبدأ أسبوعيًا في كل يوم جمعة خلال شهر أيار/مايو، وينتهي في شهر تشرين الأول/أكتوبر. تُقيمه سنويا رابطة سكان جبل عمان. يرتاده السياح بكثرة خلال فصل الصيف.
من الجدير بالذكر إلى أن المدينة تستضيف كل عام مهرجانات ثقافية عالمية ومحلية؛ من أهمها معرض الكتاب العالمي، مهرجان أيام عمان المسرحية، مهرجان الأردن، مهرجان الموسيقى والغناء الصوفي، مهرجان صيف عمان، مهرجان عمان للرقص المعاصر ومهرجان عمان للكوميديا، وغيرها.

مركز الحسين الثقافي والمعهد الوطني للموسيقى
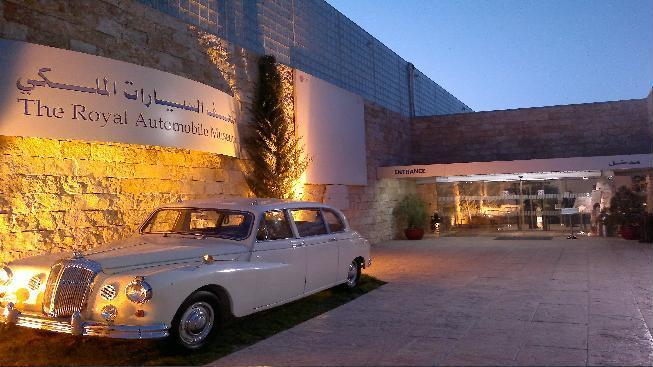
متحف السيارات الملكي
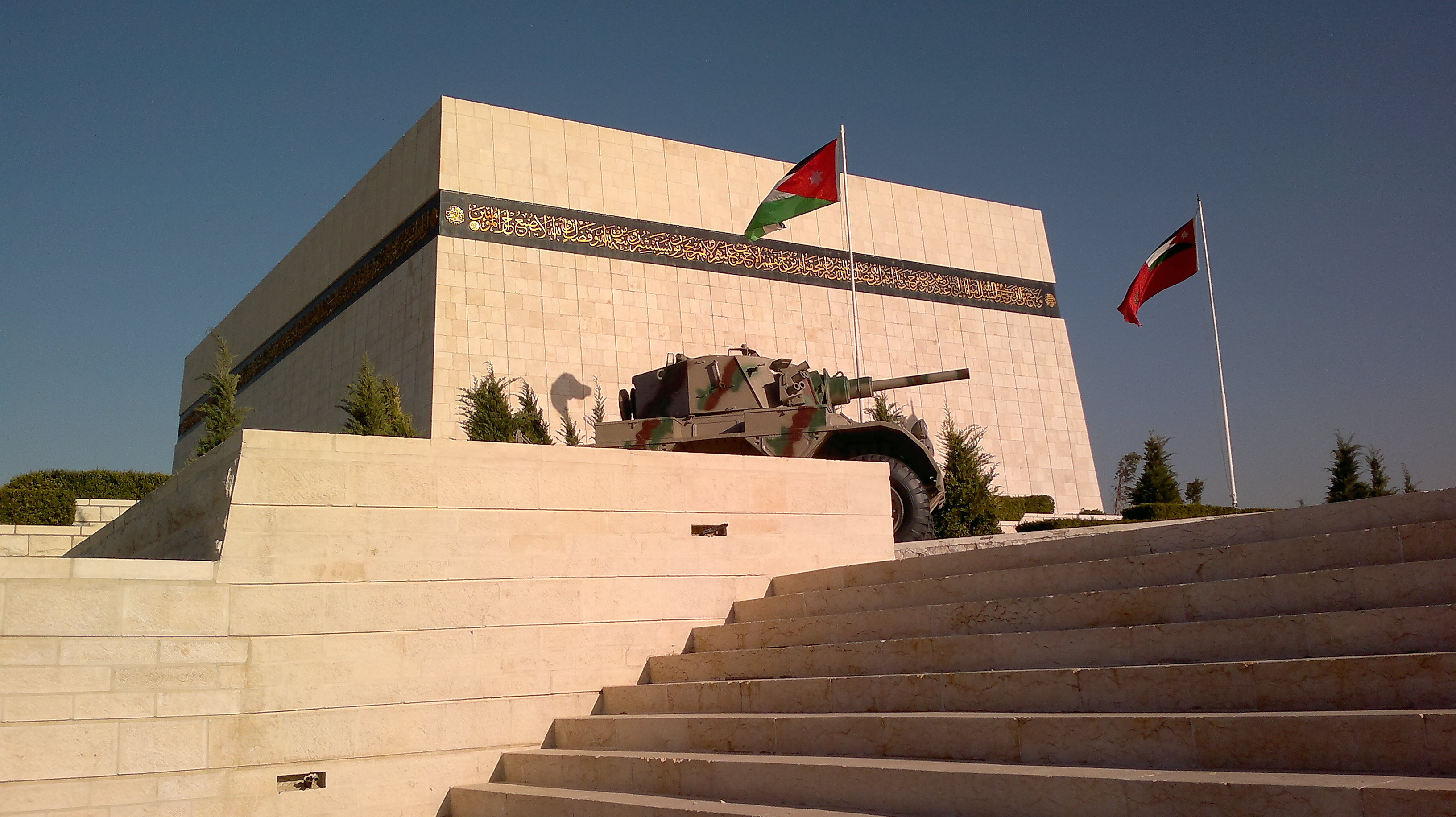
متحف صرح الشهيد
مسرح الأوديون الأثري
متحف الأطفال
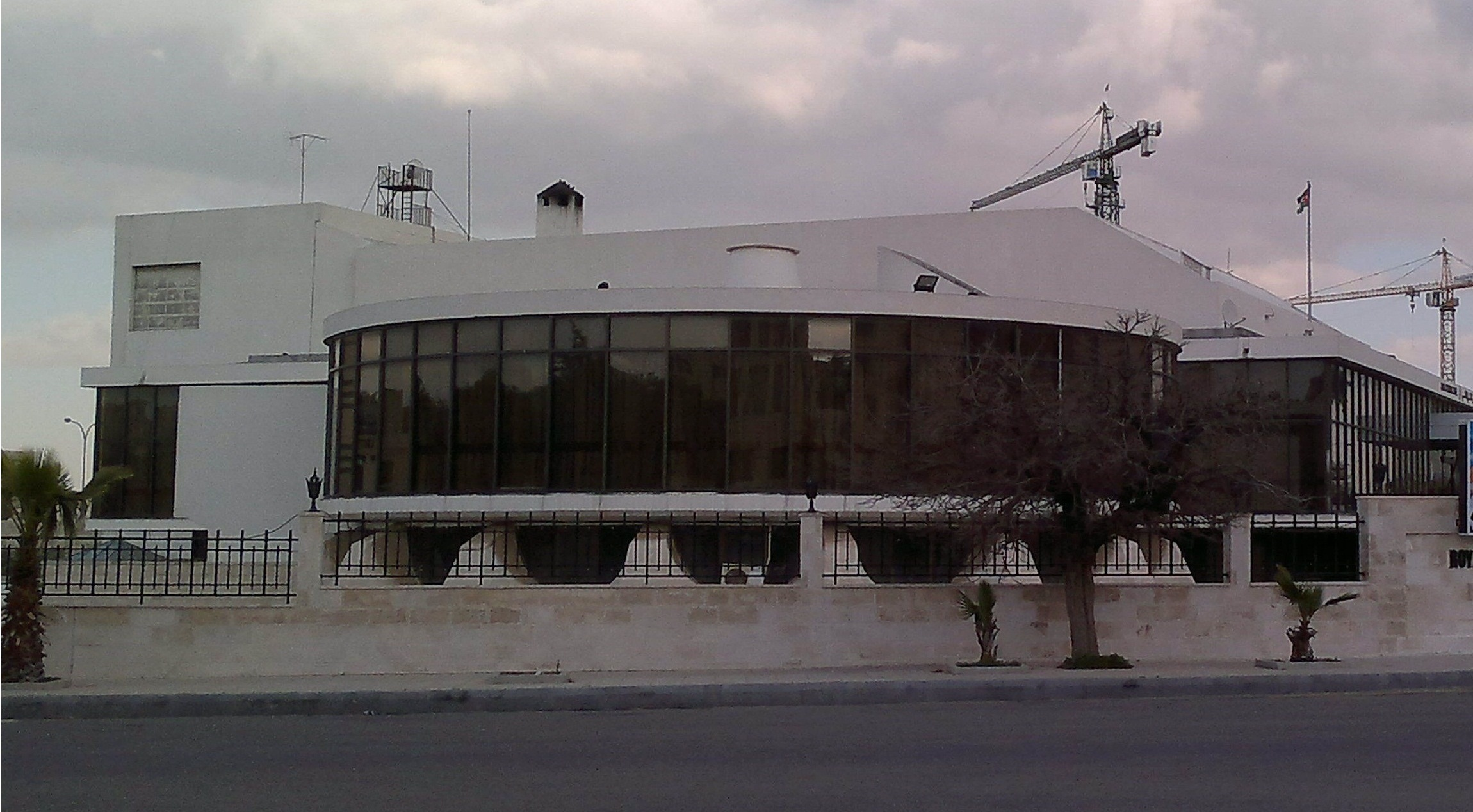
المركز الثقافي الملكي
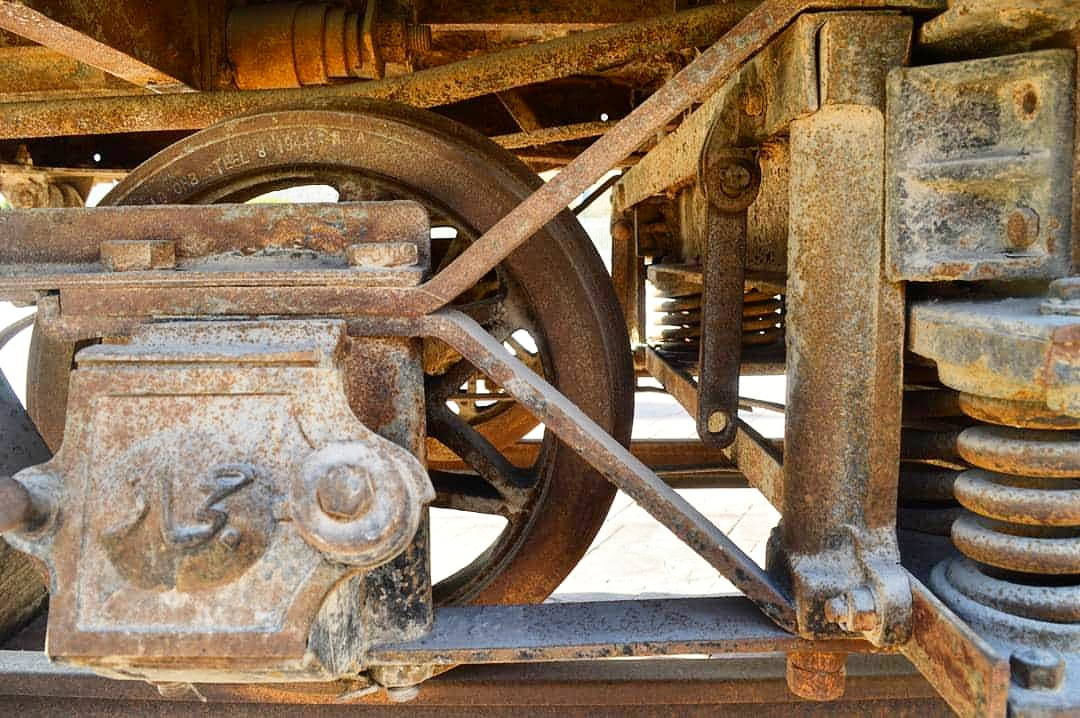
متحف الأردن
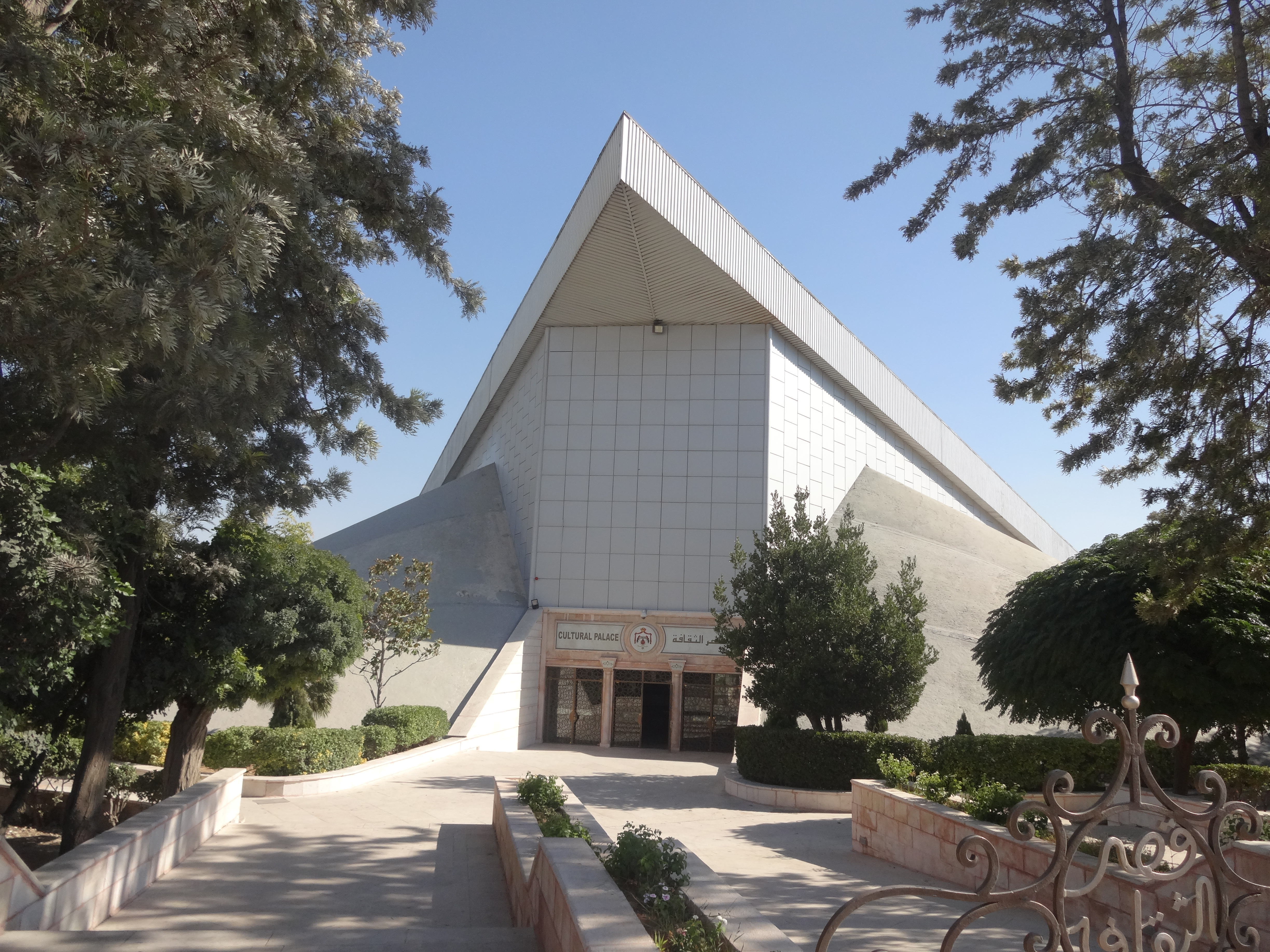
قصر الثقافة

## الإعلام
معظم الصحف الأردنية الكبرى ومراكز البث موجودة في عمّان. كما تُشكل المدينة مركزا إعلاميًا للصحفيين الدوليين الآتين لتغطية أخبار المنطقة المتجددة سواء في فلسطين، العراق وسوريا، أو في مناطق قريبة أخرى.
تأسست في عمّان عام 1969 وكالة الأنباء الأردنية، وهي وكالة الأنباء الرسمية في الأردن. كما تأسست المدينة الإعلامية الأردنية في عام 2001، وهي الأولى من نوعها في منطقة بلاد الشام، والتي يُؤمل منها أن تجعل من عمّان محورا رئيسيا لشبكات البث الفضائي. يوجد الآنالكثير من المحطات التي ترسل بثها منها. تحاول عمّان اليوم منافسة مدن أخرى ذات الخبرة والإمكانيات في مجال الإعلام مثل بيروت ودبي والقاهرة. وقد تأسس في 2003 الهيئة الملكية الأردنية للأفلام، وهي مؤسسة تقدم الدعم لإنتاج الأفلام والمسلسلات التلفزيونية في الأردن وتدريب الناشئة وصانعي الأفلام والمهنيين من الأردن والمنطقة في جميع مجالات السينما والإنتاج التلفزيوني. تقدم الهيئة برامج وورش تدريبية على مدار السنة، من أجل بناء صناعة أفلام حديثة ورائدة ذات مستوى عالمي في الأردن، بحيث يتمكن جميع صانعي الأفلام في الشرق الأوسط إنتاج أفلام بحرية جنباً إلى جنب أكثر فناني العالم موهبة.

## الاقتصاد

الوسط التجاري لعمّان ليلا.

كانت الليرة العثمانية هي العملة المتداولة في عمّان أثناء الحكم العثماني. استمر ذلك حتى أُنشئت إمارة شرق الأردن تحت وصاية الانتداب البريطاني، فتم استخدام الجنيه المصري بشكل مؤقت إلى أن أصدر الجنيه الفلسطيني عام 1927 حيث اعتمد في الدولة واستخدم حتى مطلع الخمسينيات من القرن الماضي، عندما صدر الدينار الأردني وصار هو العملة الرسمية. كما يُستخدم الدولار الأمريكي واليورو إلى جانب الدينار في عمليات البيع والشراء. ما زال سكان عمّان يستخدمون كلمة الليرة رغم تعاملهم بالدينار نتيجة للتأثر الطويل بالعثمانيين الذين حكموا بلاد الشام قرابة 4 قرون.

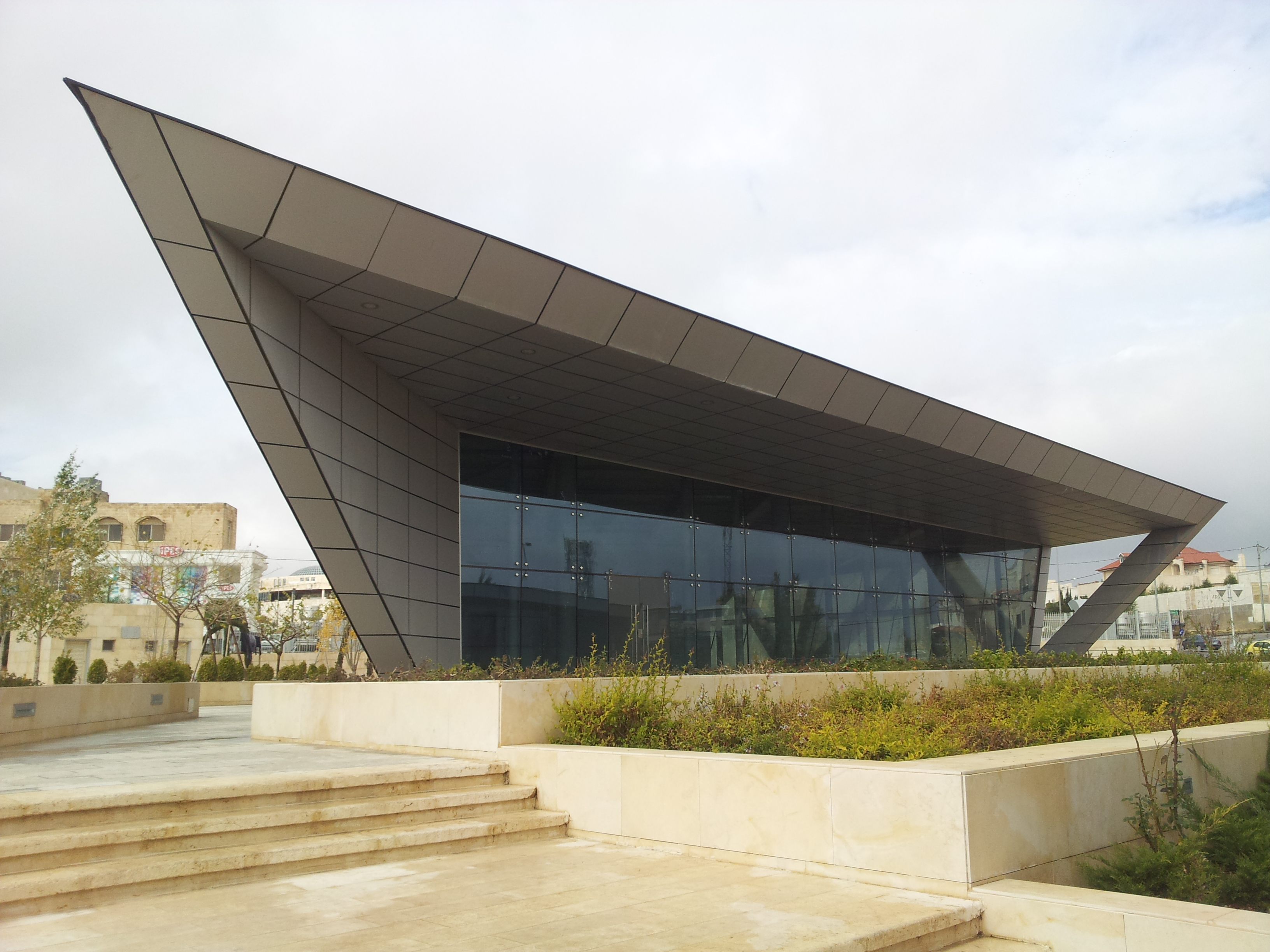
أحد فروع بنك الإسكان في عبدون.

تُعتبر عمّان اليوم مركزًا للحياة الاقتصادية في الأردن، الذي انتعش اقتصاده برجوع رؤوس الأموال والمستثمرين من الكويت والخليج سنة 1990 حيث بدأت خطط التنمية تلقى طريقها في المدينة من إنشاء مشاريع كثيرة. ويعتمد اقتصاد المدينة على قطاعات البناء والبنوك والتأمين والتجارة وبشكل كبير على قطاع السياحة والفندقة، بالإضافة للصناعات الغذائية والخفيفة والمتوسطة. تتخذ كبرى الشركات الأردنية وعدد من الشركات الإقليمية والعالمية في المنطقة من المدينة مقرا لها. كذلك يمتلك العديد من مواطني دول الخليج العربي وكبار أثرياء العرب عقارات وأعمال في عمّان الغربية. في العقدين الأخيرين قامت العديد من الشركات الخليجية والعربية والعالمية بالاستثمار في عمّان تتصدرها الشركات الكويتية.
احتلت عمّان في عام 2007 المرتبة الأولى بين المدن العربية من حيث غلاء المعيشة فيها - حسب «مجلة الإيكونومست البريطانية». حيث أن ارتفاع أسعار المساكن والعقارات والأراضي، إلى جانب ارتفاع أسعار النفط الذي أثر على كلف الإنتاج وزيادة قيمة المستوردات، عوامل ساهمت في تربع عمّان على صدارة قائمة أغلى المدن عربيا.

### بورصة عمان وغرفة تجارة عمّان
تأسست بورصة عمان في عام 1999 كمؤسسة مستقلة تُدار من قبل القطاع الخاص لمزاولة العمل كسوق منظم لتداول الأوراق المالية في المملكة. تقوم البورصة بتوفير أنظمة إلكترونية ووسائل ربط وقاعات مجهزة بالأدوات والوسائل التقنية الحديثة. ومراقبة عمليات التداول في السوق والتنسيق مع الهيئة في متابعة تلك العمليات. كما قامت بوضع معايير للسلوك المهني لضمان التزام أعضائها بمبادئ التداول السليم، كما تحرص على ضرورة النشر الفوري والصحيح للمعلومات لجميع المهتمين بنفس الوقت. أما غرفة تجارة عمّان تتكون من 12 عضوا منتخبين عن طريق الاقتراع الحر والمباشر من قبل أعضاء الهيئة العامة للغرفة البالغ عددهم حوالي 35,000 عضو، ومدة عضوية المجلس 4 سنوات، وتهدف الغرفة إلى قيادة القطاع التجاري نحو مستقبل أفضل للأعمال واقتصاد وطني حر.

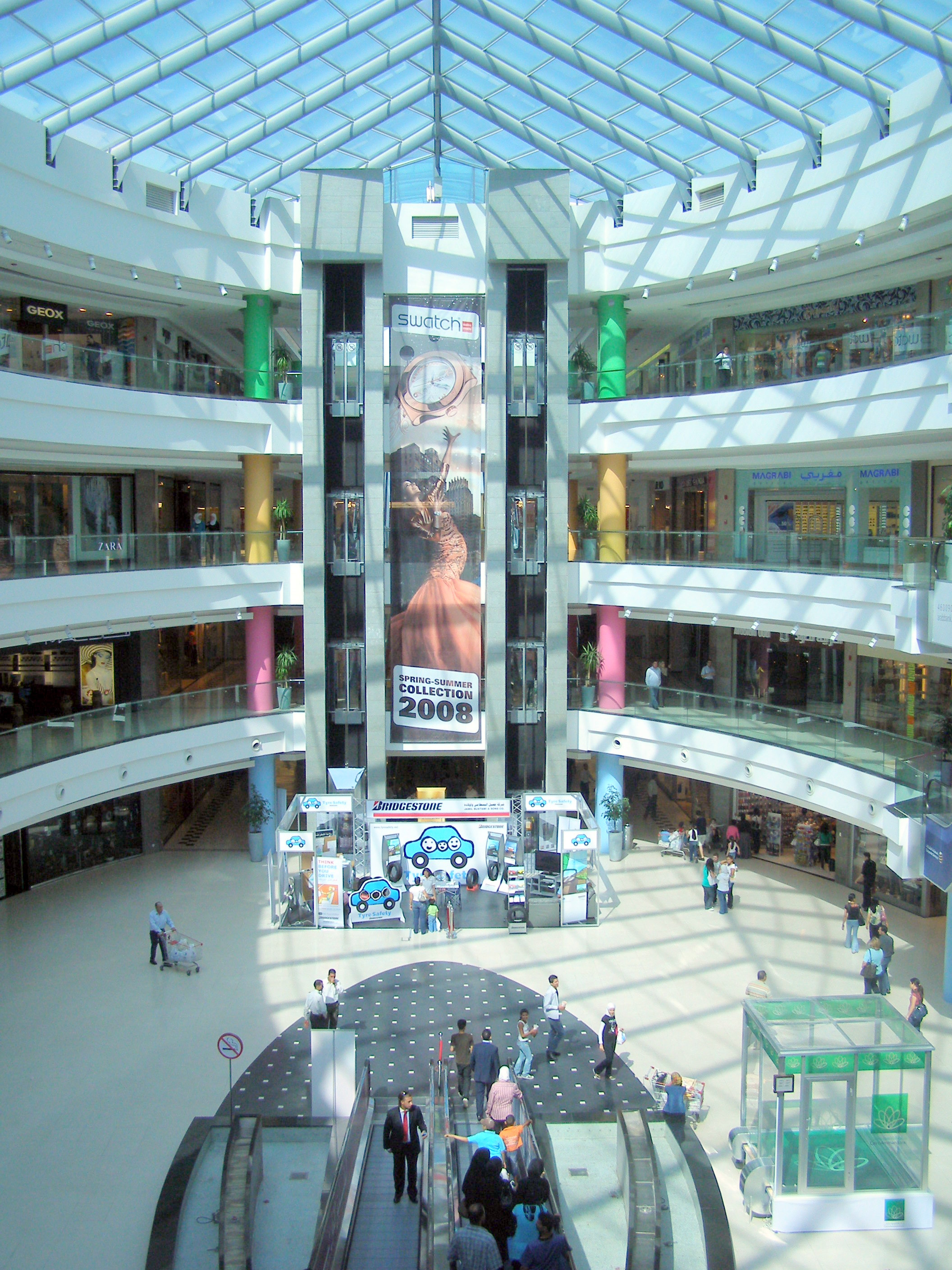
ستي مول، أحد أضخم مراكز التسوق في المملكة.

### الأسواق
ازدهرت حركة التجارة في عمان منذ القدم، ففيها عدة أسواق قديمة، وهي كالآتي: سوق السكر، وسوق البخارية، وسوق الجمعة، وسوق وادي السرور، وسوق الخضار، وسوق اليمنية، وسوق الحبوب، وسوق الحلال، وسوق الصاغة، وسوق السعادة، وسوق الأنتيكا، وسوق البناء الحديث. بالنسبة إلى سوق البخارية القديم، الذي نسج خيوط الحكاية لشيخ من بخاري قدم إلى عمان كغيره من التجار فأسس هذا السوق القديم في ساحة شرقي المسجد الحسيني الحالي عام 1934 وبقي السوق في موقعه إلى عام 1954 وبعدها نقل إلى عمارة فوزي المفتي في شارع الملك طلال مقابل المسجد الحسيني تتوزع عشرات المحلات التجارية حسب نوعية البضائع التي يبيعها السوق. ويمكن تصنيفها إلى محال لبيع أدوات ومستلزمات الحلاقين، وأدوات ومستلزمات الخياطة والتطريز، ومستلزمات مشاغل الخياطة والكلف، وهناك محال لبيع الإكسسوارات والمنسوجات والعطارة، ومحال لبيع العطور والبخورات.
وعلى الرغم من هذا التنوع التجاري لواقع العاصمة عمان بين الأسواق القديمة والمولات الحديثة والتي تختلف في الشكل والمحتوى تبقى ظاهرة انتشار البسطات بمختلف أنواعها ومحتوياتها موجودة في شوارع الأسواق داخل عمان.
ومن أكبر مراكز التسوق الحديثة في المدينة، ستي مول، مكة مول، تاج مول، عمّان مول، غاليريا مول.

### الصناعة

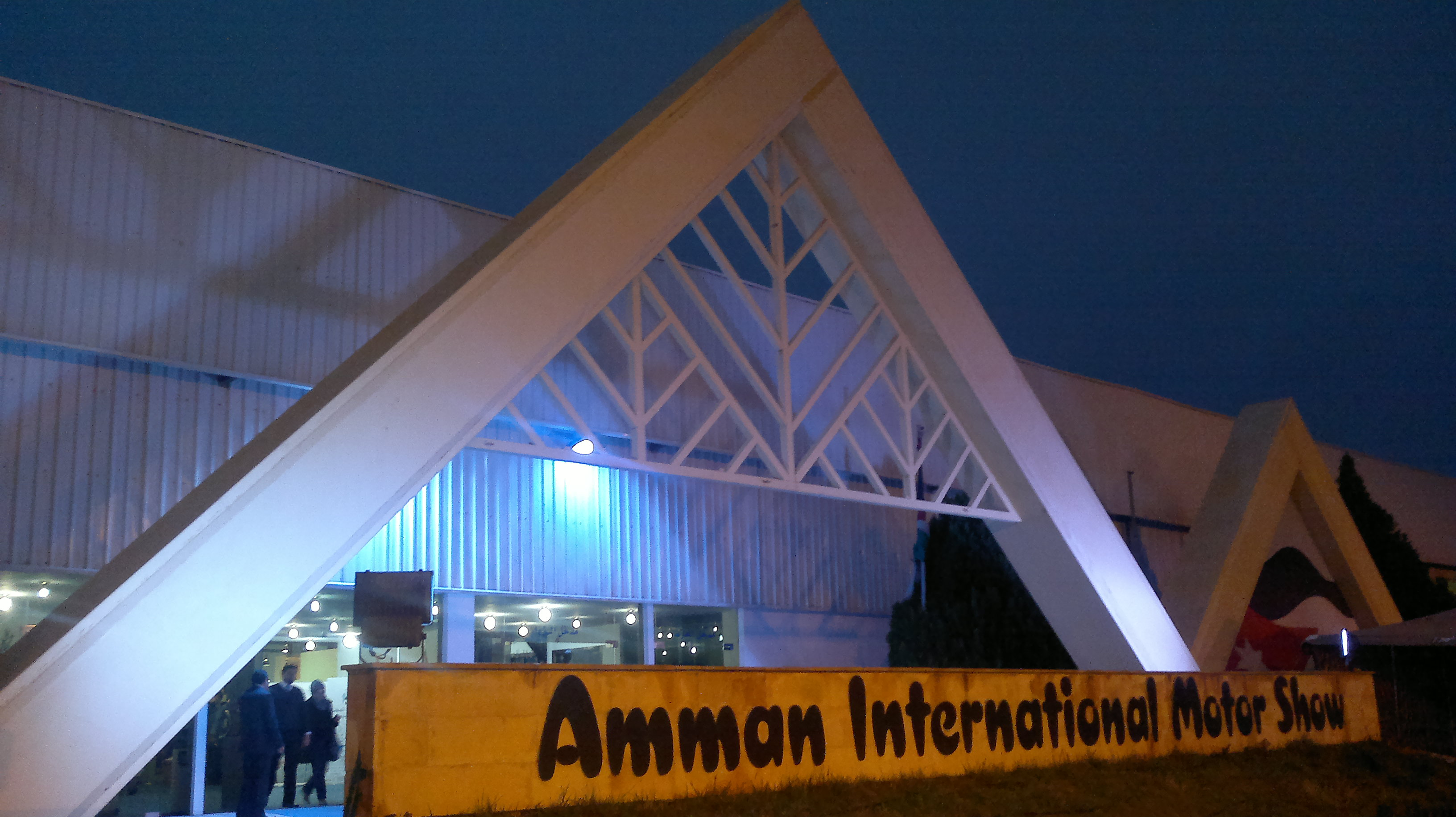
معرض عمّان للسيارات، تقام فيه معارض دولية للصناعات والإنشاءات على مدار السنة.

اتبعت أمانة عمان الكبرى بالتعاون مع وزارة الصناعة والتجارة المعايير في تحديد المناطق الصناعية. وعليه قامت أمانة عمان الكبرى بإجراء دراسة مكثفة وتحليل لخيارات المواقع الملائمة لتأهيلها لتكون المناطق الصناعية كالتالي:
- منطقة سحاب – وممر الموقر: تمّ تصنيف هذه المنطقة كمنطقة صناعات خفيفة ومتوسطة مع الأخذ بعين الاعتبار الصناعات القائمة حاليا في هذه المنطقة وتوفير بعد جغرافي عن المناطق السكنية في منطقة الموقر والنقيرة.[121]
- منطقة القسطل الصناعية: مع الأخذ بعين الاعتبار الوضع الصناعي الحالي في منطقة القسطل يأتي تحديد هذه المنطقة جنوب شرق طريق المطار حيث تم تصنيف هذه المنطقة للصناعات المتخصصة كصناعات الأبحاث والأعمال والتقنيات. أما بقية الأراضي في هذه المنطقة فقد تم تصنيفها صناعات خفيفة ومتوسطة لتكون مساندة للصناعات المتخصصة في نفس المنطقة وأيضا تسمح هذه المنطقة بتوفير مناطق جغرافية واسعة للمد الصناعي.[121]
- منطقة الجيزة الصناعية: تمّ تحديد المنطقة جنوبي الجيزة كمنطقة صناعات متوسطة وخفيفة مع الأخذ بعين الاعتبار الصناعات القائمة حاليا في تلك المنطقة. حيث ستكون هذه المنطقة منطقة جذب للعمالة بسبب المشاريع السكنية التي ستقام بالقرب منها، كمشروع تعمير للإسكان.[121]

هذا وتوجد عدة مناطق صناعية، تحوي على عدد من الوكالات وكثير من محلات تصليح السيارات، متوزعة على أطراف العاصمة، كما في البيادر إلى الجنوب الغربي، وصافوط إلى الشمال الغربي، وماركا إلى الشمال الشرقي، ووادي الرمم إلى الشرق، والوحدات إلى الجنوب من المدينة.

### الزراعة

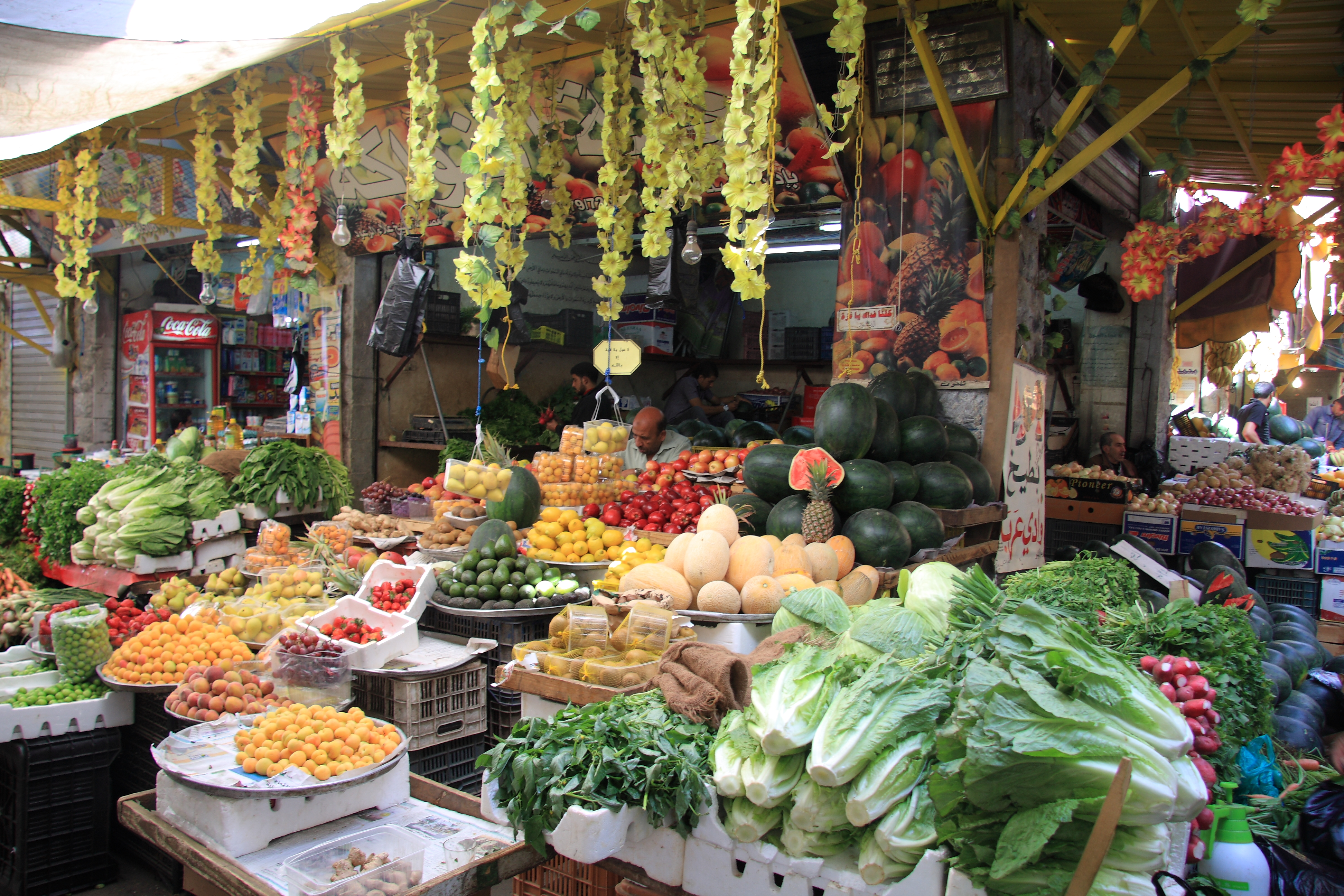
أحد أسواق الخضار الشعبية في عمّان التي يُطلق عليها اسم "الحِسْبة".

اشتهرت مدينة عمان بانتمائها إلى منطقة خصبة وافرة الغلال، فقد وصفتها المصادر القديمة ومنها التوراة بكثرة المياه «مدينة المياه»، كما أن الجغرافيين والمؤرخين العرب نعتوا منطقة عمان بالخصب والنماء وكثرة الغلات. ومما اشتهرت به عمان: الحبوب الكثيرة خصوصاً القمح، فوصفت بأنها معدن الحبوب، حتى ضرب المثل بجودة حنطتها، وقد رأينا أنها والصلت كانت تزود القدس وبعض المدن الفلسطينية بالقمح بعدما حررها صلاح الدين من الصليبيين، فاشترط صلاح الدين على أخيه - التي كانت ضمن أقطاعه بأن يرسل القمح ففعل.
واشتهرت عمان أيضا بالخراف الجيدة السمينة والعسل اللذيذ وانتشرت حولها كروم الأعناب العديد التي استخرجوا منها الخمور وعملوا منها الزبيب، وكذلك أشجار التين الكثيرة ومنها عملوا القطين، التين المجفف، كما اشتهرت بالفواكه الكثيرة وأشجار البطم وغيره.
وقد وصفت منطقة البلقاء في العصور الوسطى بأنها ذات قرى ومزارع وارضها زكية طيبة حتى إن قراها بلغت نيفاً وثلاثمائة قرية، أما مزارعها فهي واسعة منتشرة نذكر منها مزرعة لأبي سفيان زعيم قريش، وأخرى ليوسف بن عمرو والي العراق. كذلك اشتهرت جادية إحدى قرى البلقاء بزراعة الزعفران - الورس- وكانت له أهميته إذ ذاك لاستعماله في الصباغة وصدر للخارج لان الأوروبيين كانوا يستعملونه كدواء أيضاً. كما صدرت عمان نبات الرواند، وهو عبارة عن عروق خشبية مستديرة في غلظ الأصابع وسمي الروابد الشامي أو رواند الدواب لان البياطرة يسقونه للدواب إذا احترت اكبادها. وهو غير الرواند الصيني الذي يشبه القلقاس ويستعمل في علاج الإنسان، كاوجاع الكبد والكلى والمغص.
أما نهرها الصغير الذي ذكره الجغرافيون، فقد اقيمت عليه في العصور المختلفة الحمامات لخدمة سكانها، وفي خارجها أقيمت عليه الارحية لطحن الدقيق وكانت هذه الرحية تخدم سكان القرى المجاورة فيقصدون عمان من اجل طحن دقيقهم هذا بالإضافة إلى الزراعات والخضر المختلفة التي تقوم على ضفافه لخدمة سكان المدينة العريقة.

## السياحة

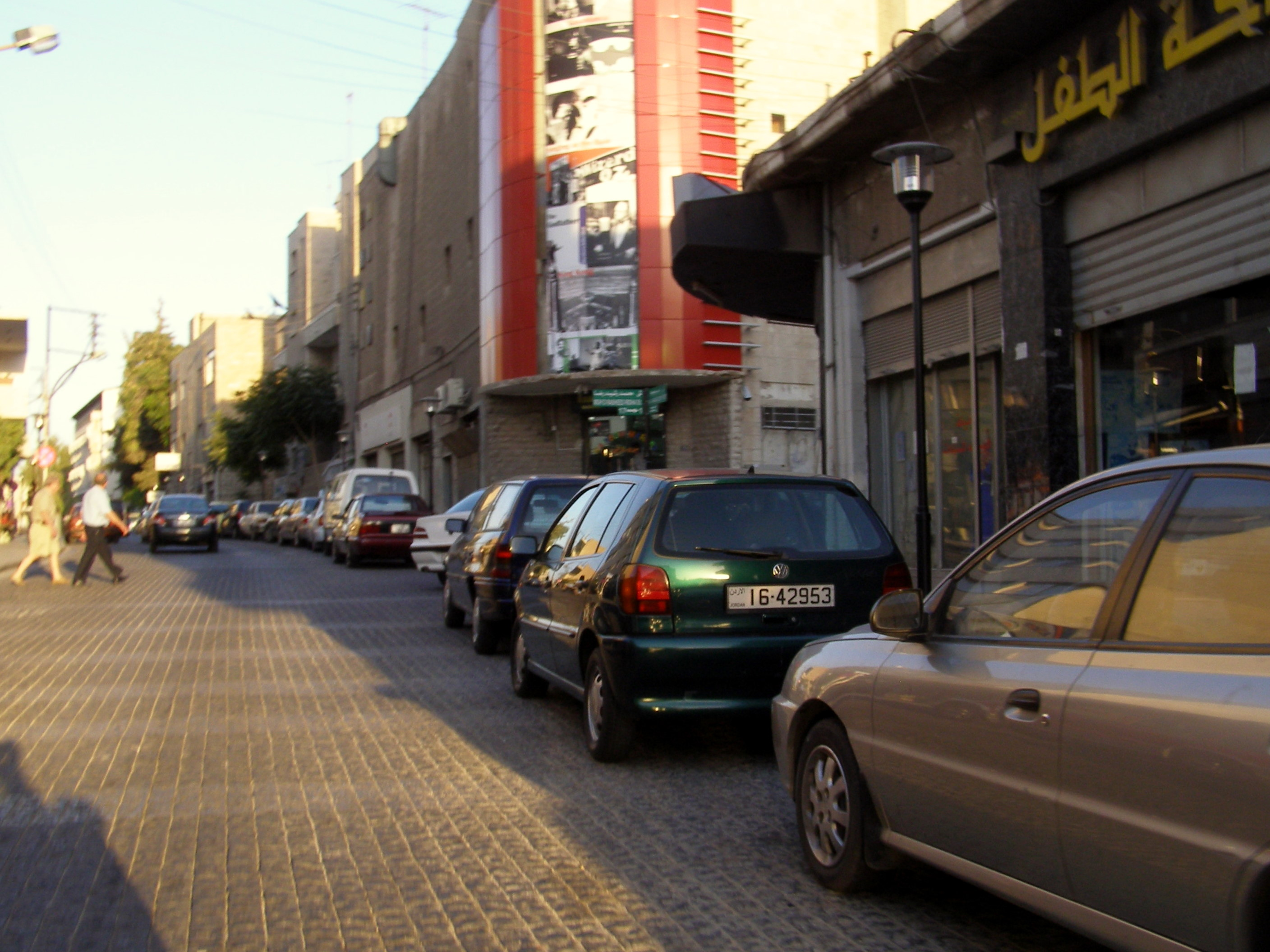
سينما الرينبو، الواقعة على شارع الرينبو.

شارع زهران، تقع عليه كثير من الفنادق الكبرى.

تشهد عمّان في فصل الصيف ازديادًا كبيرًا في عدد السيّاح، وخصوصًا من الدول العربية. حيث يساعد المناخ المتوسطي المعتدل في جذب هذه الفئة، بالإضافة إلى إقامة العديد من المهرجانات الثقافية والنشاطات الفنية المختلفة. ويوجد عدد لابأس به من الأماكن لزيارتها في المدينة كالمناطق السياحية والمصايف وأماكن الترفيه، بالإضافة إلى المواقع التاريخية الهامة التي تحكي قصة المدينة، وأهمها المدرج الروماني وقلعة عمّان ورجم الملفوف العمّوني. كما تحوي المدينة الكثير من المطاعم والمقاهي التي تقدم الأطعمة الشرقية والغربية خاصة تلك التي تقع في أطراف العاصمة وخارجها وسط الغابات والأشجار الحرجية كجبال عجلون ودبين ومرتفعات الرمان وتحتوي معظم هذه المطاعم والمتنزهات على ملاعب للأطفال أو برك للسباحة مما يجعلها متعة حقيقية لجميع أفراد الأسرة. وتنتشر في عمان والمدن الأردنية الأخرى أسواق الحرف والصناعة التقليدية من المنسوجات والمطرزات والأزياء والحلي والمجوهرات والخزفيات والزجاج كما تتوفر مراكز التسوق الكبيرة التي تحتوي على المحلات التجارية المتعددة وتعرض الملابس الحديثة لدور الأزياء العالمية.

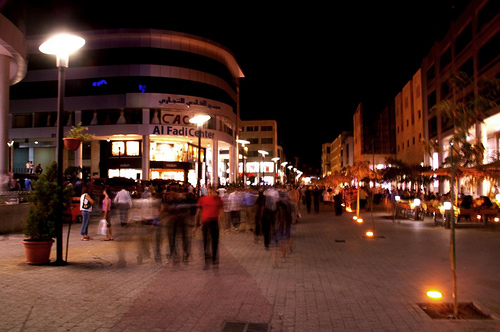
شارع الوكالات في الصويفية.

يقع في عمّان الكثير من النوادي الرياضية المتخصصة كنوادي ركوب الخيل والسباحة والنوادي الصحية التي يستطيع الزائر قضاء وقت مفيد وممتع فيها كما تقام أثناء فصل الصيف نواد صيفية متعددة الغايات المغامرات والغطس والسباحة والكمبيوتر يشارك فيها الأطفال والشباب العرب الزوار إلى جانب الأردنيين لممارسة رياضاتهم المختلفة. كما تنتشر المدن الترويحية والمتنزهات والحدائق العامة وصالات ألعاب تسلية الأطفال.
من أهم المناطق التي يرتادها السياح، مناطق شارع الثقافة وعبدون وشارع الوكالات وسوق الصويفية وسوق الرابية وشارع مكة وشارع المدينة المنورة وشارع الجامعة الأردنية وسوق جبل اللويبدة وشارع الرينبو وسوق جبل الحسين وسوق أم أذينة، ومناطق وسط البلد بطبيعة الحال. وتحوي هذه المناطق على جملة من المطاعم والمقاهي المتنوعة ذات الطابع الشرقي والغربي، فبالإضافة للمطاعم الأردنية، يمكن للسائح أن يرى العديد من المطاعم اللبنانية والإيطالية والفرنسية والتركية والصينية والهندية ومطاعم الوجبات السريعة الأمريكية ومطاعم عراقية ويمنية وخليجية أخرى.
شهدت عمّان في 9 تشرين الثاني/ نوفمبر 2005 فيما يعرف شعبيًا بيوم «الأربعاء الأسود» الذي مثّل ضربة عنيفة للسياحة في المدينة والبلاد بشكل عام، حيث أدت عدة عمليات انتحارية إرهابية إلى تفجير بتفجير ثلاثة من فنادقها، قُتل فيها ثلاثة من المهاجمين وألقي القبض على الرابع وهي سيدة. أودت الانفجارات بحياة 65 من المدنيين، ومنهم المخرج السوري مصطفى العقاد وابنته، وإصابة الكثيرين بجروج، مما أثر إلى حد كبير على سكانها ووفود السياح إليها ولكنها بتشديد الأمن واتخاذ الإجراءات المناسبة سرعان ما استعادت وضعها السابق حيث أخذت تستقبل الزائرين طوال العام وخاصة في فصل الصيف عند عودة المغتربين وزيارة السائحين والمصطافين وزيادة الفعاليات الترفيهية والثقافية كمهرجان جرش سابقا ومهرجان الأردن حاليا  ومهرجان صيف عمان.

### الفنادق
يوجد في عمّان ما لا يقل عن 36 فندق من فئة الأربعة والخمسة نجوم معظمها أنشئ في عمان الغربية،  والعديد منها يتبع سلسلة فنادق عالمية مثل فندق إنتركونتيننتال الأردن والفور سيزنز  والميريديان  والغراند حياة والراديسون ساس  والشيراتون. ويتميز فندق الرويال في عمّان بعمارته الفريدة، إذ يظهر في أفق المدينة وكأنه قلعة تعلو جبل عمان.

### المعالم الأثرية

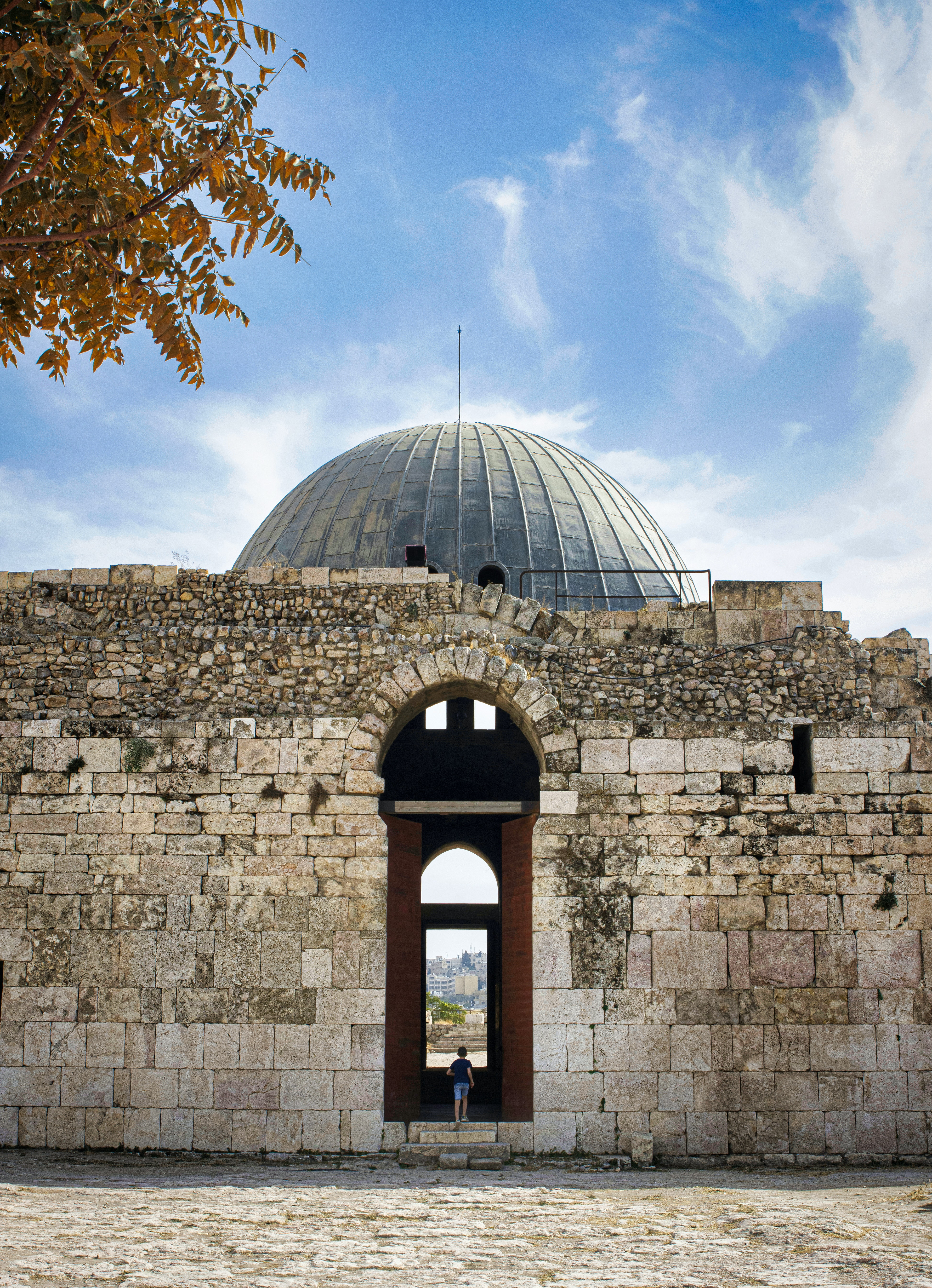
قلعة عمّان والقصر الأموي، حيث تجد آثارا من عصور مختلفة منذ الآف السنين. وفي الخلفية المدرج الروماني.

وتتمتع عمّان بثروة من المعالم الأثرية الشهيرة ما زالت شاهدة على حضارات قديمة استوطنت المدينة، فعلى جبل القلعة الذي يعلو المدينة القديمة يرتفع «هيكل هرقل» الذي بناه الرومان في القرن الثاني الميلادي على بقايا معبد عموني قديم، إلى جانب متحف الآثار الذي يحتوي على معروضات عديدة من مختلف الحضارات وأدوات تمثل حياة الإنسان في هذه العهود القديمة. وفي وسط المدينة يقع سبيل الحوريات، وعلى مقربة من السبيل ينتصب المدرج الروماني الكبير الذي يتسع لخمسة آلاف متفرج، وغيرها من المعالم التي تُستغل حتى اليوم في فعاليات ثقافية وفنية عديدة، وهي من المراكز التي يستغلها مهرجان الأردن وينظم فيها فعالياته:
| المدرج الروماني               | سبيل الحوريات                   | آثار عين غزال          | كهف أهل الكهف              |
| جبل القلعة والقصر الأموي عليه | الساحة الرومانية في وسط المدينة | قصر عراق الأمير        | الرجم الملفوف في وادي صقرة |
| المسجد الحسيني                | مقام بلال بن رباح               | مقام عبد الرحمن بن عوف | متحف الآثار الأردني        |
| محطة عمان والجسور العشرة      | قصر رغدان                       | قصر البلبيسي           | الساحة الهاشمية            |

### منتزهات وأماكن ترفيهية ورياضية
رُوعي في التخطيط المدني للمدينة تنوّع الأماكن الترفيهية في نوعيتها وأماكن وجودها، وهناك محاولات حثيثة لزيادتها. ومعظم الجديد منها ينشأ على أطراف المدينة على جانبي الطريق الدائري لتسهيل الوصول إليها.
| مدينة الحسين الرياضية   | حدائق الملك عبد الله   | القرية العالمية (عمان) | حلبة سباق رالي المطار |
| منتزه عمان القومي       | غابة ملك مملكة البحرين | المدينة المائية        | حدائق الملكة رانيا    |
| حدائق الحسين            | النادي الأرثوذكسي      | نادي الجواد العربي     | نادي ديونز            |
| مدينة الجبيهة الترويحية | نادي السباق الملكي     | النادي الأهلي          | ستاد الملك عبد الله   |

### السياحة الطبية
تصل عوائد السياحة الطبية إلى 700 مليون دولار أمريكي في العام، حسب تصريحات البنك الدولي فالأردن هي الأولى في المنطقة والخامسة على مستوى العالم في هذا المجال. هناك عدد من المستشفيات الحكومية والخاصة في عمّان، التي يرتادها المرضى العرب من دول الخليج العربي والعراق واليمن ودول المغرب العربي. وأن ما يجذب المرضى هو إجراءات تخفيض الأسعار والجودة العالية عن العلاج في أوروبا والولايات المتحدة الأمريكية. والساحة الطبية في عمّان تتميز بمهارة وخبرة متميزة في مجال أمراض وجراحة القلب وكذلك تطبيق الكثير من الجراحات الدقيقة فيما يخص العيون والكلى والرئتين.

## الصحة

### المستشفيات
شهدت عمّان مع تأسيس إمارة شرق الأردن في بداية العشرينات من القرن العشرين، نهضة طبية تمثلت بتأسيس عدد من المستشفيات الحكومية، التي كان أولها مستشفى البلدية ثم المستشفى الحكومي عام 1926. ثم تلى تلك الفترة تأسيس المستشفيات الخاصة، كان أولها مستشفى ملحس في جبل عمّان، وتحديًدا عام 1944. وظلت عمّان تطور من بنيتها التحتية الطبية خلال العقود اللاحقة، حيث تم تشييد مدينة الحسين الطبية عام 1973، والتي تُعد أول مدينة طبية عربية.
كما شهدت الخدمات الصحية في فترة التسعينات، توسعًا كميًا ونوعيًا على كافة الأصعدة والقطاعات الطبية العاملة في هذا المجال الحكومي منه والقطاع الخاص. فقد شهد القطاع الخاص بعد عام 1990 نموًا مضطردًا في عدد المستشفيات كان أهمها المستشفى التخصصي ومستشفى الأردن ومستشفى الاستقلال ومستشفى الإسراء ومستشفى الأمير حمزة، وغيرها الكثير من المستشفيات التي حصلت على الاعتمادية الدولية من منظمة الصحة العالمية.
غير أن أهم تلك الإنجازات تمثل بتشييد مركز عالمي متخصص بمعالجة مرض السرطان، هو مركز الحسين للسرطان، الذي تم تأسيسه عام 1997،  ليكون أول مركز متخصص في علاج السرطان يحصل على الاعتماد الخاص بأمراض السرطان خارج الولايات المتحدة الاميركية.

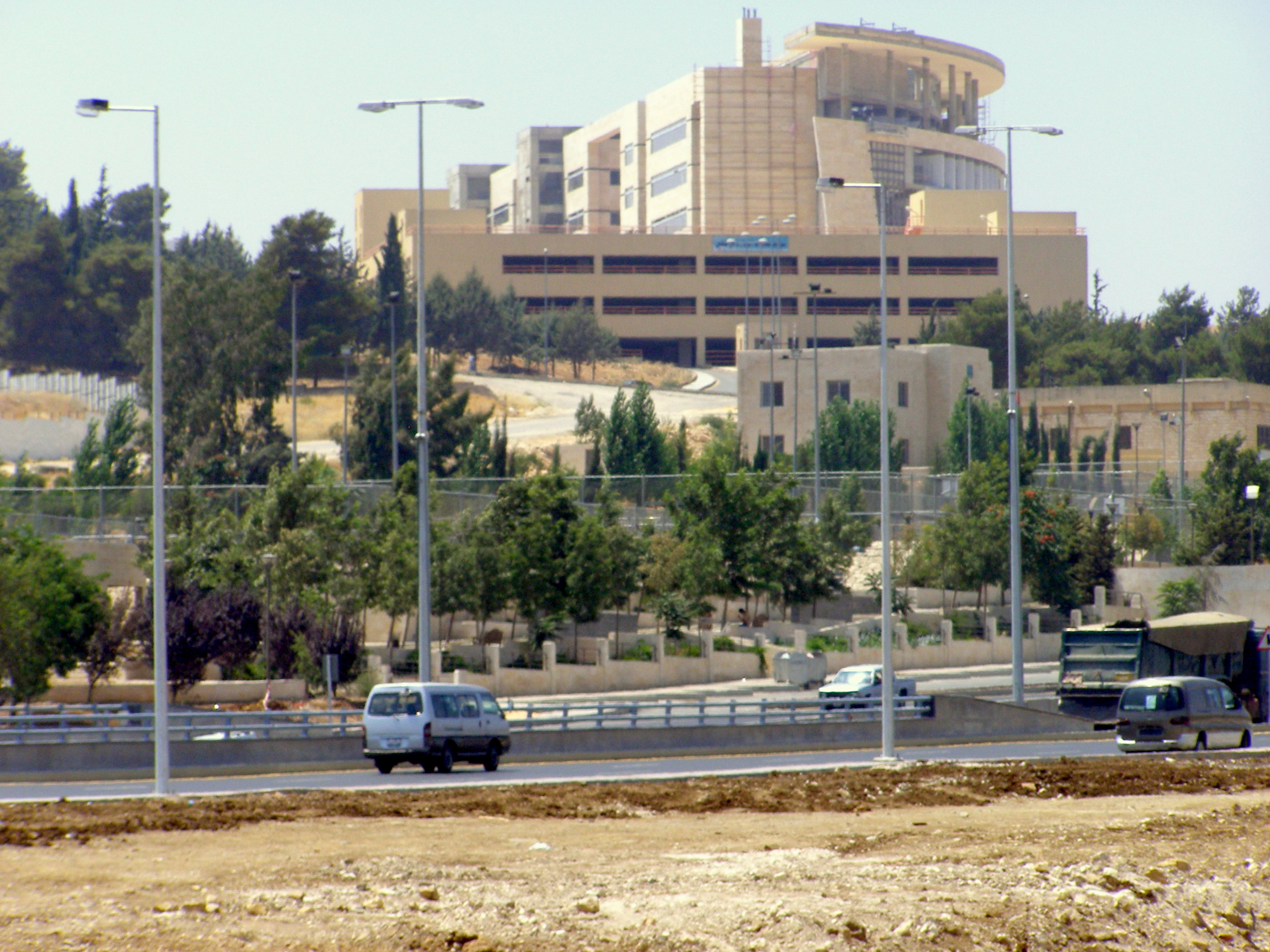
المدينة الطبية في دابوق.

الجدول التالي يظهر أهم المستشفيات الموجودة في عمّان:
| مدينة الحسين الطبية | المركز العربي لجراحة القلب | مستشفى الأردن         | مستشفى الجامعة الأردنية   | مستشفى الخالدي          |
| المستشفى الإسلامي   | مستشفى الإسراء             | مستشفى فرح للولادة    | المستشفى التخصصي          | مستشفى الملكة علياء     |
| مستشفى ابن الهيثم   | مستشفى لوزميلا             | مستشفى العيون التخصصي | مستشفى الملكة زين الشرف   | مستشفى البشير           |
| المستشفى الاستشاري  | مركز الحسين للسرطان        | مستشفى الأمير حمزة    | وعدد من العيادات الحكومية | وعدد من العيادات الخاصة |

## التعليم والتعليم العالي
تعود بدايات التعليم في مدينة عمّان إلى فترة الحرب العالمية الأولى، وتحديدا عام 1916، عند افتتاح مدرسة دار النجاح، والتي كان موقعها خلف المسجد الحسيني الكبير، كان التعليم في المدرسة باللغة التركية ما عدا درس الدين الذي كان يدرس باللغة العربية، وكان يطلق على المدرسة اسم آخر أكثر استعمالا وشيوعا وهو «المكتب الحربي» لأن الخريجين كانوا يتأهلون للالتحاق بالكلية الحربية في الآستانية - إسطنبول.
شهدت المدينة خلال حقبة الخمسينات والستينات من القرن الفائت طفرة نوعية في مجال التعليم ومن ثم التعليم العالي، بتأسيس الجامعة الأردنية. كما أن هذه الطفرة قد زادت بشكل ملحوظ في عقدي الثمانينات والتسعينات، وقد شهد قطاع التعليم الخاص ازدهارا ملحوظا حيث كانت عمّان هي السباقة فيه في منطقة الشرق الأوسط.

### كليات ومدارس
في يوليو / تموز 2003، أطلقت الحكومة الأردنية برنامجا طموحا في منطقة الشرق الأوسط وشمال أفريقيا كلها، وهو برنامج إصلاح التعليم من أجل الاقتصاد القائم على المعرفة وهو برنامج متعدد المانحين مدته عشر سنوات، وقدم البنك الدولي لهذا البرنامج 120 مليون دولار أمريكي. وسعى البرنامج إلى إعادة توجيه السياسات والبرامج التعليمية بما يتماشى مع حاجات اقتصاد قائم على المعرفة، وتحسين بيئة التعليم المادية في معظم المدارس، وتشجيع التعليم في سنوات الطفولة المبكرة. وامتدت المرحلة الأولى للبرنامج من 2003 إلى 2009 واختتمت في يونيو/حزيران 2009.
والمدارس في عمّان إما عامة أو خاصة. ويخدم قطاع التعليم الخاص أكثر من 31.14 في المائة من الطلبة في عمان. ولا يزال هذا القطاع يتحمل ضرائب باهظة تصل إلى 25 في المائة، مع أنه يتحمل عبئا كبيرا عن كاهل حكومة المملكة، الأمر الذي يجعل الرسوم الدراسية مرتفعة نسبيا، إذ تبدأ من 1000 دولار وتصل إلى 7000 دولار، وتعتبر قيمة رسوم التعليم الخاص مرتفعة للغاية عند مقارنتها بدخل الأسر في المتوسط.
من أشهر مدارس المدينة؛ الكلية العلمية الإسلامية، مدارس المطران، مدرسة الفرير، مدرسة راهبات الوردية، كلية الحسين، مدرسة راهبات الناصرة، المدارس العمرية، مدرسة اليوبيل، مدرسة البطريركية اللاتينية وغيرها الكثير.
يشار بالذكر إلى أنه مبادرة التعليم في الأردن قد حصلت في الآونة الأخيرة على جائزة اليونسكو لاستخدام تكنولوجيا المعلومات والاتصالات في التعليم. ويستند هذا المشروع التعليمي الرائد في مدارس الأردن على الاستفادة من قوة المعلومات والتكنولوجيا من خلال طرق تدريس مجربة لتغيير بيئة التعلم في المدارس.
بالإضافة إلى ذلك توجد العديد من الكليّات الخاصة والمعاهد التي تمنح شهادات الدبلوم في معظم التخصصات:
مثل كلية القدس، الأكاديمية العربية للعلوم المالية والمصرفية، كلية طلال أبوغزاله لإدارة الأعمال، الكلية الجامعية المتوسطة والأكاديمية الملكية للطيران وكليات أخرى.

### جامعات

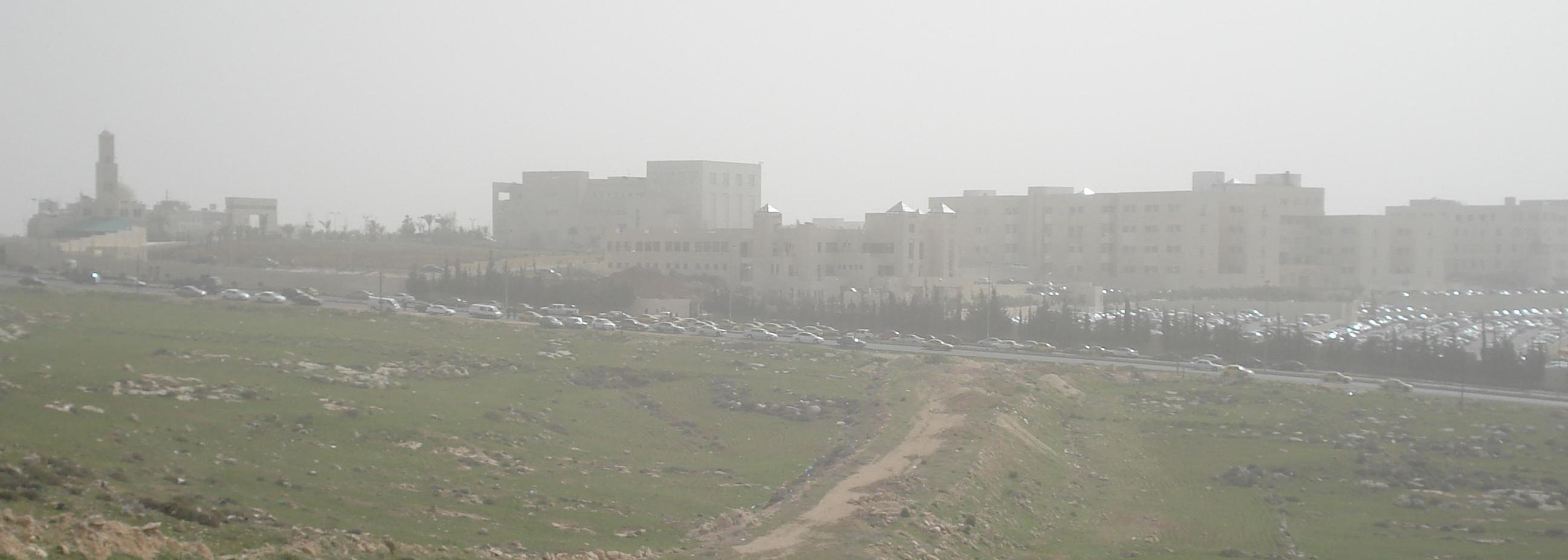
جامعة العلوم التطبيقية، أول جامعة خاصة في عمّان.

حاويات لتدوير الورق أمام قسم هندسة العمارة في الجامعة الأردنية.

بالنسبة للتعليم العالي، أو الجامعي، فتشمل عمّان عدد كبير من الجامعات قياسا لعدد السكان بالمدينة سواء على المستوى الخاص أو الحكومي، مثل الجامعة الأردنية، جامعة العلوم التطبيقية، جامعة البتراء، الجامعة الألمانية الأردنية، جامعة الأميرة سمية للتكنولوجيا، جامعة الزيتونة، جامعة الإسراء، جامعة العلوم الإسلامية العالمية، جامعة الشرق الأوسط، بعض كليات جامعة البلقاء التطبيقية، وجامعات أخرى.
يُقبل الحائزين على شهادة الثانوية العامة في الجامعات الحكومية أو الخاصة أو الكليّات. تطبق معظم الجامعات في عمّان والأردن بشكل عام النموذج الأمريكي الجامعي القائم على نظام الساعات (بالإنجليزية: Credit Hours) الذي يمنح الطلبة المرونة لاختيار عدد الساعات وأوقات الدوام الصباحي أو المسائي. هنالك جامعتان حكوميتان مرتبطة بجامعات في الولايات المتحدة والمملكة المتحدة. هنالك أيضا أكثر من 5 جامعات خاصة مُعترف بها على مستوى الدول العربية، وبعض الجامعات الأجنبية كجامعة نيويورك والجامعة الألمانية الأردنية. تستقطب الجامعات الأردنية في عمّان وغيرها من المدن الأردنية كل عام عدد كبير من الطلبة الاجانب العرب وغير العرب.

### البحث العلمي
لدى الأردن أكبر عدد من الباحثين في مجال البحوث والتطوير لكل مليون شخص بين كل البلدان السبعة والخمسين الأعضاء في منظمة التعاون الإسلامي (OIC) وهو من أعلى المعدلات في العالم حيث يوجد في الأردن 8060 باحث لكل مليون شخص، بينما المتوسط العالمي يبلغ 2532، والمتوسط في الاتحاد الأوروبي يبلغ 6494، في حين أن المتوسط في البلدان الأعضاء في منظمة التعاون الإسلامي يبلغ 649 باحث لكل مليون شخص.
وتحوي عمّان على كثير من المراكز العريقة في مجال البحث العلمي بجميع فروعه، ومن أهم تلك المراكز؛ الجمعية العلمية الملكية (المؤسسة عام 1970)، التي تهدف إلى تطوير التعاون العلمي والتكنولوجي مع مؤسسات مماثلة في جميع أنحاء العالم.
كذلك بالنسبة للمركز الجغرافي الملكي الأردني، حيث يعتبر هذا المركز (المؤسس عام 1975) من المراكز المتقدمة على الصعيدين الإقليمي والدولي في مجال العلوم المساحية وإنتاج الخرائط والدراسات والأبحاث التطبيقية المستندة إلى معطيات الصور الفضائية والجوية. عمل المركز منذ إنشائه على توفير الكفاءات المدربة في مجال المساحة والخرائط وما يتعلق بهما من علوم كالاستشعار عن بعد والخرائط الرقمية والجيوديزيا الفضائية، وتم ذلك من خلال التأهيل خارج المملكة في الدول المتقدمة، وداخل المملكة في كلية المركز الجغرافي الملكي الأردني للعلوم المساحية، والتي لم يقتصر التدريب فيها على الأردنيين، بل شمل العديد من أبناء الدول العربية الأخرى.
كما أن هناك كثير من الجمعيات والمراكز الأخرى المهتمة بمجالات مختلفة، منها الطب والطاقة والهندسة والفنون وغيرها.

## الرياضة
تعد عمّان من أكثر المدن العربية في آسيا اهتماما بالشباب والرياضة بشكل عام، ويتجلى ذلك في عدد المجمعات والمدن الرياضية المخصصة للشباب، مما أثر إيجابا على مشاركات الأردن في بطولات عربية وإقليمية ودولية كثيرة وخاصة على مستوى كرة القدم وكرة السلة، اللتان تلقيا إقبالا واهتماما كبيرا من قبل الشباب الأردني. كذلك ألعاب الدفاع عن النفس والسباحة وكرة التنس واليد والفروسية كلها ألعاب يقبل عليها الشباب في هذه المدينة بشغف. كما ساهم المجلس الأعلى للشباب بتنمية قدرات الشباب من جميع النواحي الحياتيه عن طريق نشر مراكز الشباب في مختلف محافظات المملكة.
من أكثر الأندية شعبية بين الجمهور العمّاني على مستوى كرة القدم، هي أندية الوحدات (يتخد من ستاد القويسمة الدولي في الوحدات مقرا له) والفيصلي (يتخد من ستاد عمان الدولي مقرا له) بالإضافة إلى أندية أخرى مثل نادي البقعة. كما يلقى نادي زين والنادي الأرثوذكسي ونادي التطبيقية ونادي الأرينا... إلخ اهتماما كبير من قبل الجمهور ومشجعي كرة السلة الأردنية.

### المدينة الرياضية
كان هناك استشعار للقيادة الأردنية منذ منتصف الستينات في القرن الفائت، بحاجة الشباب الأردني لإنشاء مركز ريادي يخدم الشباب في كافة المجالات لإبراز قدراتهم وإبداعاتهم ومواكبة التقدم والتطور مما يعكس صورة مشرقة عن الأردن وشعبه، فتبلورت فكرة إنشاء مدينة للشباب التي أصبحت رائدة المدن الرياضية في الشرق الأوسط. تقع المدينة الرياضية أو مدينة الحسين للشباب في قلب العاصمة عمان، وتمتد على قطعة أرض تبلغ مساحتها حوالي 1200 دونم تغطي الأشجار ثلث مساحتها، بينما تحتل المنشآت الرياضية والملاعب والحدائق العامة والمواقف باقي مساحتها. تم البدء بإنشاء المدينة عام 1964 واستغرق ذلك حوالي أربع سنوات.

## مشاكل

### الغلاء

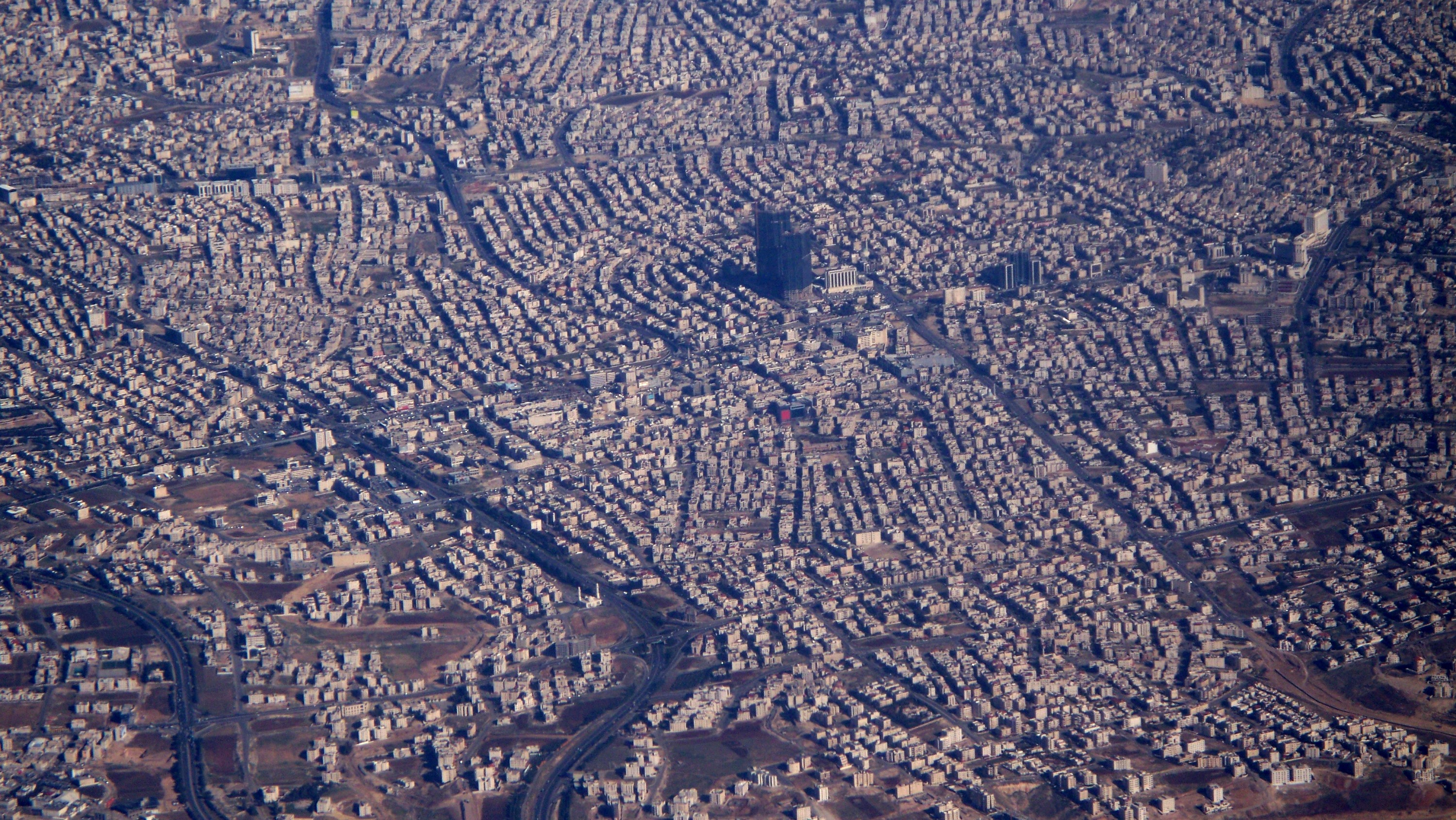
التخطيط السيئ لمعظم شوارع المدينة ومناطقها.

تعاني مدينة عمّان من الارتفاع المستمر في الأسعار، إذ تصدرت أغلى مدن الشرق الأوسط وشمال أفريقيا من ناحية التكلفة المعيشية وفقًا لمجلة الإيكونومست البريطانية ـ في عاميّ 2007 و 2015. وأشار التقرير إلى أن العاصمة الأردنية تقدمت أربع مراتب في لائحة المدن الأغلى بالكلفة المعيشية لتحتل المرتبة الـ48 عالميًا للعام 2015، من المرتبة 52 للعام 2014، لتصبح بذلك ضمن قائمة أغلى خمسين مدينة على مستوى العالم، من بين 133 مدينة شملها التقرير.

### العشوائيات

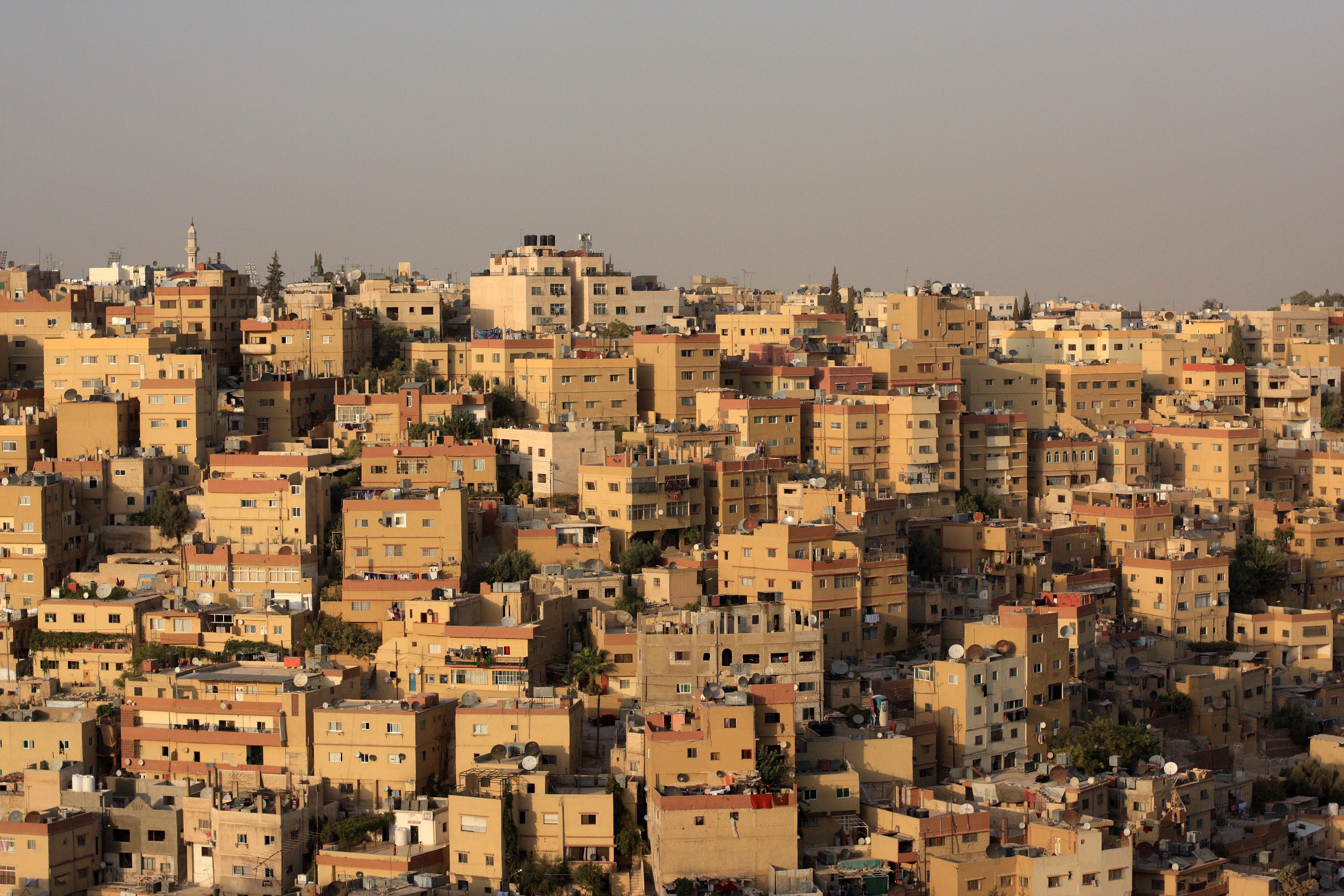
العشوائيات في عمّان.

أدّت الزيادة غير المتوقعة في عدد السكان في المدينة نتيجة الحروب المتلاحقة في المنطقة، إلى عدم تبنّي المخطط الشمولي الذي تم وضعه عام 1956، والذي يُعتبر أول مخطط هيكلي لعمّان بمعناه الصحيح، والذي حدد شكل المدينة ووظائفها والاستعمالات المختلفة وخطوط النقل والمواصلات وغيرها من الخصائص العامة. تعاني معظم أحياء مدينة عمّان اليوم من النمو العشوائي حتى في الأحياء الراقية، بالرغم من تصنيفها إلى مناطق أ، ب، ج،... إلخ بناءً على عوامل عمرانية وتنظيمية خاصة بقوانين أمانة عمان الكبرى. حيث أن تقسيمات الكثير من قطع الأراضي عشوائية ومتداخلة. كذلك ينتشر عدد ليس بقليل من الإسكانات بشكل غير مدروس، حيث أنها تتمدد باتجاهات غير منظمة مما يؤدي إلى عشوائية في الخدمات حيث يسكن السكان. بالإضافة إلى ضئالة المناطق الخضراء بالنسبة للمباني، وما تبقّى منها يتآكل بسرعة لتحل محله الإسكانات. أما الحدائق العامة فهي محدودة للغاية.
على الرغم من ذلك، قد بدأت عمّان مؤخرًا بالتوسع بشكل مدروس لم تشهده المدينة من قبل، حيث نالت خطة مدينة عمان الشمولية جوائز عالمية، منها جائزة القيادة العالمية في تخطيط المدن وجائزة المدينة عن قارة آسيا لعام 2007.

### الأزمة المرورية

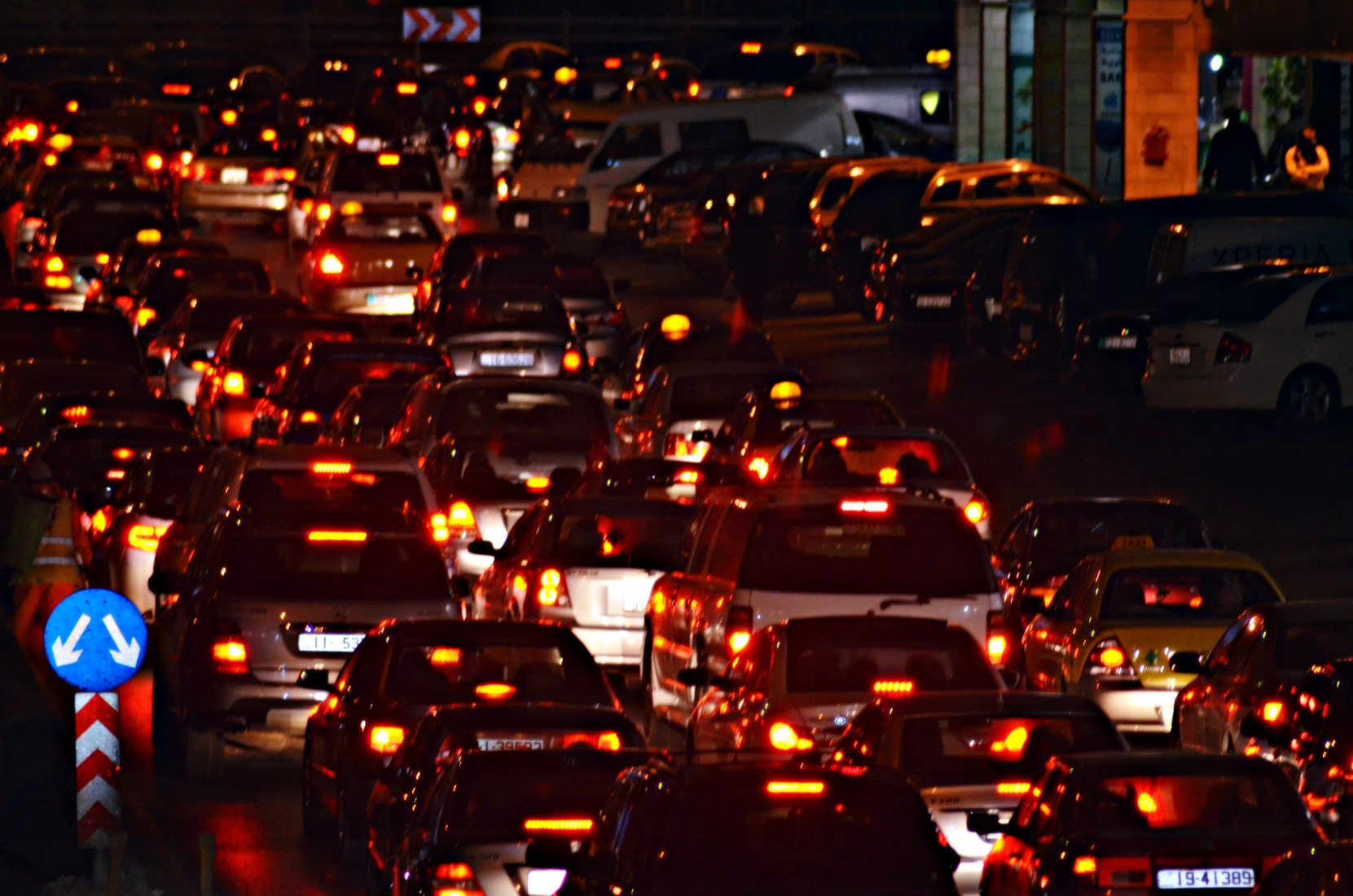
تشهد المدينة ازدحامًا شديدًا صيفًا.

أدت الظروف السياسية المتلاحقة بالمنطقة وتبعاتها المتمثلة بموجات اللجوء من المناطق المجاورة للأردن بشكل كبير وفجائي عبر العقود الماضية، بالإضافة إلى عودة الآف المغتربين في الخارج، إلى ازدياد عدد سكان المدينة بشكل كبير وغير مدروس، والذي أثر بدوره على شبكة الطرق المتواضعة أصلاً. حيث تعاني المدينة من انعدام التخطيط المستقبلي لشوارعها التي لم يُراعى في إنشاءها هذا العدد الكبير من المستخدمين. فالطرق في عمّان في معظمها غير قابلة للتوسعة لاستيعاب الكم المتزايد للمركبات، بالإضافة إلى التلكؤ الحكومي في إيجاد حلول جذرية للمشكلة.
من جانب آخر، تُعد عمّان من أقل مدن العالم استخدامًا لوسائل النقل العام، حيث لا يستخدم هذه الوسائل سوى 14% (2010) من العدد الإجمالي للسكان في المدينة. وقد أشارت آخر الإحصائيات إلى أن هناك أكثر من مليون سيارة تسير في عمّان، معظمها لنقل شخص واحد. ونتيجة لهذه المشاكل، تحاول الحكومة في إيجاد حلول بديلة عن استخدام المركبات، حيث يُعد مشروع الباص السريع أهمها. فيما أعلنت عن خطط على المدى البعيد تتمثل بإنشاء خطوط للترام أو المترو بموازاة الباص السريع الذي يُعد حل ضروري وآني بسبب الاختناق المروري الذي تعاني منه المدينة، وخصوصًا صيفًا.

### سوء توزيع الخدمات

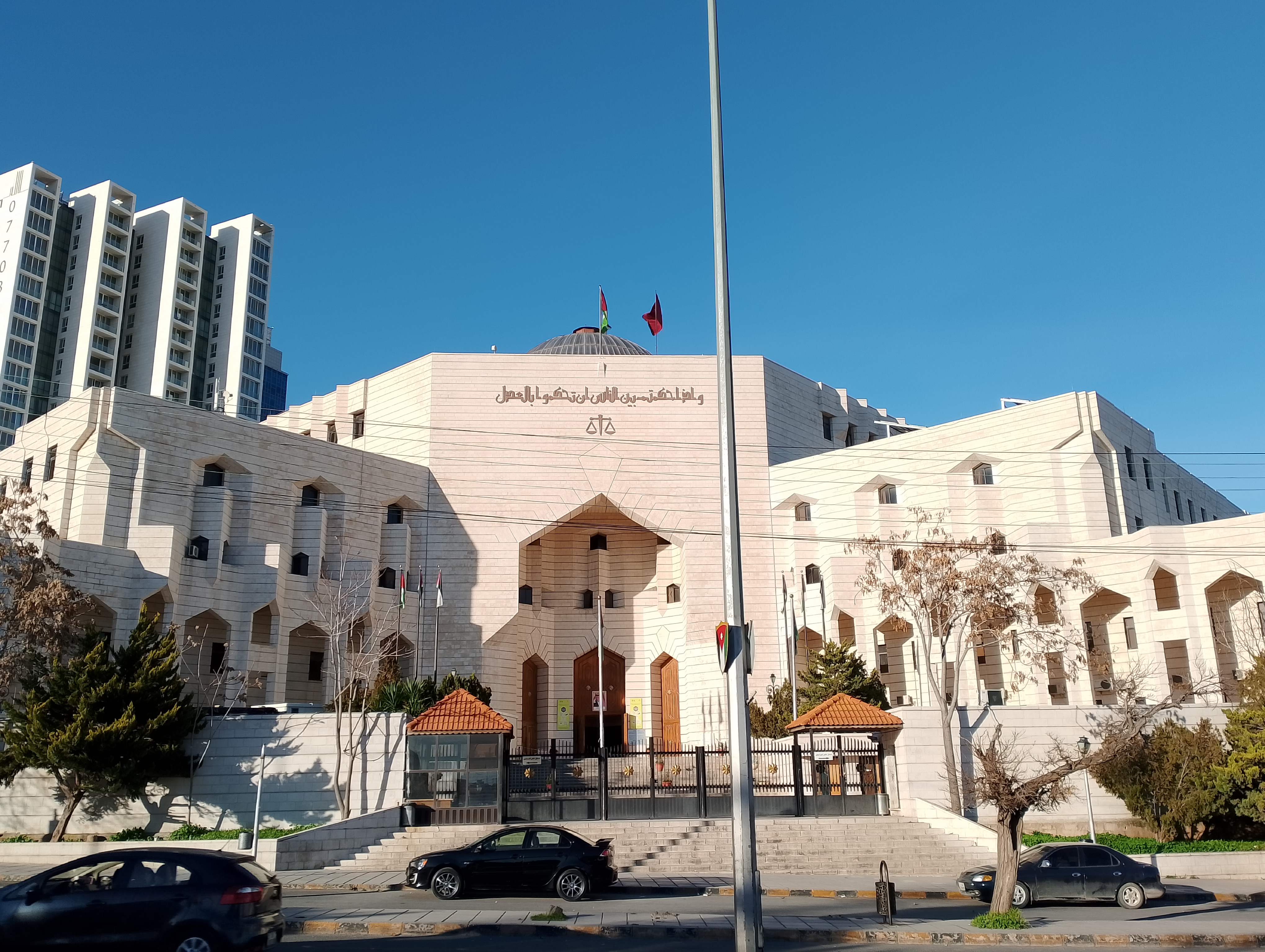
قصر العدل من المؤسسات الحكومية الكبرى المنتشرة في عمان الغربية.

تعاني عمّان كمعظم المدن العربية بتعدد الأنماط الحياتية والعمرانية بين أحياءها القديمة والحديثة. لكن المختلف في عمّان يرتبط بنشأتها وأصلها القروي وطابعها الريفي. فالجزء الشرقي من المدينة هو الجزء الأقدم والأكثر كثافة بالسكان، يعاني بشكل عام وواضح من سوء توزيع الخدمات وقلة تواجد المؤسسات الحكومية الكبرى، التي تتركز معظمها في الجزء الغربي.
بالإضافة إلى ذلك، فإن النمط العمراني في عمّان الشرقية يتسم بتراص الأبنية السكنية المبنية على الأغلب من الطوب. بينما الأبراج التي تضم كبرى الشركات والفنادق والمجمعات التجارية باتت تحتل مساحات كبيرة من عمان الغربية التي يتميز البناء فيها بأنه مكسي بالحجر الكلسي.
ولا ينتهي الأمر عند خصائص العمران والمستوى الاجتماعي والمعيشي للسكان، بل يتعداه إلى التخطيط المدني والهندسي، فالشوارع والأرصفة في شرق عمّان بشكل عام ضيقة وقليلة الصيانة بعكس الكثير من شوارع عمّان الغربية. كما أن مستوى النظافة في غرب عمّان يظهر بشكل واضح عند المقارنة مع أحياء المدينة القديمة التي تتكدس الأوساخ على جوانب شوارعها وحاوياتها، بالإضافة إلى مشاكل الصرف الصحي.
من جهة أخرى، تعاني معظم أحياء عمّان الشرقية من التهميش الثقافي وندرة في النشاطات الاجتماعية الموجودة في عمّان الغربية. بالإضافة إلى التهميش الاجتماعي، حيث يُلاحظ بشكل كبير أن عمان مقسومة إلى شطرين، يقع الشطر الأول في الناحية الغربية وأغلب سكانه من الأغنياء المُترفين، أما الشطر الثاني فيمتد في الناحية الشرقية من العاصمة وأغلب قاطنيه من الفقراء المحرومين.
أما بالنسبة إلى التلوث البيئي، فيعاني كل من شرق ووسط عمّان من عدة مصادر للتلوث، أهمها التلوث المائي المتمثل بسيل الزرقاء الذي يمر من منطقة سقف السيل في وسط البلد ومجاري تصريف المياه في ماركا، والتي يندر وجودها في أحياء عمّان الغربية.

## معلومات عامة

### أمناء ورؤساء عمّان

مبنى أمانة عمان الكبرى في راس العين، وسط عمّان.

ابتداء منذ تأسيس أول مجلس بلدي للمدينة عام 1909 في وسط البلد:
| رؤساء بلدية عمّان (1909-1950)             |                                   |                                |
| إسماعيل بابوق (1909-1911)                | أحمد الخطيب (1911-1915)           | أسعد حمدوخ (1915-1919)         |
| أيوب فخري فاخر (1919-1920)               | سعيد خير (1920-1925)              | يوسف عصفور (1925-1931)         |
| طاهر الجقة (1931-1933)                   | علاء الدين طوقان (1933-1937)      | سامح حجازي (1937-1938)         |
| سعيد المفتي (1938-1939)                  | هاشم خير (1939-1942)              | عمر حكمت (1942-1942)           |
| صبحي كحالة (1942-1943)                   | عمر زكي الافيوني (1943-1944)      | رأفت الدجاني (1944-1945)       |
| كمال الجيوسي (1945-1945)                 | سامح حجازي (1945-1948)            | عبد المجيد العدوان (1948-1948) |
| هزاع المجالي (1948-1950)                 |                                   |                                |
| أمناء العاصمة (1953-1986)                |                                   |                                |
| فرحان شبيلات (1953-1955)                 | عمر مطر (1955-1957)               | ضيف اللّه محمود (1957-1960)     |
| حسني سيدو الكردي (1960-1962)             | بشير الشريقي (1962-1964)          | أحمد فوزي (1964-1973)          |
| محمد طوقان (1973-1976)                   | معن أبو نوار (1976-1979)          | عصام العجلوني (1980-1982)      |
| عبد الرؤوف الروابدة (1983-1986)          |                                   |                                |
| أمناء أمانة عمّان الكبرى (1986-الآن)      |                                   |                                |
| عبد الرؤوف الروابدة (1987-1989)          | علي سحيمات (1989-1991)            | محمد بشير الأمين (1991-1993)   |
| ممدوح العبادي (1993-1998)                | نضال الحديد (1998-2006)           | عمر المعاني (2006-2011)        |
| عمار غرايبة (2011-2012) *                | عبد الحليم الكيلاني (2012-2013) * | عقل بلتاجي (2013-2017)         |
| يوسف الشواربة (2017)                     |                                   |                                |
| * رئاسة مجلس أمانة عمّان الكبرى بشكل مؤقت |                                   |                                |

### العطل الرسمية
العطل الرسمية في عمّان هي نفسها التي تطبق على المملكة ككل.
| العطل الرسمية في عمان لعام (2008) | العطل الرسمية في عمان لعام (2008) | العطل الرسمية في عمان لعام (2008) | العطل الرسمية في عمان لعام (2008) | العطل الرسمية في عمان لعام (2008) | العطل الرسمية في عمان لعام (2008) | العطل الرسمية في عمان لعام (2008) | العطل الرسمية في عمان لعام (2008) | العطل الرسمية في عمان لعام (2008) | العطل الرسمية في عمان لعام (2008) | العطل الرسمية في عمان لعام (2008) | العطل الرسمية في عمان لعام (2008) | العطل الرسمية في عمان لعام (2008) | العطل الرسمية في عمان لعام (2008) |
| --------------------------------- | --------------------------------- | --------------------------------- | --------------------------------- | --------------------------------- | --------------------------------- | --------------------------------- | --------------------------------- | --------------------------------- | --------------------------------- | --------------------------------- | --------------------------------- | --------------------------------- | --------------------------------- |

| رقم | المناسبة            | التاريخ           | أيام العطلة                               |
| --- | ------------------- | ----------------- | ----------------------------------------- |
| 1   | رأس السنة الميلادية | 1 يناير           | يوم واحد (1)                              |
| 2   | رأس السنة الهجرية   | 1 محرم            | يوم واحد (1)                              |
| 3   | ذكرى المولد النبوي  | 12 ربيع الأول     | يوم واحد (1)                              |
| 4   | عيد الفطر           | 1 شوال            | ثلاثة أيام (3)                            |
| 5   | عيد الأضحى          | 9 ذو الحجة        | أربعة أيام (4)                            |
| 6   | عيد الميلاد         | 25 ديسمبر         | يوم واحد (1) للمسلمين يومان للمسيحيين (2) |
| 7   | عيد الفصح           | على الحساب الشرقي | يومان (2) للمسيحيين فقط                   |
| 8   | أحد الشعانين        | على الحساب الشرقي | يوم واحد (1) للمسيحيين فقط                |
| 9   | عيد العمال العالمي  | 1 مايو            | يوم واحد (1)                              |
| 10  | عيد الاستقلال       | 25 مايو           | يوم واحد (1)                              |

## المدن الشقيقة
المدن الشقيقة لعمان هي:
- عُمان - مسقط منذ (12 شباط/ فبراير 1986)
- فرنسا - باريس منذ (12 تشرين الثاني/ نوفمبر 1987)
- مصر - القاهرة منذ (31 آذار/ مارس 1988)
- المغرب - الرباط منذ (9 نيسان/ أبريل 1988)
- العراق - بغداد منذ (2 أيلول/ سبتمبر 1989)
- اليمن - صنعاء منذ (2 أيلول/ سبتمبر 1989)
- باكستان - إسلام آباد منذ (19 آذار/ مارس 1989)
- الصين - بكين منذ (25 أيلول/ سبتمبر 1990)
- تركيا - أنقرة منذ (24 آب/ أغسطس 1992)
- السودان - الخرطوم منذ (2 كانون الثاني/ يناير 1993)
- روسيا - نالتشيك منذ (19 آب/ أغسطس 1994)
- الولايات المتحدة - ميامي منذ (11 حزيران/ يونيو 1995)
- قطر - الدوحة منذ (18 حزيران/ يونيو 1995)
- البرازيل - ساو باولو منذ (2 أيلول/ سبتمبر 1997)
- تركيا - إسطنبول منذ (28 تشرين الثاني/ نوفمبر 1997)
- الجزائر - مدينة الجزائر منذ (9 آذار/ مارس 1998)
- رومانيا - بوخارست منذ (22 حزيران/ يونيو 1999)
- تونس - مدينة تونس منذ (16 أيلول/ سبتمبر 1999)
- موريتانيا - نواكشوط منذ (27 كانون الأول/ ديسمبر 1999)
- بلغاريا - صوفيا منذ (25 تشرين الأول/ أكتوبر 2000)
- لبنان - بيروت منذ (7 تشرين الثاني/ نوفمبر 2000)
- هندوراس - تيجوسي جالبا منذ (24 كانون الأول/ ديسمبر 2001)
- جنوب إفريقيا - تشيوان منذ (13 آذار/ مارس 2002)
- الولايات المتحدة - شيكاغو منذ (11 حزيران/ يونيو 2004)
- سويسرا - جنيف منذ (5 أيار/ مايو 2005)
- إيطاليا - كالابريا منذ (6 آب/ أغسطس 2005)
- كازاخستان - أستانا منذ (8 تشرين الثاني/ نوفمبر 2005)
- روسيا - موسكو - منذ (9 تشرين الثاني/ وفمبر 2005)
- البوسنة والهرسك - سراييفو منذ (20 كانون الأول/ ديسمبر 2005)
- قرغيزستان - بشكيك - منذ (18 نيسان/ أبريل 2006)
- البحرين - الوسطى - منذ (22 حزيران/ يونيو 2006)
- الإمارات العربية المتحدة - دبي - منذ (22 حزيران/ يونيو 2009)
- إيطاليا - ميلانو منذ (28 كانون الأول/ ديسمبر 2009)
- فلسطين - رام الله منذ (2011)

## معرض صور

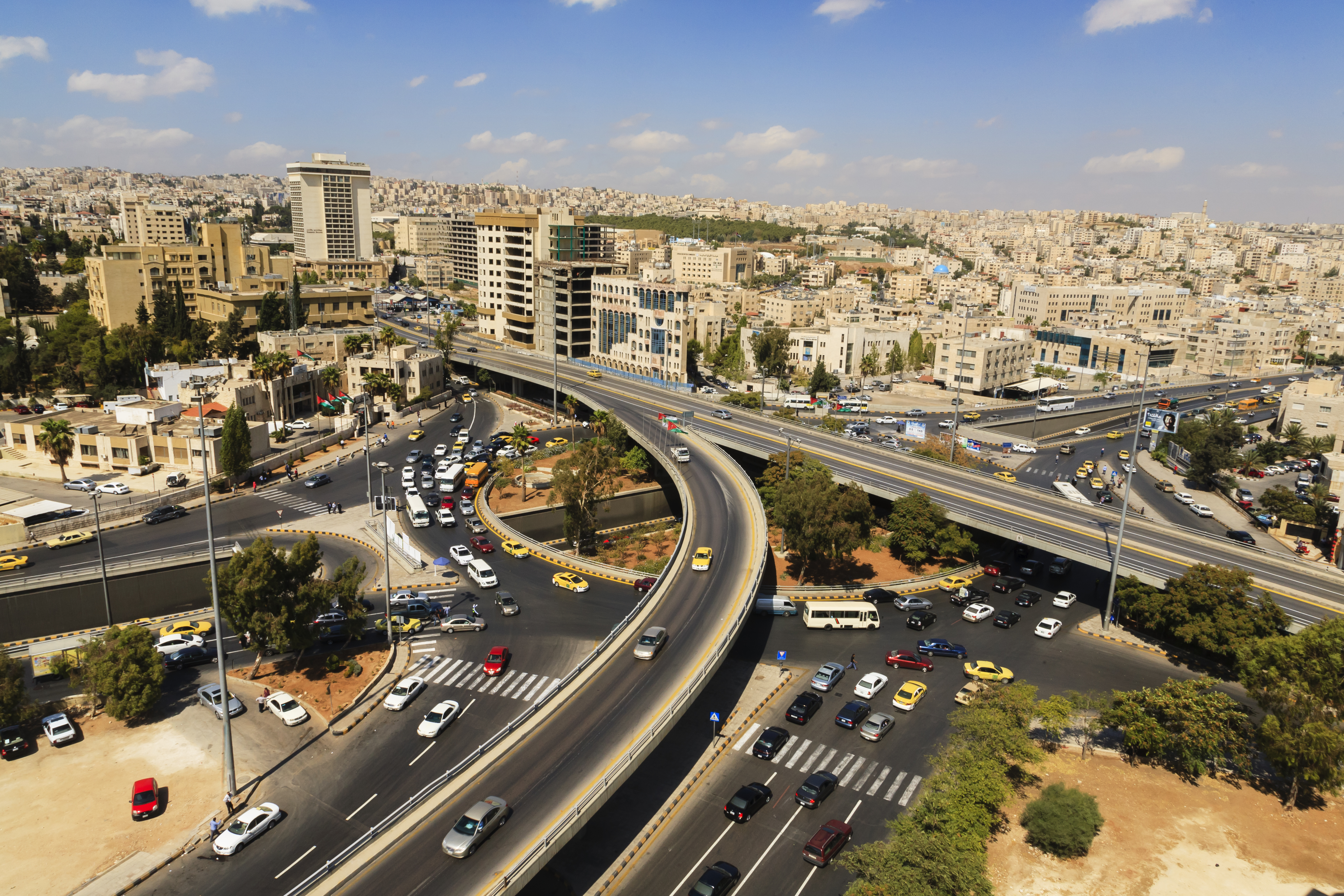
ميدان جمال عبد الناصر (الداخلية)
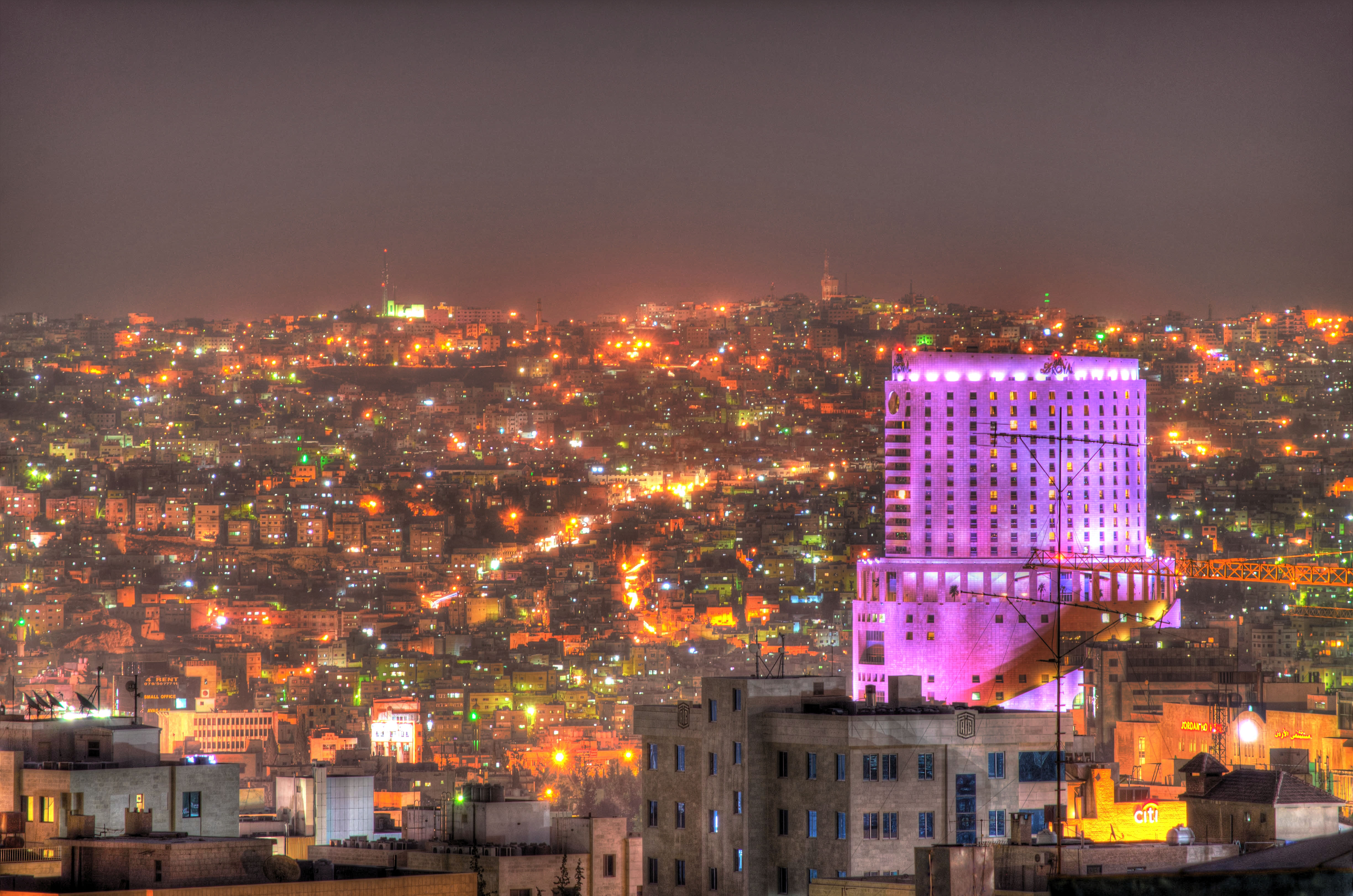
مدينة عمّان ليلاً، يبدو فيها فندق الرويال
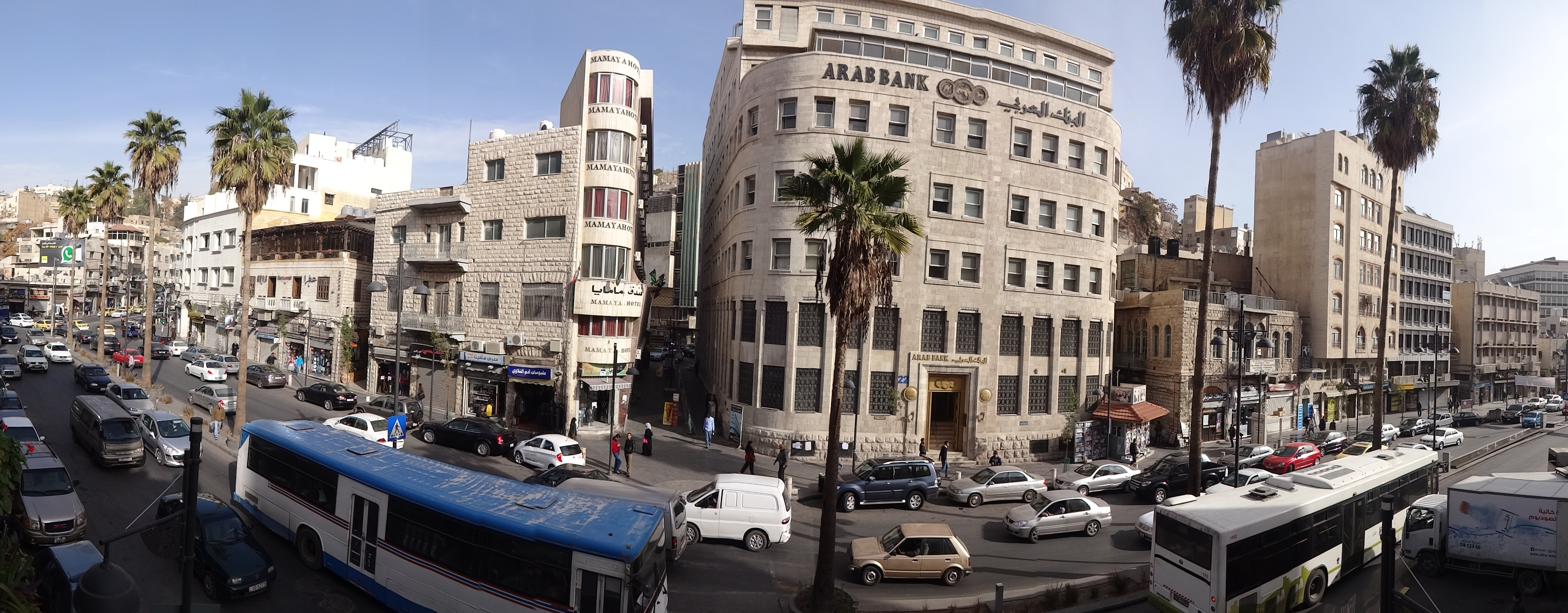
وسط البلد
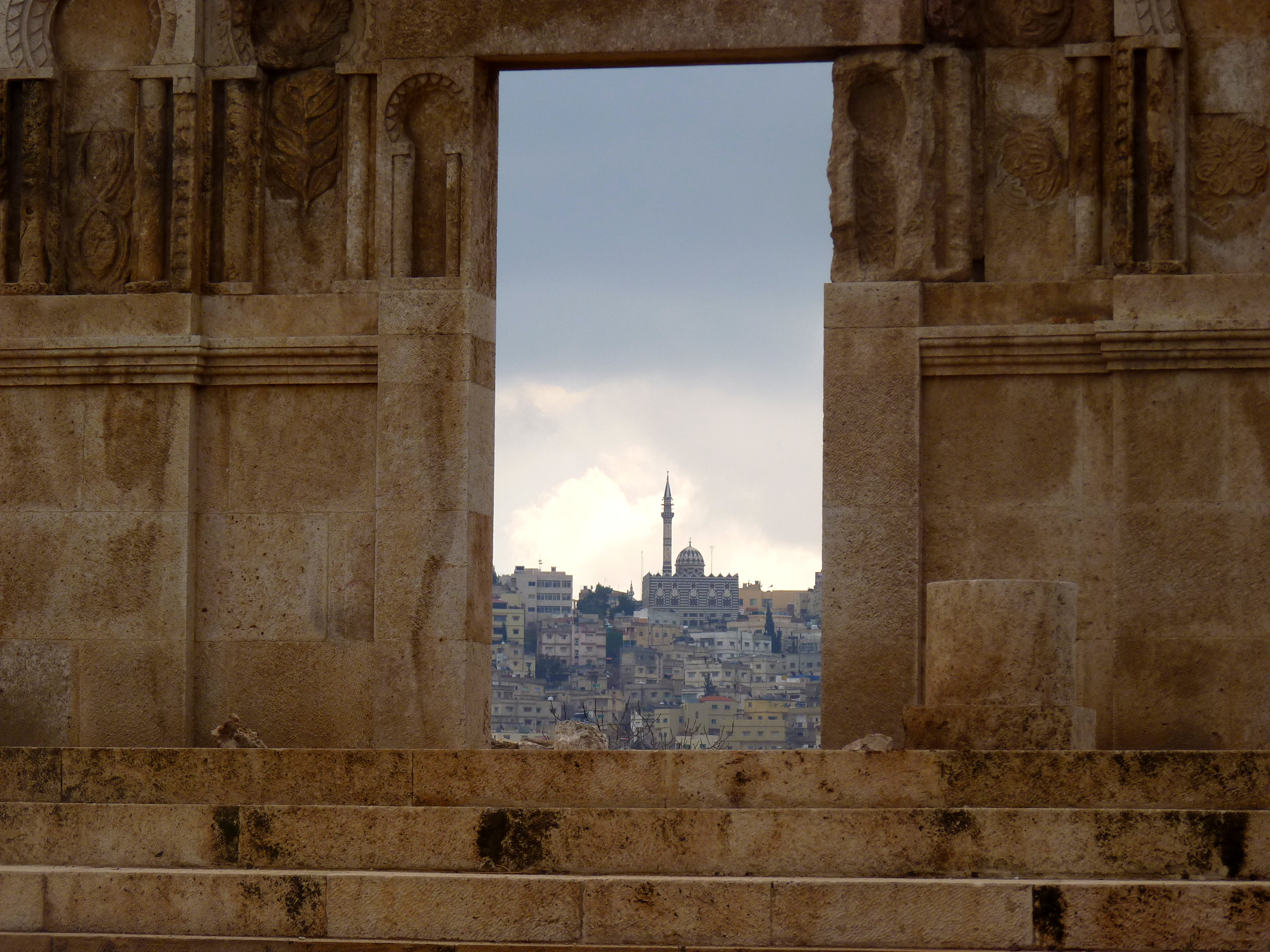
جبل الإشرفية كما يبدو من المسجد الأموي
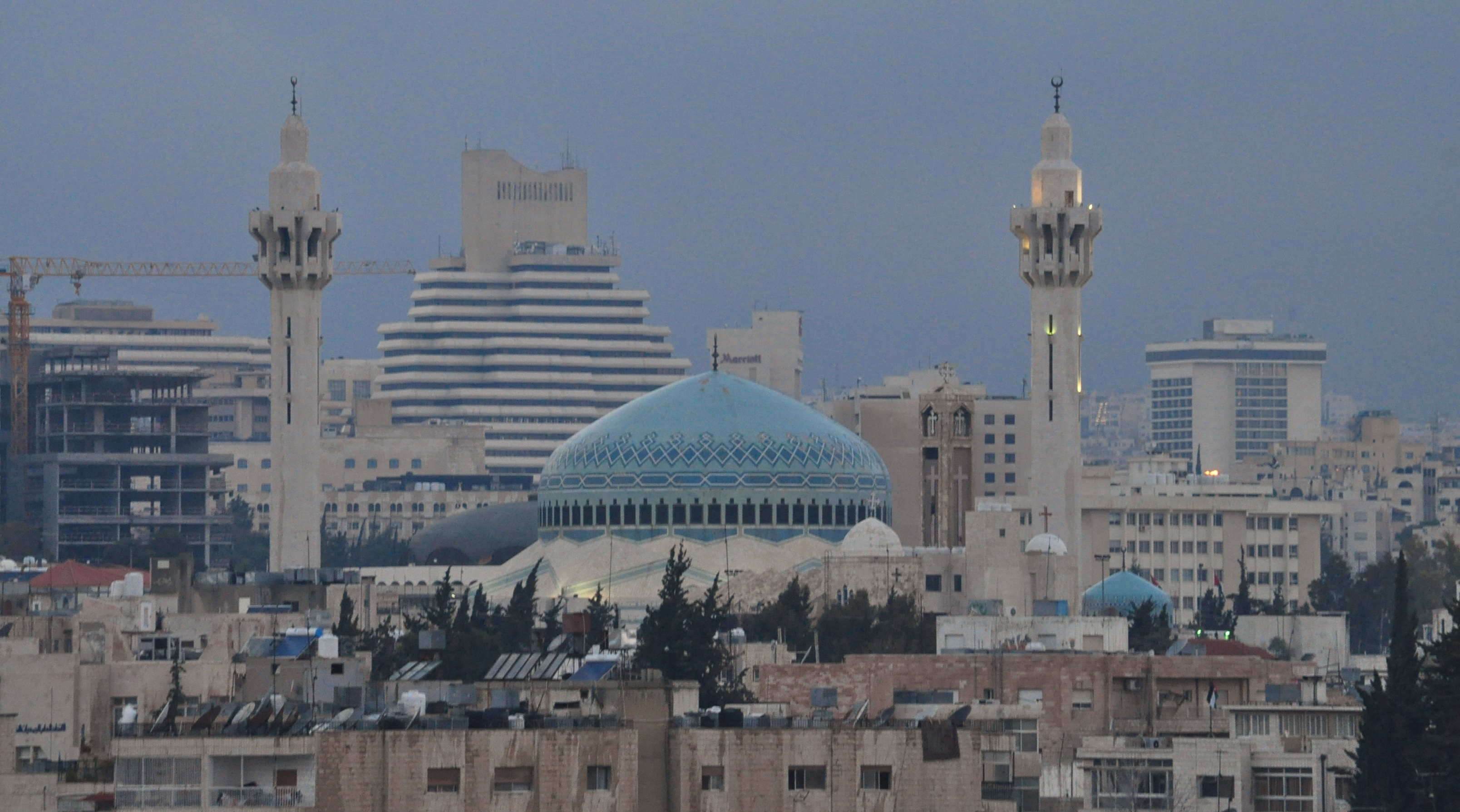
عمان الغربية
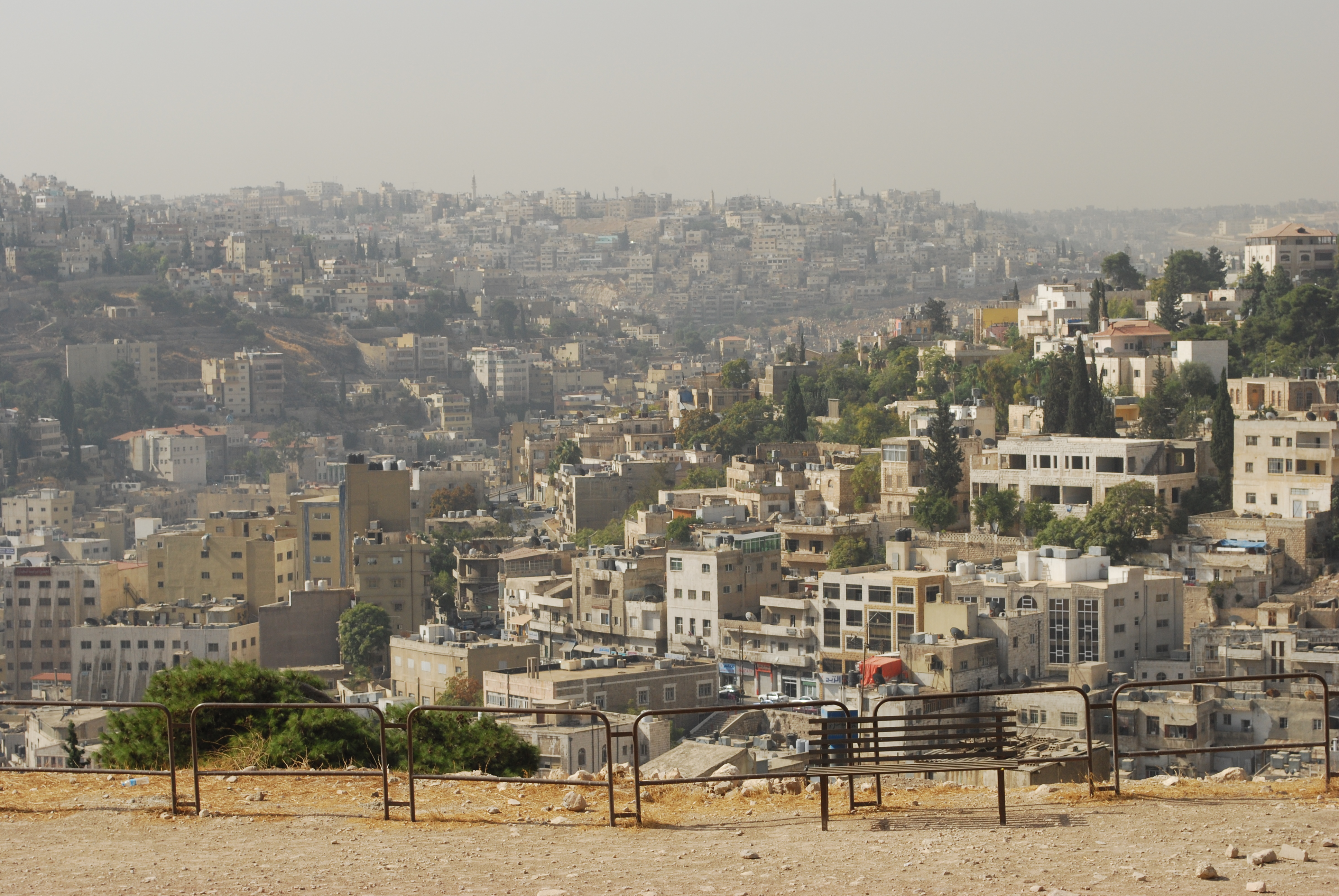
عمان الشرقية
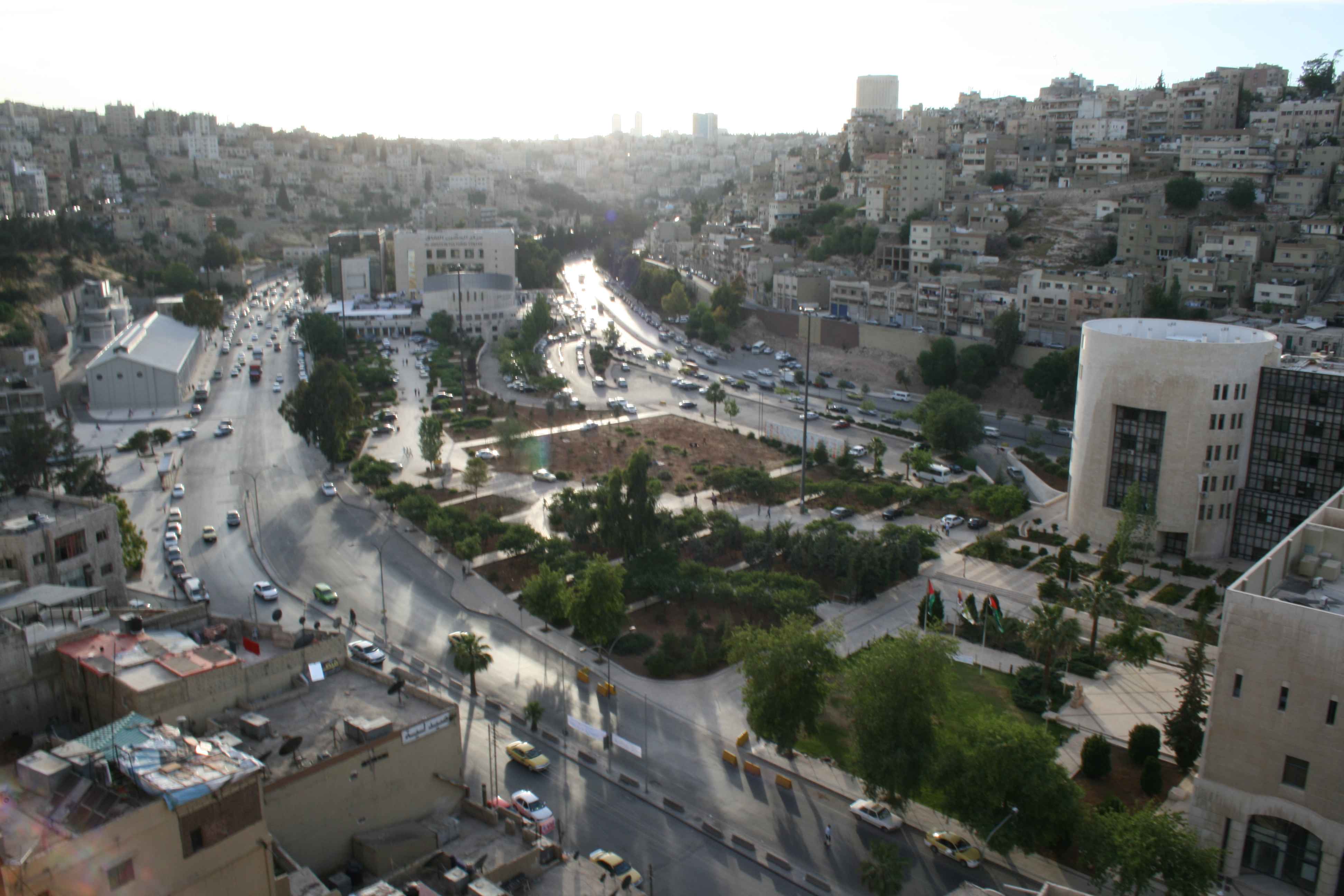
راس العين
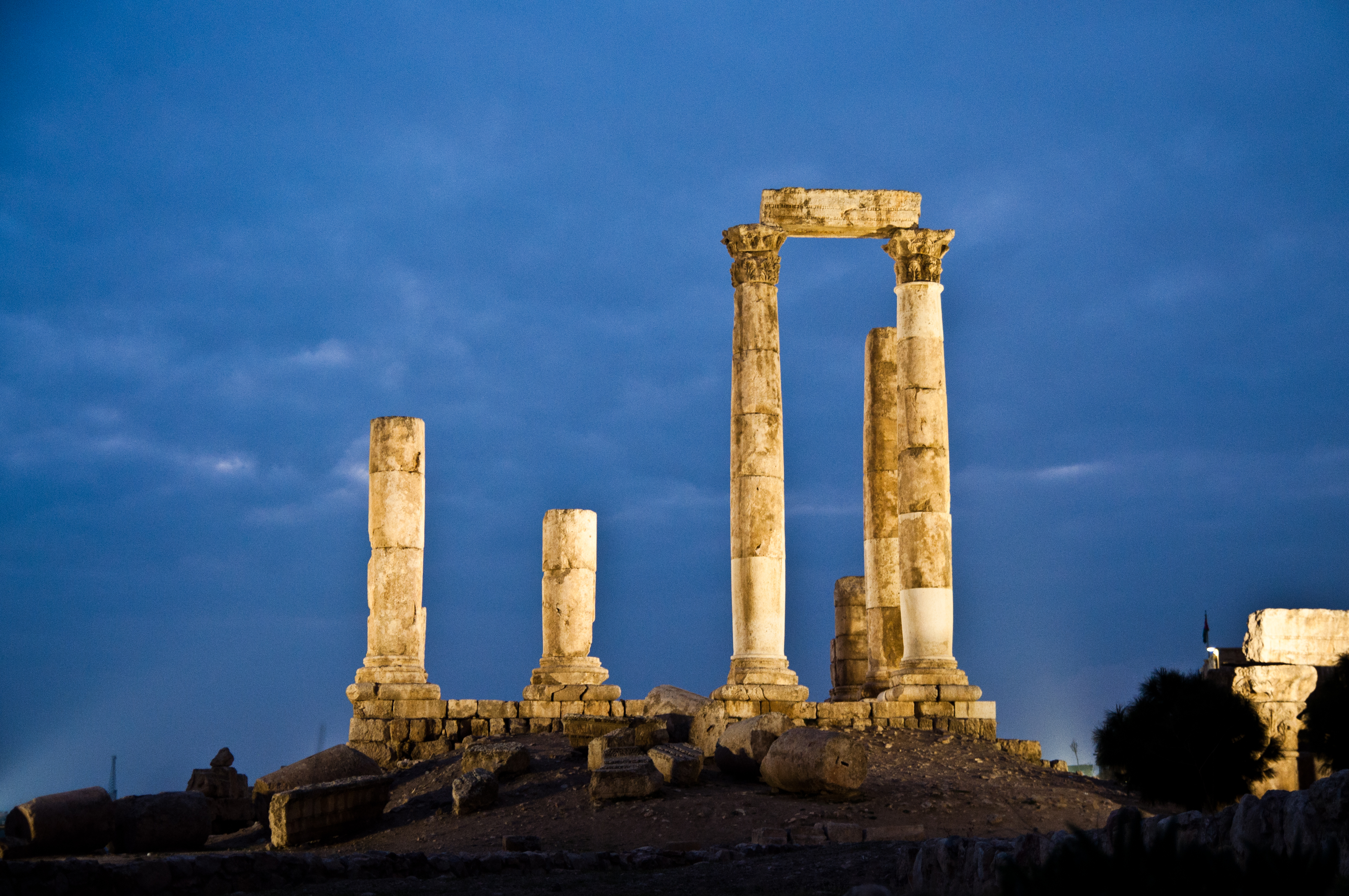
جبل القلعة
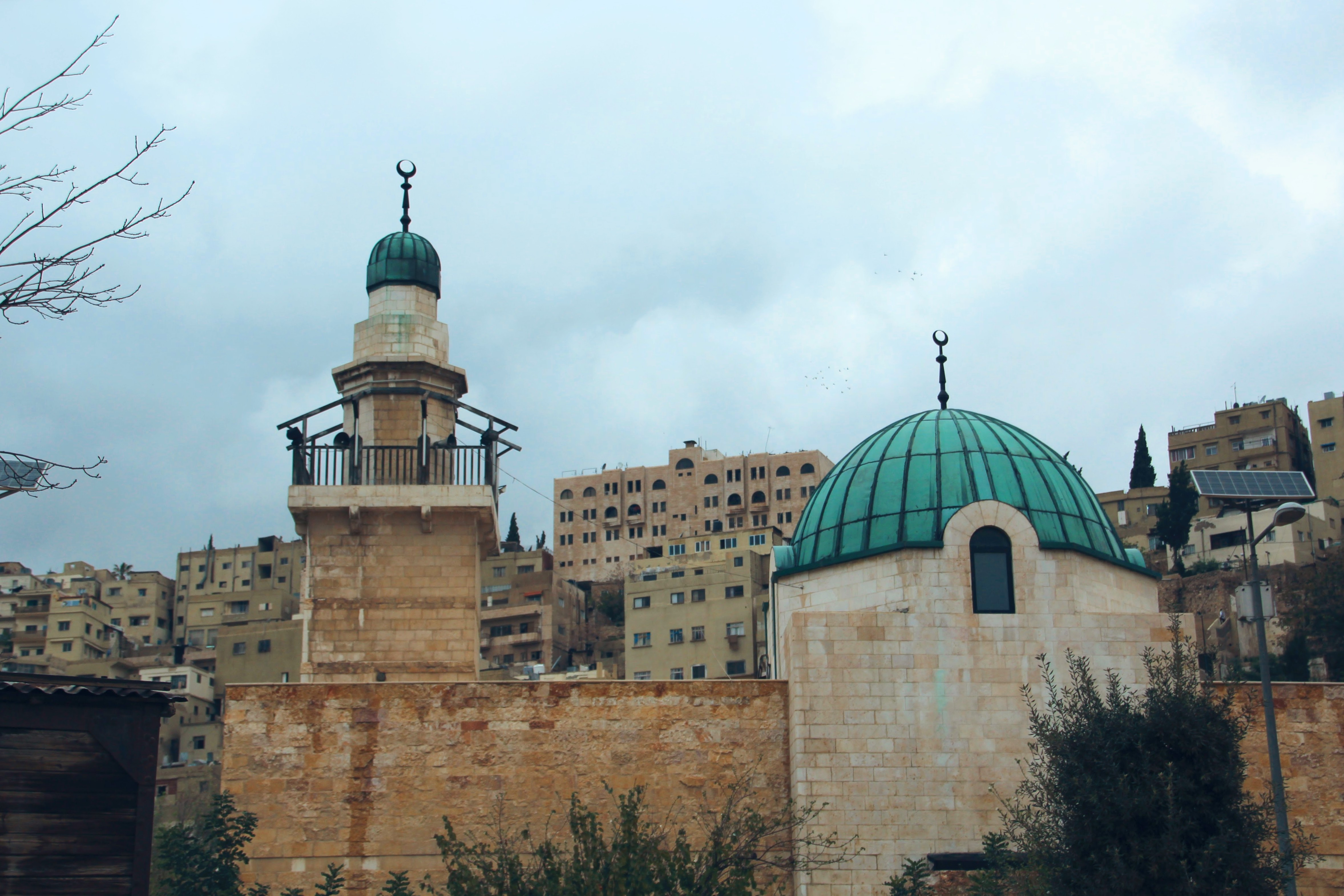
مسجد الأمانة بجانب مبنى أمانة عمان الكبرى ومتحف الأردن
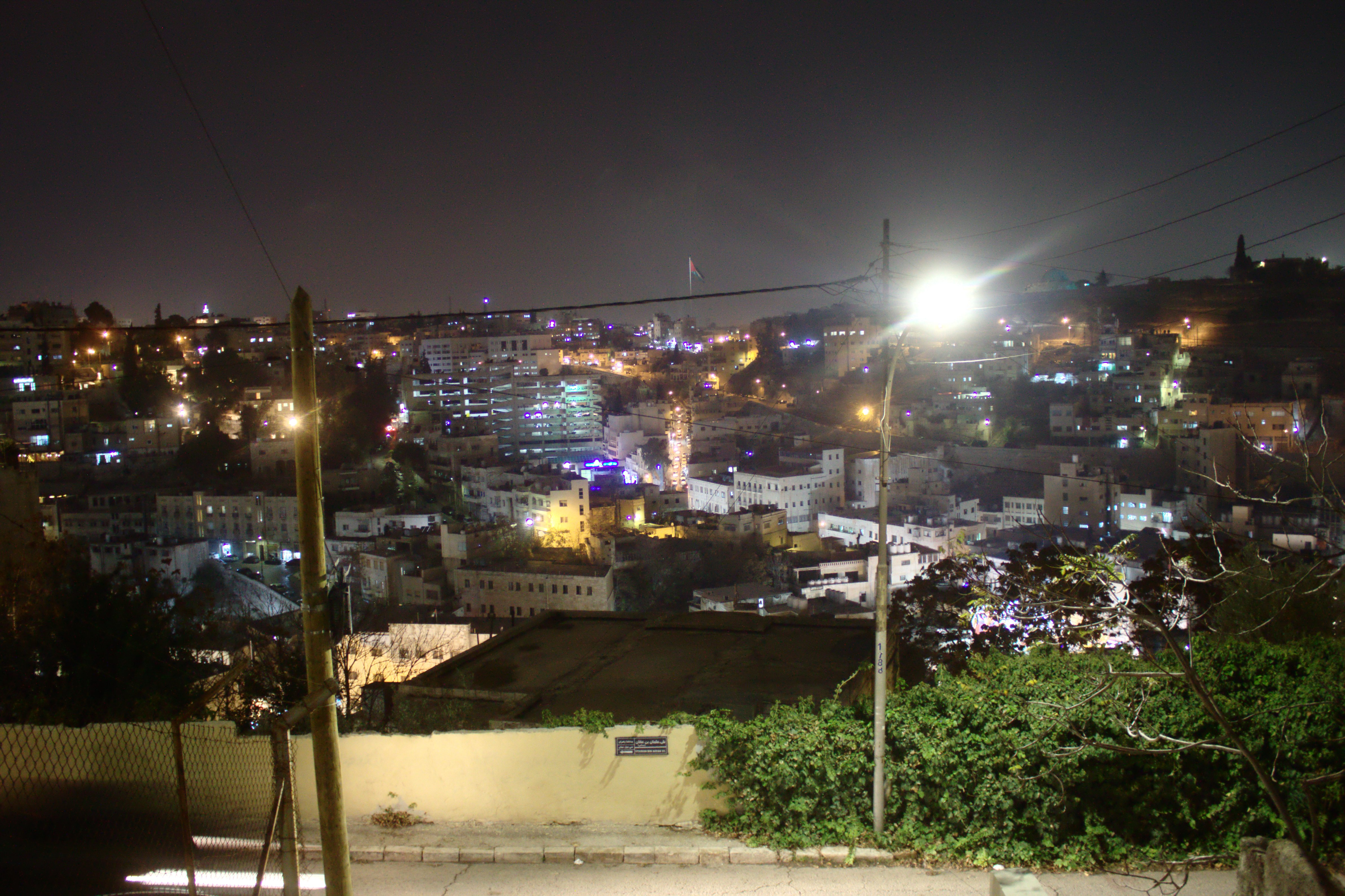
عمان
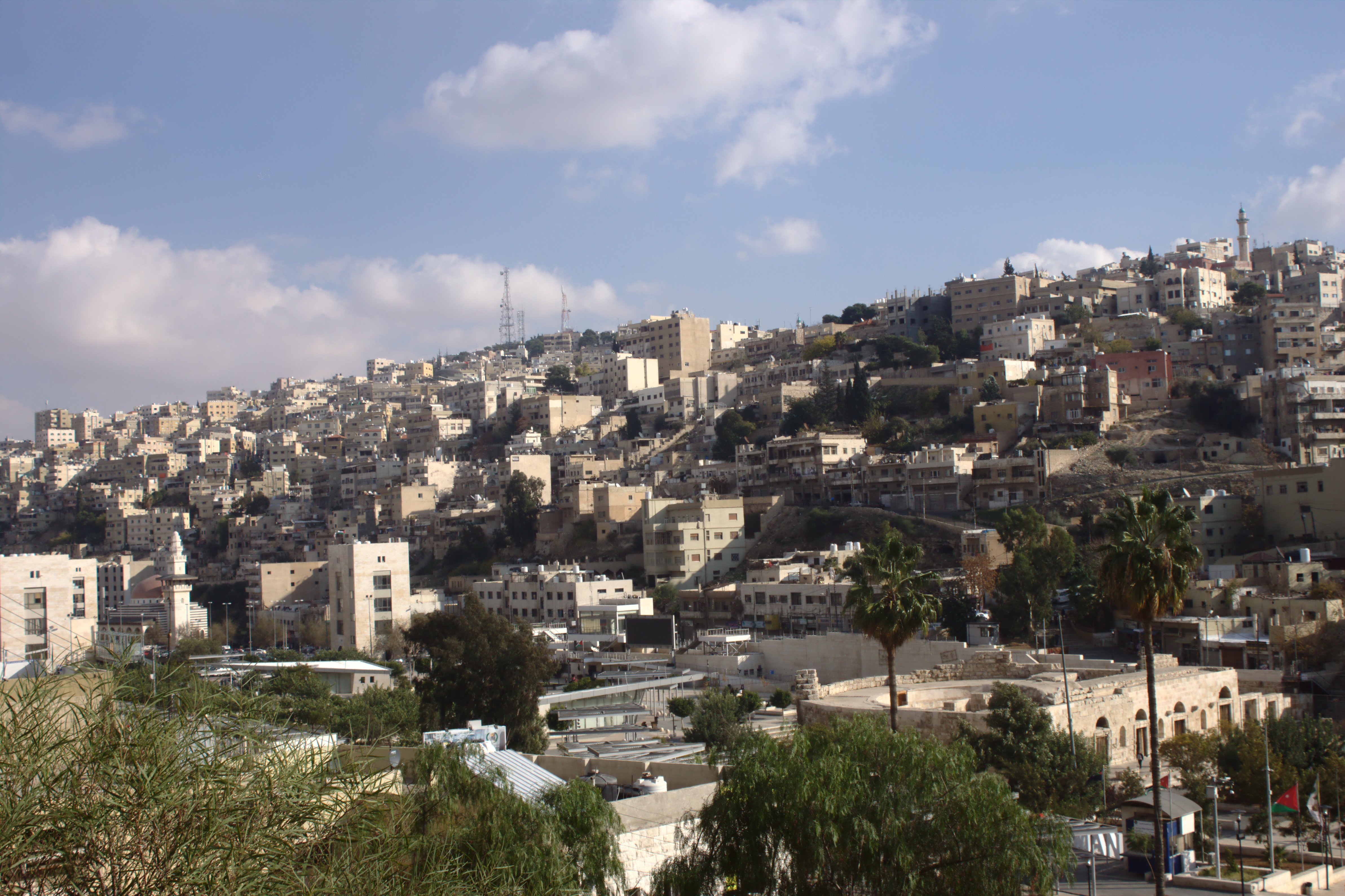
الوسط الجديد للمدينة (ناحية مبنى أمانة العاصمة في رأس العين)
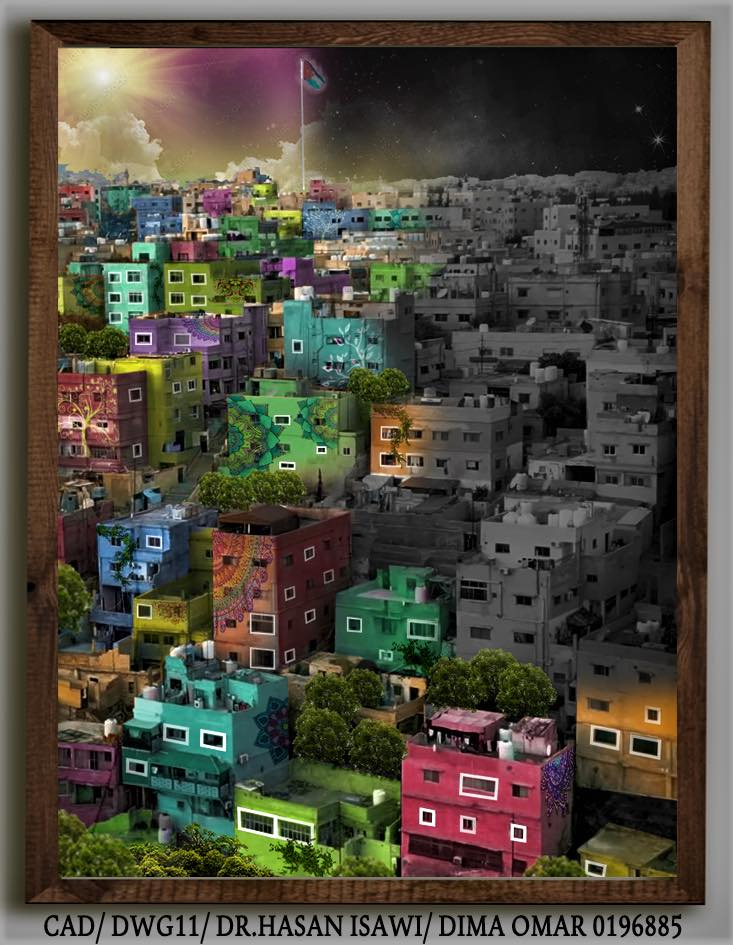
يهدف هذا التمرين الرقمي الى فهم ليس فقط التأثير المحتمل للون على الإدراك الحضري ، ولكن أيضًا لتجربة المعنى الرمزي لفعل اللمس والشعور بمدينة عمان

## الملاحظات والمصادر
1. ↑  تذكر بعض المراجع أن أول فوج نزل عمّان من الشراكسة كان بين عاميّ 1867-1868.[32][33]

1. ↑  بلتاجي يودع موظفي الأمانة ويشكرهم | الغد نسخة محفوظة 15 مارس 2017 على موقع واي باك مشين.
2. ↑   http://legislacao.prefeitura.sp.gov.br/leis/lei-14471-de-10-de-julho-de-2007. {{استشهاد ويب}}: |url= بحاجة لعنوان (مساعدة) والوسيط |title= غير موجود أو فارغ (من ويكي بيانات) (مساعدة)
3. ↑  "Amman signs 'Sister-city' agreement with San Francisco" (بالإنجليزية).
4. ↑   https://oewd.org/san-francisco-sister-cities. {{استشهاد ويب}}: |url= بحاجة لعنوان (مساعدة) والوسيط |title= غير موجود أو فارغ (من ويكي بيانات) (مساعدة)
5. ↑   https://www.cincinnatisistercity.org/amman-jordan. {{استشهاد ويب}}: |url= بحاجة لعنوان (مساعدة) والوسيط |title= غير موجود أو فارغ (من ويكي بيانات) (مساعدة)
6. ↑   https://www.ramallah.ps/userfiles/file/publications/IR.pdf. {{استشهاد ويب}}: |url= بحاجة لعنوان (مساعدة) والوسيط |title= غير موجود أو فارغ (من ويكي بيانات) (مساعدة)
7. ↑  GeoNames (بالإنجليزية), 2005, QID:Q830106
8. ↑  Amman, one of the fastest grown cities in the world, is moving towards sustainable city planning | Nordregio نسخة محفوظة 16 نوفمبر 2019 على موقع واي باك مشين.
9. 1 2 3 4 5  المقاتل - تاريخ الولوج 15/10/2008 نسخة محفوظة 23 ديسمبر 2012 على موقع واي باك مشين.
10. ↑  صحيفة الجزيرة - مقال للدكتور وليد أحمد السيد 10/9/2008 نسخة محفوظة 04 مارس 2016 على موقع واي باك مشين.
11. ↑  هيئة تنشيط السياحة الأردنية 10/9/2008 نسخة محفوظة 10 سبتمبر 2014 على موقع واي باك مشين.
12. 1 2  أمانة عمّان الكبرى: الخطة الإستراتيجية، 2011 - 2013 نسخة محفوظة 06 مارس 2016 على موقع واي باك مشين.
13. ↑  Smithsonian Institution. نسخة محفوظة 02 أغسطس 2017 على موقع واي باك مشين.
14. ↑  قائمة أقدم مدن العالم المأهولة بالسكان.
15. ↑  الهوية الوطنية - حازم المبيضين / عن وكالة عمون الإلكترونية نسخة محفوظة 04 مارس 2009 على موقع واي باك مشين.
16. 1 2 3  جائزة المدينة عن قارة اسيا على يوتيوب
17. 1 2 3  مخطط عمان الشمولي يفوز بجائزة القيادة العالمية - فئة التخطيط العمراني نسخة محفوظة 16 مايو 2010 على موقع واي باك مشين.
18. ↑  الأردن.. اعتماد الثاني من مارس من كل عام يوما لمدينة عمان، روسيا اليوم نسخة محفوظة 2021-03-01 على موقع واي باك مشين.
19. ↑  Column: Citadel Hill’s history parade نسخة محفوظة 13 أبريل 2017 على موقع واي باك مشين.
20. ↑  تماثيل عين غزال، من أقدم التماثيل البشرية في العالم. نسخة محفوظة 23 مارس 2017 على موقع واي باك مشين.
21. 1 2  التاريخ القديم لمدينة عمّان - موقع امانة عمّان الكبرى. نسخة محفوظة 01 أبريل 2011 على موقع واي باك مشين. [وصلة مكسورة]
22. ↑  النمري، غسان 2002 ؛ عمان في العصر الحجري الحديث. تحليل بنائي لمنحوتات عين غزال، عمان : أمانة عمان الكبرى، ص 33 - 35
23. ↑  أبو غنيمة : خالد محمود، أنماط العمارة ونماذجها في العصر الحجري الحديث قبل الفخاري في للأردن، مجلة علمية فصلية محكمة تعني بتاريخ العرب, جامعة دمشق ,25.85 - 86, 2004.
24. ↑  تاريخ عمان القديمFÜR ALLAH, DSCHIHAD4EVER ! - العمونيون نسخة محفوظة 12 فبراير 2015 على موقع واي باك مشين.
25. 1 2  عمان مدينة عصرية تفوح بالأصالة- مجلة العربي- للكاتب إبراهيم المليفي [وصلة مكسورة] نسخة محفوظة 2020-05-08 على موقع واي باك مشين.
26. ↑  تاريخ عمان القديم - العمونيون نسخة محفوظة 12 فبراير 2015 على موقع واي باك مشين.
27. ↑  كنائس قديمة في عمّان - الباحثة الأثرية رندة قاقيش. نسخة محفوظة 11 نوفمبر 2012 على موقع واي باك مشين.
28. ↑  د.هند أبو الشعر /كتاب عمان عبر العصور وموقع أمانة عمان نسخة محفوظة 10 مارس 2016 على موقع واي باك مشين. "نسخة مؤرشفة" (PDF). مؤرشف من الأصل (PDF) في 2016-03-10. اطلع عليه بتاريخ 2017-07-03.
29. ↑  معجم البلدان - ياقوت الحموي نسخة محفوظة 04 مارس 2016 على موقع واي باك مشين.
30. ↑  كتاب في مدن الفرسان من نارت قالا إلى عمان - كتبه عدنان مولود كلمات - صدر عام 2009
31. ↑  شارع الشابسوغ.. حكاية «الشراكسة» وهم يُشرقون في بناء عمان القديمة نسخة محفوظة 22 أغسطس 2017 على موقع واي باك مشين.
32. ↑  الشابسوغ.. شاهد على نشوء عمان نسخة محفوظة 15 يناير 2018 على موقع واي باك مشين.
33. 1 2  "RESEARCH AND SCIENTIFIC DEVELOPMENT IN OIC COUNTRIES" (PDF). مؤرشف من الأصل (PDF) في 2018-01-24.
34. ↑  Report by His Britanic Majesty's Government in the United Kingdom of Great Britain and Northern Ireland to the Council of the League of Nations on the Administration of Palestine and TransJordan for the year 1933, Colonial No. 94 , His Majesty's Stationary Office, 1934, p. 305.
35. ↑  عمان عاصمة الثقافة العربية 2002 _ م.نضال الحديد / في حديثه لصحيفة الجزيرة عن تاريخ عمان نسخة محفوظة 24 سبتمبر 2015 على موقع واي باك مشين.
36. ↑  أمانة عمان الكبرى - نبذة عن تاريخ العاصمة وأمانتها [وصلة مكسورة] نسخة محفوظة 21 أغسطس 2009 على موقع واي باك مشين.
37. ↑  شعار مئوية مدينة عمّان - أمانة عمّان الكبرى نسخة محفوظة 14 أبريل 2009 على موقع واي باك مشين. [وصلة مكسورة]
38. ↑  جغرافيا عمان - موقع وزارة التربية والتعليم الأردنية [وصلة مكسورة] نسخة محفوظة 12 يونيو 2010 على موقع واي باك مشين.
39. ↑  جوجل إيرث
40. ↑  الدليل الجغرافي والسياحي لعمان - WorldTravels.com  نسخة محفوظة 23 يونيو 2017 على موقع واي باك مشين.
41. ↑  مخطط عمان الشمولي - المرحلة الثالثة نسخة محفوظة 20 أغسطس 2020 على موقع واي باك مشين.
42. ↑  الأردن وسوريا يحتفلان بمئوية الخط الحديدي الحجازي / BBC نسخة محفوظة 08 مارس 2016 على موقع واي باك مشين.
43. ↑  الخطة الإستراتيجية لعمان 10/9/2008 [وصلة مكسورة] نسخة محفوظة 22 يوليو 2009 على موقع واي باك مشين.
44. ↑  عمان الكبرى / أمانة عمان الكبرى [وصلة مكسورة] نسخة محفوظة 04 مارس 2009 على موقع واي باك مشين.
45. ↑  مشروع تلال الحمّر السياحي نسخة محفوظة 28 يناير 2011 على موقع واي باك مشين.
46. ↑  محمية دبين - الجمعية الملكية لحماية الطبيعة نسخة محفوظة 04 مايو 2014 على موقع واي باك مشين. [وصلة مكسورة]
47. 1 2 3  منظمة الأغذية والزراعة للأمم المتحدة - صفحة الأردن بقطاع الغابات بالمنظمة نسخة محفوظة 04 مارس 2009 على موقع واي باك مشين.
48. ↑  معدل درجات الحرارة السنوية في عمان / دائرة الأرصاد الجوية - المملكة الأردنية الهاشمية  نسخة محفوظة 28 فبراير 2009 على موقع واي باك مشين.
49. ↑  معدل كميات الأمطار في عمان / دائرة الأرصاد الجوية - المملكة الأردنية الهاشمية نسخة محفوظة 4 مارس 2009 على موقع واي باك مشين.
50. ↑  "Jordan Meteorological Department". Jordan Meteorological Department. اطلع عليه بتاريخ February 12 2009. {{استشهاد ويب}}: تحقق من التاريخ في: |تاريخ الوصول= (مساعدة) وتجاهل المحلل الوسيط |dateformat= لأنه غير معروف (مساعدة)
51. ↑  "Climate and Agricultural Information – Amman". دائرة الأرصاد الجوية الأردنية. مؤرشف من الأصل في 2025-06-12. اطلع عليه بتاريخ 2025-06-13.
52. ↑  "الوضع الطبيعي للمناخ في مطار عمان 1961-1990". الإدارة الوطنية للمحيطات والغلاف الجوي. مؤرشف من الأصل في 2021-03-12. اطلع عليه بتاريخ 2025-06-13.
53. ↑  "Pogoda.ru.net (Weather and Climate-The Climate of Amman)" (بالروسية). Weather and Climate. Archived from the original on 2025-01-20. Retrieved 2025-06-13.
54. ↑  مذكرات الرحالة Lauvance Oliphant أثناء زيارته لعمّان.
55. ↑  الأرمن في عمّان - عرمرم. orig session name=sess9f577fb84d07d957709f040bb22a6e16 نسخة محفوظة 07 مارس 2016 على موقع واي باك مشين.
56. ↑  دراسة جغرافية لعمّان للباحث Jane M. Hacker من قسم الجغرافيا بجامعة ديرهم.
57. ↑  سكان الضفة الغربية كانوا أردنيي الجنسية أصلا قبل حرب 1967 وتحديدا عند توحيد الضفتين في بداية خمسينيات القرن الماضي، انظر هنا نسخة محفوظة 06 مارس 2016 على موقع واي باك مشين.
58. ↑  نبذة عن سكان مدينة عمّان. نسخة محفوظة 19 أكتوبر 2018 على موقع واي باك مشين.
59. ↑  www.life.com نسخة محفوظة 14 يناير 2012 على موقع واي باك مشين. [وصلة مكسورة]
60. ↑  nU.N. Demographic Yearbook, various issues ؛ دائرة الإحصاءات العامة، الكتاب السنوي، 1984م، 24.
61. ↑  Zalloum Real State Group نسخة محفوظة 24 أغسطس 2018 على موقع واي باك مشين.
62. 1 2  CIA World Factbook - Religions in Jordan نسخة محفوظة 18 فبراير 2018 على موقع واي باك مشين.
63. 1 2  دستور المملكة الأردنية الهاشمية لعام 1952 - المادة 14 / ج
64. ↑  سكان الأردن - صفحة الأردن في موقع البنك الدولي [وصلة مكسورة] نسخة محفوظة 10 فبراير 2015 على موقع واي باك مشين.
65. ↑  Reconciling Return and Rights: Palestinian Refugees and the Emergence of a "Political Society" | Jadaliyyah نسخة محفوظة 07 أبريل 2018 على موقع واي باك مشين.
66. ↑  عمون - امانة عمان تودع المعاني بعد رحلة اتصفت بالانجاز وركزت على التخطيط للمستقبل. نسخة محفوظة 04 مارس 2016 على موقع واي باك مشين.
67. ↑  خطة عمان الشمولية/ تقديرات عدد سكان عمان الكبرى في عام 2025  نسخة محفوظة 20 أغسطس 2020 على موقع واي باك مشين.
68. ↑  100 من مشاهير مدينة عمّان - BeAmman نسخة محفوظة 08 مارس 2016 على موقع واي باك مشين. [وصلة مكسورة]
69. ↑  وضع اللاجئين وأعدادهم - مخيمات الأردن نسخة محفوظة 13 ديسمبر 2009 على موقع واي باك مشين.
70. ↑  الأونروا [وصلة مكسورة] نسخة محفوظة 07 يناير 2010 على موقع واي باك مشين.
71. ↑  44 جنسية لاجئة في الأدرن نسخة محفوظة 02 أبريل 2015 على موقع واي باك مشين.
72. ↑  الشرق الأوسط 17/9/2008 [وصلة مكسورة] نسخة محفوظة 05 مارس 2009 على موقع واي باك مشين.
73. ↑  مشروع الباص السريع في مدينة عمّان - الصفحة الرسمية نسخة محفوظة 13 أكتوبر 2018 على موقع واي باك مشين.
74. ↑  الباص السريع - مقال للمعماري محمد الأسد، حبر.كوم نسخة محفوظة 05 أبريل 2016 على موقع واي باك مشين.
75. ↑  الباص السريع - المزراب.[وصلة مكسورة]
76. ↑  "جريدة الغد". مؤرشف من الأصل في 2020-03-16.
77. ↑  صدور تعليمات ترخيص تطبيقات النقل الذكية - صحيفة الرأي http://alrai.com/article/10424064/إقتصاد/صدور-تعليمات-ترخيص-تطبيقات-النقل-الذكية | جريدة الرأي نسخة محفوظة 08 فبراير 2018 على موقع واي باك مشين.
78. ↑  النقل البري: عمل اوبر وكريم في المملكة قانوني | جريدة الغد نسخة محفوظة 28 فبراير 2018 على موقع واي باك مشين.
79. ↑  Queen Alia International Airport -Foster + Patners. نسخة محفوظة 28 أكتوبر 2012 على موقع واي باك مشين. [وصلة مكسورة]
80. ↑  .التطور التاريخي لقطاع الاتصالات في الأردن 17/9/2008 نسخة محفوظة 12 مايو 2015 على موقع واي باك مشين.
81. ↑  مشروع القطار الخفيف بين عمّان والزرقاء. نسخة محفوظة 12 مارس 2016 على موقع واي باك مشين.
82. ↑  جريدة الدستور. نسخة محفوظة 07 أغسطس 2011 على موقع واي باك مشين. [وصلة مكسورة]
83. ↑  تسيير رحلات بين عمان ودمشق عبر الخط الحديدي الحجازي - موقع النداء [وصلة مكسورة] نسخة محفوظة 19 يناير 2012 على موقع واي باك مشين.
84. ↑  دراسة تاريخية لنمو مدينة عمّان للمعمار الأردني جعفر طوقان - اتحاد المستشارين للهندسة والبيئة.
85. ↑  دراسة للدكتور طالب الرفاعي، عن مراحل نمو عمان معماريا وحضاريا.
86. ↑  تـقرير أمانة عمان الكبرى عن نسبة ومساحات الاستعمالات التنظيمية لمناطق عمّان - أغسطس 2011. نسخة محفوظة 05 مارس 2016 على موقع واي باك مشين. [وصلة مكسورة]
87. ↑  مخطط عمّان الشمولي - استراتيجية نمو مدينة عمان المرحلية، الوثيقة المرجعية لإنشاء المباني ذات الكثافة العالية متعددة الاستعمال.
88. ↑  موقع أمانة عمان الالكتروني الخاص بموضوع الأبراج. [وصلة مكسورة] نسخة محفوظة 17 أبريل 2008 على موقع واي باك مشين.
89. ↑  مجموعة دراسات العولمة والمدن العالمية GaWC،  نسخة محفوظة 11 سبتمبر 2018 على موقع واي باك مشين.
90. ↑  الشرق الأوسط 10/9/2008 [وصلة مكسورة] نسخة محفوظة 02 مارس 2009 على موقع واي باك مشين.
91. ↑  عمارة مدينة عمان - د. وضاح العابدي / عن جريدة الشرق الأوسط نسخة محفوظة 2 مارس 2009 على موقع واي باك مشين. "نسخة مؤرشفة". مؤرشف من الأصل في 2009-03-02. اطلع عليه بتاريخ 2008-08-30.{{استشهاد ويب}}:  صيانة الاستشهاد: BOT: original URL status unknown (link)
92. ↑  مشروع تطوير العبدلي - وسط عمان الجديد نسخة محفوظة 16 أغسطس 2017 على موقع واي باك مشين.
93. ↑  فوضى الفتاوى في الأردن / إسلام أون لاين نسخة محفوظة 21 فبراير 2011 على موقع واي باك مشين.
94. ↑  الأردن، يفوق الدول العربية في عدد المساجد - شيحان. نسخة محفوظة 24 سبتمبر 2015 على موقع واي باك مشين.
95. ↑  وزارة الأوقاف والشؤون والمقدسات الإسلامية - عدد المسجد في مدن المملكة. [وصلة مكسورة] نسخة محفوظة 12 أغسطس 2012 على موقع واي باك مشين.
96. ↑  العربية تاريخ الولوج 19/9/2008 نسخة محفوظة 25 سبتمبر 2012 على موقع واي باك مشين. [وصلة مكسورة]
97. ↑  مساجد عمّان والمناطق المجاورة، التي بناها المهاجرون الشركس والشيشان منذ قرن - YouTube. على يوتيوب
98. ↑  دور العبادة [وصلة مكسورة] نسخة محفوظة 04 مارس 2009 على موقع واي باك مشين.
99. ↑  مساجد عمّان والمناطق المجاورة - panoramio. نسخة محفوظة 15 مارس 2017 على موقع واي باك مشين.
100. ↑  مسجد المغير بن شعبة في عمّان - ذو الطراز المغربي/الأندلسي. على يوتيوب
101. ↑   https://web.archive.org/web/20150924111517/http://www.suhuf.net.sa/2001jaz/mar/25/jo1.htm. مؤرشف من الأصل في 2015-09-24. {{استشهاد ويب}}: الوسيط |title= غير موجود أو فارغ (مساعدة)
102. ↑  وزارة الثقافة بالمملكة الأردنية الهاشمية نسخة محفوظة 11 أكتوبر 2018 على موقع واي باك مشين.
103. ↑  عمان تستعد لاحتفالية عاصمة الثقافة الإسلامية لعام 2017 | الحوارنسخة محفوظة 02 مارس 2017 على موقع واي باك مشين.
104. ↑  عواصم الثقافة الأردنية - وزارة الثقافة نسخة محفوظة 11 أكتوبر 2018 على موقع واي باك مشين.
105. ↑  جريدة الغد نسخة محفوظة 04 مارس 2009 على موقع واي باك مشين.
106. ↑  الغد نسخة محفوظة 04 مارس 2009 على موقع واي باك مشين.
107. ↑  موقع جمعية سكان حي جبل عمّان القديم - جارا.نسخة محفوظة 02 ديسمبر 2011 على موقع واي باك مشين.
108. ↑  تواصل معرض عمان الدولي للكتاب بأنشطة ثقافية متنوعة - جريدة الرأي. [وصلة مكسورة] نسخة محفوظة 09 أغسطس 2011 على موقع واي باك مشين.
109. ↑  الموقع الرسمي لوكالة الأنباء الأردنية - بترا. نسخة محفوظة 04 يناير 2011 على موقع واي باك مشين.
110. ↑  المجلس الأعلى للأعلام 17/9/2008 نسخة محفوظة 03 مارس 2009 على موقع واي باك مشين.
111. ↑  الموقع الرسمي للهيئة الملكية للأفلام. نسخة محفوظة 07 أبريل 2019 على موقع واي باك مشين.
112. ↑  نبذة عن البنك المركزي الأردني [وصلة مكسورة] نسخة محفوظة 26 نوفمبر 2016 على موقع واي باك مشين.
113. ↑  العثمانيون في بلاد الشام - أرض فلسطين (الاسم والحدود التاريخية)[وصلة مكسورة] "نسخة مؤرشفة". مؤرشف من الأصل في 2020-05-09. اطلع عليه بتاريخ 2020-05-11.{{استشهاد ويب}}:  صيانة الاستشهاد: BOT: original URL status unknown (link)
114. ↑  الصوت العربي الحر - لعنة الضرائب في عمان - تاريخ الولوج 28/9/2008 نسخة محفوظة 30 مارس 2013 على موقع واي باك مشين.
115. ↑  العرب اليوم نسخة محفوظة 29 سبتمبر 2011 على موقع واي باك مشين.
116. ↑  بورصة عمان  نسخة محفوظة 19 فبراير 2018 على موقع واي باك مشين.
117. ↑  غرفة تجارة عمان - المملكة الأردنية الهاشمية نسخة محفوظة 01 يوليو 2013 على موقع واي باك مشين.
118. ↑  [جريدة عالم السياحة والاقتصاد. نسخة محفوظة 09 مارس 2014 على موقع واي باك مشين.
119. ↑  وزارة التجارة والصناعة 17/9/2008 [وصلة مكسورة] الصناعة في الاردن.aspx نسخة محفوظة 13 ديسمبر 2010 على موقع واي باك مشين.
120. 1 2 3  مخطط عمان الشمولي - المناطق الصناعية في عمان الكبرى نسخة محفوظة 20 أغسطس 2020 على موقع واي باك مشين.
121. ↑  دليل مطاعم عمان العربية والأجنبية نسخة محفوظة 05 فبراير 2014 على موقع واي باك مشين.
122. ↑  جريدة الغد - تاريخ الولوج 28/9/2008 نسخة محفوظة 04 مارس 2009 على موقع واي باك مشين.
123. ↑  فيلم على يو تيوب بعنوان الأربعاء الأسود - تاريخ الولوج  28/9/2008 على يوتيوب
124. ↑  "صناعة الموت" يلتقي عروسي تفجير عمّان ويبث لقطات نادرة للزفاف، العربية نت 29 فبراير 2008م، تاريخ الولوج 28/9/2008 نسخة محفوظة 12 نوفمبر 2015 على موقع واي باك مشين.
125. ↑  مهرجان جرش أزمة غير حكومية، جريدة الغد، 20 أغسطس 2007م، تاريخ الولوج 28/9/2008 جرش نسخة محفوظة 04 مارس 2009 على موقع واي باك مشين.
126. ↑  الموقع الرسمي لمهرجان الأردن - تاريخ الولوج 28/9/2008 [وصلة مكسورة] نسخة محفوظة 04 يونيو 2014 على موقع واي باك مشين.
127. ↑  AMEinfo News - تاريخ الولوج 28/9/2008 نسخة محفوظة 01 أكتوبر 2012 على موقع واي باك مشين.
128. ↑  دليل عمان 12/9/2008
129. ↑   تاريخ الولوج 16/9/2008 نسخة محفوظة 08 مارس 2016 على موقع واي باك مشين.
130. ↑  فندق الفور سيزونز نسخة محفوظة 26 فبراير 2018 على موقع واي باك مشين.
131. ↑  فندق الميريديان عمان نسخة محفوظة 12 مارس 2017 على موقع واي باك مشين.
132. ↑  فندق غراند حياة عمان نسخة محفوظة 11 مارس 2016 على موقع واي باك مشين.
133. ↑  فندق الراديسون ساس نسخة محفوظة 08 مارس 2016 على موقع واي باك مشين.
134. ↑  فندق الشيراتون نسخة محفوظة 10 مارس 2016 على موقع واي باك مشين.
135. ↑  الحدائق العامة في عمان - صحيفة الغد تاريخ الولوج 16/9/2008 نسخة محفوظة 04 مارس 2009 على موقع واي باك مشين.
136. ↑  المدينة الرياضية نسخة محفوظة 22 أكتوبر 2018 على موقع واي باك مشين.
137. ↑  راليهات عمان - صحيفة الغد تاريخ الولوج 16/9/2008 سباق رالي المطار نسخة محفوظة 05 مارس 2009 على موقع واي باك مشين.
138. ↑  المدينة المائية تاريخ الولوج 16/9/2008 نسخة محفوظة 19 أغسطس 2017 على موقع واي باك مشين.
139. ↑  صحيفة العرب اليوم تاريخ الولوج 26/9/2008 نسخة محفوظة 29 سبتمبر 2011 على موقع واي باك مشين.
140. ↑  الأردن المقصد الأول لعلاج الأسنان من Business.com تاريخ الولوج 26/9/2008 نسخة محفوظة 28 أغسطس 2011 على موقع واي باك مشين. [وصلة مكسورة]
141. ↑  الدليل الطبي الأردني [وصلة مكسورة] نسخة محفوظة 20 يونيو 2013 على موقع واي باك مشين.
142. ↑  مدينة الحسين الطبية [وصلة مكسورة] نسخة محفوظة 10 أبريل 2015 على موقع واي باك مشين.
143. ↑  الطب في الأردن - UpdateJo نسخة محفوظة 19 سبتمبر 2015 على موقع واي باك مشين. [وصلة مكسورة]
144. ↑  دليل الأردن: مستشفى الحسين للسرطان نسخة محفوظة 22 أبريل 2016 على موقع واي باك مشين.
145. ↑  جريدة الغد: اعتماد مركز الحسين للسرطان مركز تعاون لإقليم شرق المتوسط نسخة محفوظة 06 يوليو 2017 على موقع واي باك مشين.
146. ↑  مستشفيات عمان نسخة محفوظة 14 يونيو 2016 على موقع واي باك مشين.
147. ↑  مستشفى عسكري حكومي
148. ↑  مستشفى الأردن نسخة محفوظة 15 يناير 2012 على موقع واي باك مشين.
149. ↑  الحياة في عمّان خلال مائة عام.نسخة محفوظة 20 أغسطس 2016 على موقع واي باك مشين.
150. ↑  التعليم في الأردن ولوج بتاريخ 17/9/2008 [وصلة مكسورة] نسخة محفوظة 01 فبراير 2009 على موقع واي باك مشين.
151. ↑  "[ https://twitter.com/WBedutech]"، World Bank blog,2010 نسخة محفوظة 05 أبريل 2017 على موقع واي باك مشين.
152. ↑  ""، Jordan Education Initiative نسخة محفوظة 24 أبريل 2018 على موقع واي باك مشين.
153. ↑  المركز الجغرافي الملكي الأردني. نسخة محفوظة 08 أغسطس 2013 على موقع واي باك مشين.
154. ↑  الجمعية الأردنية للطاقة المتجددة. نسخة محفوظة 18 مايو 2017 على موقع واي باك مشين.
155. ↑  مدينة الحسين للشباب. نسخة محفوظة 19 سبتمبر 2018 على موقع واي باك مشين.
156. ↑  عمّان الأغلى عربيا.. وسط فقر وحرمان | الجزيرة نت نسخة محفوظة 26 يونيو 2017 على موقع واي باك مشين.
157. 1 2  هل عمان مدينة عصرية؟ | عمّون[وصلة مكسورة]
158. 1 2 3  برقيات سـريعة.... إلى أمين العاصمة | جريدة الدستور [وصلة مكسورة] نسخة محفوظة 12 أغسطس 2016 على موقع واي باك مشين.
159. ↑  جريدة الدستور [وصلة مكسورة] نسخة محفوظة 10 مارس 2016 على موقع واي باك مشين.
160. 1 2  عمان الشرقية: شطر المدينة الذي لم يغادر القرية | عود الند نسخة محفوظة 24 سبتمبر 2016 على موقع واي باك مشين.
161. ↑  أمانة عمان تدلل عمّان الغربية والشرقية تغرق في أكوام النفايات | الحقيقة نسخة محفوظة 14 أبريل 2020 على موقع واي باك مشين.
162. ↑  النسور: الحياة غير ممكنة بمناطق في عمان الشرقية | السوسنة نسخة محفوظة 17 مارس 2016 على موقع واي باك مشين.
163. ↑  شرق عمان تتفوق على غربها بـ "النفايات" | جراسا نسخة محفوظة 08 مارس 2016 على موقع واي باك مشين.
164. ↑  استقالة عضو بالأمانة لتهميش عمان الشرقية | عمّان نت نسخة محفوظة 23 أبريل 2014 على موقع واي باك مشين.
165. ↑  عمان عمانان.. غربية وشرقية | القدس العربي نسخة محفوظة 04 مارس 2016 على موقع واي باك مشين.
166. ↑  سيل الزرقاء.. مسيرة من التلوث البيئي ولا حل جذريا في الأفق | Jordan ZAD نسخة محفوظة 26 فبراير 2017 على موقع واي باك مشين.
167. ↑  رؤساء وأمناء مدينة عمّان - موقع أمانة عمّان الكبرى نسخة محفوظة 2020-05-08 على موقع واي باك مشين. [وصلة مكسورة]
168. ↑  مذكرة البنك المركزي بالعطل الرسمية 12/9/2008 [وصلة مكسورة] نسخة محفوظة 19 مارس 2017 على موقع واي باك مشين.
169. ↑  العلاقات بين عمان والمدن الأخرى - أمانة عمان الكبرى [وصلة مكسورة] نسخة محفوظة 04 مارس 2009 على موقع واي باك مشين.

## وصلات خارجية
- خارطة عمان السياحية (حجمها 4.2 ميغا بايت)
- مستشفيات عمان
- صور من عمان
- صور منوعة من عمان
- مستشفيات الأردن
- معهد عمان
- من رجالات مدينة عمان | شخصيات أردنية